# 機動戰士GUNDAM 鐵血的孤兒登場機體列表

\

-->
-->
本列表為日本動畫《機動戰士GUNDAM 鐵血的孤兒》及其外傳的登場機體。    

## 機動戰士(MS)
英語：Mobile Suit 日語：モビルスーツ
簡稱MS，三百多年前人類為對抗已暴走的「機動裝甲」（MA）而大量生產、開發的人型戰鬥兵器，其製造理念為「以人類之姿、人類之力解決人類所犯之錯」，象徵人類因貪婪、欲望的種種而釀成大錯，搞得最終不得不親自收拾殘局。
每個機動戰士各裝備了一具「亞哈反應爐」，而鋼彈骨架則多裝備了一具，總計兩具，再搭配所裝設的「納米積層裝甲」，以增強防禦力，同時還俱備將光束擴散並讓威力抑止到最低限度的性能。但這不代表可以抵抗衝擊力，因此大多數身亡的MS駕駛員都死在機體被命中時所產生之巨大衝擊帶來的震傷。
在這死傷慘重的「厄祭戰爭」中活跃的機動戰士群，即使過了三百年仍然存於世間，其中于戰爭前夕和中期最先生產，且數量佔全部機動戰士大半的「海克瑟骨架」和「羅迪骨架」，至今依然為普通市民、組織所能通用；而於厄祭戰爭末期同時生產的「鋼彈骨架」和「女武神骨架」，雖然都擔當過殲滅MA之重任，但只有鋼彈骨架對後世之人的影響最深刻，且被擊毀之數衆多，只有少數殘存，而女武神骨架則漸漸被遺忘。
「迪瓦茲骨架」雖然已經有設計草案，也有大量設計圖，但此時的戰爭因已步入落幕，而徹底淪爲草稿，直到三百年後才被迪瓦茲的技術團生產出來，還和鐵華團根據迪瓦茲骨架的性能，進一步開發新型的「伊歐骨架」，但所採用的亞哈反應爐都是舊型的；至於末日號角則是根據對女武神骨架的評價，開發出自己專属的新型機動戰士，即「凱萊爾骨架」、「格雷茲骨架」和「蘭吉雷茲骨架」，所採用的亞哈反應爐完全是新型的。

## 鋼彈骨架
英語：Gundam Frame  日語：ガンダム・フレーム
本作鋼彈機種的總稱呼，為三百年前「厄祭戰爭」時，為模仿和殲滅「機動裝甲」而製造、運用的機體，開發人為末日號角創辦人——阿格尼·凱耶之父。
其編號以ASW-G為主，全部機體骨架都採用相同的構造，可以和其他同型機進行零件交換，再配合所裝備了兩具「亞哈反應爐」和新開發的「阿賴耶識系統」，可以發揮出比一般機動戰士還要高的動力和機動性，其出力也只有這類機體才能控制得到。
在開發出了無數MS的厄祭戰爭的當時，要建構出能搭載兩具亞哈反應爐的骨架，與要運用受限于厄祭戰爭時的技術問題的亞哈反應爐，仍是極為困難的事情，最終鋼彈骨架只製造了72架後就停止生産，即使是三百多年後的現在也不可能再開發出來。
經過三百多年的歲月後（從本傳開始時），僅剩26架機體仍完整保存在各勢力中。目前已知僅存的鋼彈骨架有鐵華團的「獵魔鋼彈」（原屬CGS）、「智魔鋼彈」（原屬柏瓦茲）；長生幫的「君魔鋼彈」（原屬末日號角）、「情魔鋼彈」；阿法姆設備的「慾魔鋼彈」（原屬末日號角）；末日號角的「主魔鋼彈」、法爾克家族的「降魔鋼彈」、庫贊家族的「戀魔鋼彈」、艾里昂家族的「化魔鋼彈」、法里德家族的「召魔鋼彈」、納迪拉家族的「魅魔鋼彈」、伊舒家族的「悟魔鋼彈」、巴特韋恩家族的「搜魔鋼彈」、札爾姆弗特家族的「幻魔鋼彈」、一架七星家族的鋼彈（未公開）和未知組織的「運魔鋼彈」，而鐵華團的「蔽魔鋼彈」（原属末日號角，暱稱流星號）和「翼魔鋼彈」（原屬末日號角）則分別因最近在礦區被發掘出來和以全新姿態呈現的關係，現可確定共有28架仍然保持運作。
不過其中兩台鋼彈骨架，即「搜魔鋼彈」在最近大戰中被擊倒後進行修復，然後以北歐神話阿薩神族的「維達」為命名，正式改名為「殘命鋼彈」，以顯示著本機「復活」後的情形；以及「翼魔鋼彈」被大幅改修後以「端白星」為命名，正式改名為「端白星鋼彈」，以顯示「啟明」的降臨。
關於各機的名字與編號由來，可以推測是與所羅門七十二柱魔神有關，可知製造者對鋼彈骨架的期待與敬畏。

### 本篇
主魔鋼彈（Gundam Bael）
於第二季登場，於三百年前的「厄祭戰爭」中所使用的72架「鋼彈骨架」型機動戰士其中之一，以雙刀流為特徵的鋼彈骨架MS。
時間回朔到三百年前，人類和MA歷經了長年的戰爭，人類被消耗到失去四分之一的人口，面臨攸關存亡之危。在追求為了更有效率的去抹殺人類為目標進化之MA面前，人類做為對抗手段而創造的技術就是讓人與機械一體化的「阿賴耶識系統」，而在這過程中開發出的是72架鋼彈骨架。
這台象徵著「錦之御旗」的王座曾由末日號角創辦人——阿格尼·凱耶駕駛，帶領著人類迎向勝利的存在，據説裡頭存有阿格尼的靈魂，擁有本機的人即為「能登上末日號角之頂點的人」，隨著時代變遷，阿格尼和主魔之名已被神格化。
戰後被保存在「梵格爾夫」基地内深處機庫約三百多年，從未經過任何改修，連骨架構造及裝備也維持阿格尼當年搭乘的樣子。在那期間有不少人曾企圖駕駛此機體，但都以失敗告終，直到地球外缘軌道統合艦隊的麥吉利斯·法里德在自己的革命發動和鐵華團的亂入下才得以甦醒。
雖然本機無任何特殊能力和功能，但性能方面卻不逊於其他鋼彈骨架機體，只是裡頭的駕駛艙是維持在厄祭戰爭時期狀態，所以本機可説是末日號角方唯一一台僅存的設有初期/通用版「阿賴耶識系統」的鋼彈機體，非常諷刺。
被麥吉利斯奪走後的本機，在與阿麗安蘿德艦隊的交戰中，大戰過殘命的殘命搜魔，但因敵方裝設了「破滅魔劍」，導致革命軍大大敗北，随後和鐵華團逃向火星。在經歷了火星上與末日號角的激戰，擊毁了伊奥克的專用格雷茲后逃離火星，獨自一人與阿麗安蘿德艦隊和殘命的殘命搜魔交戰，結果雙雙都一同卷入萊斯達爾的主艦裡，而麥吉利斯早已潛入其中。
在駕駛員麥吉利斯死後，被俘虏的本機經修復以後彻底地被拷上枷鎖並移除了駕駛艙，並封鎖在梵格爾夫地下機庫裡，以防任何人企圖启動此機。
- 機體編號：ASW-G-01
- 所屬方：末日號角（隸属於亞古尼卡之下） → 末日號角革命軍（隸属於麥吉利斯之下）
- 駕駛員：亞古尼卡·卡艾盧 → 麥吉利斯·法里德
- 機體高度：18公尺
- 機體重量：30噸
- 武裝：

推進翼
巴耶力的內建裝備，不管在太空、地球都能保持高機動性能，裝在背部上。
內藏兩座的電磁砲作為射擊裝備，裝在推進翼內。
但是在駕駛員阿格尼眼里，那只是他的個人興趣，並沒有什麼特別的含意。
巴耶力之劍×2
巴耶力的使用「稀少金屬」鍛造而成的劍型近戰武裝，象徵了不需要其他武裝的阿格尼的強大，裝在後腰部上。
代表著透過阿賴耶識系統，讓阿格尼和MS達成完全一體化的確實證據。對於實現超脫人類的超反應、超機動的阿格尼來說，沒有能勝過不斷之劍的武裝存在。
然而動畫中所持的並非真正的主魔之劍，而是麥吉利斯從葛琳潔德所取下之女武神劍。
第49集被殘命搜魔鋼彈的刀擊毀。
劍架
巴耶力的雙劍收納器，裝在後腰甲上。
採用了可動式手臂構造，這是為了將拔刀時間縮到最短而設計的。
- 名稱由來：

「巴耶力」一名的典故來自於「所羅門之鑰：所羅門七十二柱魔神」之中，所屬順位第一的惡魔巴力。
位階君王，統帥66個軍團。是耶和華最大的敵人，在所羅門七十二柱魔神中是第一位。
他以多種外貌出現，有時是人，有時變化為其它形象，說話時聲音刺耳。在傳說中的形象為右手持巨鎚，左手發著雷球，頭上戴著有兩支角的圓錐形冠冕，腳下則乘著雷。
他是統治東方的君王。他擁有能使人隱身的能力，因此又被稱之为「主導者之魔」。
本作品對於該歷史傳說僅為有限度參考，所引用之事物並不一定完全符合史料中描述或記載的情況。
- 機械設定：鷲尾直廣（本體）、海老川兼武（駕駛艙區塊）

獵魔鋼彈（Gundam Barbatos）
本作主角機體，於三百年前的「厄祭戰爭」中所使用的72架「鋼彈骨架」機動戰士其中之一，以鎚矛為主武裝和近身戰為特徵的鋼彈骨架MS。
戰後不知何故地流落到了火星一間民營保全公司的手中，被發現時駕駛艙已失去，且因為亞哈反應爐仍在運作的關係，本機一直都被安置於一處據點並連結其能源爐將之充當为CGS的能源供應體，但仍被考慮到當作MS運用的情況，並準備了數種武裝。
本機的外裝甲在構成上走簡略、輕裝取向，因此能夠略見機身有著多處未覆有裝甲的外露結構，似乎讓人明白其設計方針是以不干涉鋼彈骨架運作為優先，而另一方面也帶來了輕量化的效果，使機體在機動上更加靈巧輕盈。
做為根基的鋼彈骨架本身具有絕對的韌性與強度，即便經過了上百年的時間以致於外裝甲部分劣化，但鋼彈骨架的部分仍舊完好無缺，而發揮出來的性能更是無與倫比，於百年的塵封中復甦的當下便立即展現了一般機動戰士都望塵莫及的高性能。
本機的後背包由三個部分構成，中間的部分為單具大型的可調節式推進裝置，其爆發性的出力賦予了本機強大的機動性能，即使處於重力環境下也能夠輕易做到懸浮與飛躍等高機動動作，而左、右兩部分為設有武裝接點的莢艙，能夠將特定武裝掛載其上，同時莢艙也藏有可動支臂的功能輔助武裝的掛載與使用。
在一次武裝組織「末日號角」對據點突如其來的襲擊中，雪之丞等人直接將三日月·奧古斯的MW操作系統和裝備移植到獵魔身上，作爲駕駛艙的替代品；而阿賴耶識系統也是配合他的能力調整至承受極限。三日月也受友人推舉為一群少年反抗的先鋒，並緊急搭乘這架機體對來襲的敵軍展開反擊，故事便由此開始。
自鐵華團成立後，本機便一直陪伴駕駛員三日月一起渡過許多激戰，無論是CGS設施、低軌道上的火星支部還是塔賓斯與迪瓦茲，本機都在這充滿激戰的旅途中展現出鋼彈骨架的高泛用性，發揮出安定的性能並立下戰果，再加上仍殘留有本機當時資料的迪瓦茲技術人員們的幫助，使得本機機能不斷地更新，就算與末日號角間的戰鬥越來越激烈、三日月所操縱的獵魔仍然以鐵華團主戰力的身份繼續在最前線戰鬥。
在抵達地球圈之後、透過蒙塔克商會所準備的裝備、讓獵魔鋼彈換上了新的姿態。現在距離啟程之地的火星已經非常遙遠了。降落到地球之後、鐵華團的旅程將與本機一起迎向最終局面。
- 機體編號：ASW-G-08
- 所屬方：CGS（後歸属鐵華團）
- 駕駛員：三日月·奧古斯
- 機體高度：18公尺（第一、第五型態）、18.8公尺（第六型態）
- 機體重量：28.5噸（第一、第五型態）、30.5噸（第六型態）
  - 第一型態：

於三百年前的厄祭戰爭時期所使用過的形態，之後被作為CGS的能源輔助裝置。
雙肩没有裝甲，而且因經過了三百年的劣化後以及缺乏良好維護等其他因素，和原始形態相比，性能已大幅下降。之後由「三日月·奧古斯」駕駛，並從地底冒出來。
第一次跟3台格雷茲對打時，忘記補充燃料，而讓末日號角的士兵有機會返回火星支部；第二次跟奎克的格雷茲（附有紅色旗幟）一對一對打中得勝，最後三日月為奎克進行「介錯」而槍殺了他。
- 武裝：

鎚矛
本機體對應近距離戰鬥用的主要武裝，使用了與機動戰士之骨架相同的稀有堅硬合金材質製造而成，為手持式質量打突用實體兵裝，其極具分量的鎚頭就占了武裝本身長度比例將近二分之一。
鎚頭部分主要為四具厚實的鋒刃構造，使用上透過大質量所帶來的動能與慣性來換取破壞力，即使面對奈米積層裝甲也能夠輕易將其砸毀並破壞骨架，另一方面在鎚頭前端隱藏有可射出式的鎚針機構，使用得當之下亦能夠以此重創敵人機動戰士的弱點。
於劇中表現方面，為三日月使用最上手的一項武裝，基於使用上對技術的需求量要求較低，只需要做到對敵人直接打擊便能見收成效，因此也成為劇情中最常被攜帶與使用的武裝。
根據殘留的資料顯示，似乎為CGS時代的社長馬爾邦·奧凱考量到將本機體當作機動戰士來作戰之目的，因而備有了數種裝備以利於戰鬥時使用，而「鎚矛」正是其中之一，至於這些裝備的來源以及是否為「獵魔」本身設計上的標準制式武裝，則就不得而知了。
矛身具有伸縮機構，於掛載狀態下能夠將矛身縮短，以避免對機體造成不必要的阻礙。這項武裝由於被粗暴的使用，在劇情後半段連同備品在內的庫存都被消耗殆盡。在第一季的結局影片中確認已報廢變成宇宙垃圾。
左臂補修組件／手甲／盾
於本篇故事開始時所使用的補修組件，由於機體本身歷經了百年的歲月以致於原本的裝甲劣化而不堪使用，因此幾乎整具左手臂的外裝甲部分都由補修組件代替，而盾則為此補修組件中的一部分，但沒有半点定論。
設計上為簡易、輕便型的小型護手型盾牌，主要作用於對敵機近距離戰鬥用兵器的格擋以及小範圍保護機體的重要機構等。
在火星的大氣層之上，與末日號角對戰，被麥吉利斯·法里德的「燕式格雷茲」的飛索鉤爪擊碎。
- 第二型態：

利用捕獲的格雷茲裝甲來補強肩膀的型態，藍和白的配色是因為使用本體的奈米積層裝甲來塗裝。
只用于低軌道站的戰鬥中。
- 武裝：

肩甲組件（格雷兹）
於本篇故事開始時由敵方機動戰士「格雷茲」身上奪取而來的裝甲，用於代替劣化而不堪使用的原有肩部裝甲。
滑膛砲
本機體對應遠距離戰鬥用的主要武裝，為輕裝砲型的手持式實彈射擊兵裝，以無重力空間下運用為主要考量，其大口徑的長砲管設計使得此武裝能夠精準發射高初速且大威力的實體砲彈，另一方面在砲身下方還設置有機關槍能夠做為額外支援用途。
於劇中表現上主要多用於中、遠程的輔助攻擊，儘管因為奈米積層裝甲的關係導致射擊武裝無法有效發揮威力，但依舊能夠透過不斷的給予打擊造成其塗層耗損，累積之下亦能夠造成一定破壞力。
此武裝於一般使用上以單手架於腰間為主，而砲身尾端部分則與機體後背包的可動支臂結構做連結。砲管具有折疊功能，於掛載狀態下能夠將砲管折疊並收納於砲身右側，以避免對機體造成不必要的阻礙。
- 第三型態：

利用在低軌道太空站和飛燕格雷茲的戰鬥時入手的飛索鉤爪組件來修補左腕裝甲的型態。
此型態除了飛索鉤爪組件，其他的地方与第二型態无异。
- 武裝：

GR-Es02 飛索鉤爪
由鐵華團從敵方俘获而来的爪状武器，安装在左臂上，取代被擊碎的左臂補修組件。
用於射擊並夾住敵機或敵艦的任何部位。
- 第四型態：

獵魔設計上原有的型態。在迪瓦茲技術人員的幫助下恢復到厄祭戰爭當時的姿態的獵魔。
改善了機體重心配置和動力爐的出力，完備了三百年來遺失的外裝，整修過後兩具亞哈反應爐的出力也有所提升。
透過阿賴耶識系統讓三日月·奧古斯感受到這些變化。
- 武裝：

太刀
本機體對應近距離戰鬥用的次要武裝，於迪瓦茲本部「歲星」的工廠中鍊製而成，為長刀型的手持式斬擊用實體兵裝，其堅韌卻輕巧的刀身帶來了豐富且靈活之攻擊方式的可能性，然而也因為質量較輕的關係，使用以及攜帶上較不會對機體造成不必要的負擔與阻礙。
於劇中表現上與鎚矛那般大質量直接帶出大破壞力不同，由於斬擊的方式對奈米積層裝甲傷害並不理想，因此使用方式更著重於技巧，例如針對裝甲間隙、關節又或是纖細的肢體部位做出攻擊等等，也因為如此的緣故，三日月一開始並不喜歡使用此項武裝。
此武裝於最初獲得時並未裝配柄首及柄身的裝甲，推估是迪瓦茲的技術人員手中握有的資料並不齊全，因此並未即刻完成，而是在之後透過收集初戰資料後改良，才進而裝配上了柄首以及較符合機體的手掌機械指的柄身裝甲，同時這部分也能夠將運動能量傳達上的流失控制在最小限度內。
- 第五型態（胸部裝甲）

在逃出多特殖民衛星群的戰鬥中與搜魔鋼彈戰鬥並受創以後，使用從蒙塔克商會讓渡來的零件強化後的獵魔。
還追加了從艾因的燕式格雷茲身上接收來的的腰部推進器讓機動力得以提升，同時也追加了為了地球降下作戰所準備的有著獨特形狀的胸部爆炸反應裝甲。
這些是為了與蓋里歐·鮑德溫駕駛的搜魔鋼彈戰鬥而準備的東西，目的是為了用胸部承受永恆之槍的攻擊後用反應裝甲將其彈開。
- 武裝：

手臂迫擊砲
最初是為了給庫坦參型裝備而開發的射擊武裝。由於MS也能夠使用，因此裝備於獵魔的雙臂上。
胸部反應裝甲
由蒙達克商會給予的零件之一，為了對付搜魔鋼彈的永恆之槍而裝在胸部以上。
承受一次對方的攻擊、之後透過卸下裝甲來發揮機體出力與速度的特殊反應裝甲。以不惜粉身碎骨也要給予敵人打擊的思想而生的裝備。
腰部推進器
從艾因的燕式格雷茲處搶來的其中兩具推進器，安裝在兩側裙甲以上。
- 第五型態（陸戰型）

降落地球後在艾歌的主意下針對地上戰進行調整，把在宇宙中使用的第五型態換裝成地面用裝備的獵魔鋼彈，為了讓機體適應地球重力而調整了腳部懸吊系統。
因為重心提高讓初動的反應速度得以加快，在重力下的機動性也隨之提升。
另外，在千禧島的戰鬥中裝備了扳手鎚矛。
- 武裝：

手臂機關砲
在手部裝甲附加上的新裝備，因為裝彈數上的限制，不擅於遠距離的射擊戰，配合接近戰使用才能發揮威力。
配合用途可選擇裝備迫擊砲或機關砲。
扳手鎚矛
獵魔第六型態的大型裝備，除了作為打擊武裝很優秀外，前端還有開合機關，能用強大的力量夾住敵人。
此外，開合機關內側還裝有特殊鍊鋸，可切斷被夾住的敵人。
第25集被格雷茲·艾因的腕部打樁機擊毀。
- 第六型態

強化第五型態的最終決戰用的獵魔鋼彈，為了因應長期戰而採用新的胸甲、騎士式格雷茲的肩甲、雙臂的武裝與新型推進器的安裝等。
犧牲了爆發力、以讓本機能承受長時間沒補給的戰鬥為目的而施加的換裝。
- 武裝：

肩部組件（騎士式格雷茲）
鐵華團採用凱爾妲·伊舒擔任司令官的「地球外軌道管理聯合艦隊」所採用的親衛隊機——騎士式格雷茲的肩甲作為獵魔的新的肩甲。
其肩部裝甲和姐妹機——「格雷茲」所使用的相比有著更高的防禦度。
第25集先被格雷茲·艾因擊飛一部份，其後為了脫身而立即脫落剩餘部份，過後被其擊毀。
腰部地面用推進器
降落到地球後，從燕式格雷茲的高機動推進器換裝而成。配合地面用而調整出力，也有考量到減輕燃料的消耗。
胸部追加裝甲
獵魔第六型態為了保護容易受到攻擊的駕駛艙，以及應付長時間的戰鬥而追加的裝甲。
第25集被格雷茲·艾因擊中而脫落，隨即被其踏碎。
- 名稱由來：

一名的典故來自於「所羅門之鑰：所羅門七十二柱魔神」之中，所屬順位第八的惡魔巴巴妥司。
位階公爵，統領著30個地獄師團，其現身於世人面前時的形象為手執着弓箭、身上披著灰色的斗篷的魔鬼，而四週漂浮著吹奏中的號角。
傳說在太陽運行到射手座，和其它4位偉大的地獄之王一起出現在世間。
其特殊能力是熟知過去與未來的知識，賦予召喚者通曉動物語言的能力，並且得到預期想要的情報；同時召喚者也因此能獲得發現隱藏寶物的能力，並將之告訴術者。因此又被稱之為「狩獵者之魔」。
本作品對於該歷史傳說僅為有限度參考，所引用之事物並不一定完全符合史料中描述或記載的情況。
- 機械設定：鷲尾直廣

天狼型獵魔鋼彈（Gundam Barbatos Lupus）
于第二季登場，在「艾德蒙頓」發生激戰過後，「獵魔鋼彈」仍與它的駕駛員——三日月·奧古斯一起立於鐵華團的最前線，並經歷無數場戰鬥，但這也使機體不斷累積損傷，陷入讓鐵華團整備員難以修復的狀態，隨後獵魔被暫時送往位在迪瓦茲根據地——「歲星」的機動戰士工房、並接受翻修。
這時為了讓「阿賴耶識系統」和駕駛員三日月的一體感能接近實際肉體的感覺，迪瓦茲的技術者們便以三日月的戰鬥資料為基礎，試圖提升機體的反應速度和機動性，並利用阿賴耶識系統將駕駛員感官和機體動作同步做更進一步調整。
最後骨架的反應指數和三日月的腦所感覺的速度感完全一致，這是來自累積至今的戰鬥資料以及三日月與獵魔的深刻連結。同時，武裝也一併配合三日月的戰鬥風格重新配置，完成後的結果就是這架「天狼型獵魔鋼彈」。
雖然是輕量的裝甲，但透過很多曲線能讓被彈時的衝擊降低到最大限度，這是經過充分計算後的設計。因為三日月喜好接近戰鬥，在接近敵機前如何減輕傷害是重要的課題。
作為鐵華團的主戰力的獵魔，無論在任何戰場上，都發揮出极高的性能，幾乎全面性地壓倒敵方勢力，直到在火星都市——「克里斯」郊外區的半金属挖掘場上，和MA——「哈斯蒙」激烈一戰中，本機幾乎呈半破狀態：右手被扯斷，部分裝甲也嚴重損傷，而駕駛員三日月則因過度使用阿賴耶識的關係，整個右半身失去知覺。
- 機體編號：ASW-G-08
- 所屬方：鐵華團游擊隊（隸属於鐵華團）
- 駕駛員：三日月·奧古斯
- 機體高度：19公尺
- 機體重量：31.2噸
- 武裝：

劍型鎚矛
迪瓦茲的技術員為了配合天狼型獵魔的改修而開發的接近武裝。
裝備的形狀及重量被製作成不會耗損機體的機動性。
太刀（劇中無使用）
迪瓦茲的MS工房為天狼型獵魔重新打造的太刀。
從骨架用稀有合金練成的刀身根據使用者的力量，能發揮出將MS一刀兩斷的性能。
腕部200mm砲×2
天狼型獵魔的實彈射擊兵裝，裝在手部裝甲上。
也可以從後方180°旋轉至前方，並且在手持接近武器的情況下使用。
沒有用時可收納在背包上，並且在需要用到時向前45°。
腕部火箭砲×2
天狼型獵魔的近中距離用射擊武裝，裝在手部裝甲上。
還能於重鍛開鋒型智魔共用。
小型鎚矛×2
天狼型獵魔的主要武器，以獵魔平時常用的鎚矛為藍本，將握柄縮短化而成。
主要擅長於近身戰，並且有效地將敵機一次性的擊倒，沒有用時可收納在背包上。
背包
受到迪瓦茲翻修之後，以前有着更多用途。除了收納武器外，內藏的副臂可作背面的攻擊。
- 名稱由來：

本機體名稱中的「狼」一字的原文「Lupus」，來自於古代拉丁文，從前便被古羅馬人用以形容狼或是豺狼座。
- 機械設定：鷲尾直廣

天狼王型獵魔鋼彈（Gundam Barbatos Lupus Rex）
同樣于第二季登場，在火星都市「克里斯」近郊和MA——「哈斯蒙」展開激戰的「天狼型獵魔鋼彈」在贏得勝利的同時，也跟駕駛員三日月·奧古斯一樣陷入滿身瘡痍的狀態。
從之前就一直負責機體維護的迪瓦茲整備員們替送到歲星MS工房的獵魔進行更大規模的改裝作業。透過「阿賴耶識系統」配合和MS一體化的三日月的戰鬥資料，讓機體的反應速度成功達到理論值的極限。
骨架的各部關節動作也施加了和駕駛員親身感覺一致的纖細調整，連外裝也活用了MA的裝備，獲得新姿態的獵魔更被賦予了「REX」一詞，也就是「王」的名字。以成為火星之王為目標的鐵華團團長——歐格·伊茲卡以及和他一同前進的三日月，做為他新機體的這名字可以說是命中註定的。
背面裝有MA的尾巴，透過阿賴耶識系統，讓三日月能像活動自己手腳般控制尾巴。另外腕部的骨架構造也經過重新打造、並藉此強化。讓獵魔的外表進化成了比之前更為兇猛的姿態。
駕駛艙方面，是依據三日月目前的狀况而改修成前開式。之前的戰鬥中因徒手與MA尾鞭刀連續互擊的關係而導致手掌脫落，於是將雙腕伸得像野獸般長，以便能更直觀的實現三日月的戰鬥風格。
在鐵華團和「JPT信託」開戰之際，駕駛員三日月已大幅整修後的天狼王型獵魔前往戰線之上，展現出如同魔王般的駕駛技術。最後一口气抵達賈斯里的「黄金賈斯里號」的艦橋上，並二話不説地轟殺了賈斯里，再次為鐵華團的對戰立下大功。之後更跟隨末日號角革命軍，對戰亞麗安蘿德艦隊，雖以失敗告終，但也毫髮無傷地擊殺了大半敵軍，撤回火星后，與昭弘的重鍛開鋒型智魔鋼彈一同面對眼前的末日號角大軍，但因「破滅魔劍」的遠距離轟炸而遭到重創，呈半破狀態的本機依然支撑到最後一刻，直到駕駛員三日月為團捐軀後，被蘭吉雷茲茱麗雅一劍梟首為止。
- 機體編號：ASW-G-08
- 所屬方：鐵華團游擊隊（隸属於鐵華團）
- 駕駛員：三日月·奧古斯
- 機體高度：19公尺
- 機體重量：32.1噸
- 武裝：

超大型鎚矛
歲星MS工房為天狼王型獵魔用所開發的主裝備，是一把將對艦戰鬥納入考量的大型鎚矛。
柄的部分能根據狀況伸縮，先端部和柄的底部設有貫釘，没有用時可收納在後群甲上。
隨著天狼王型獵魔遭蘭吉雷茲茱麗雅擊倒，該裝備過了五年依然完好無損地被遺留在火星的戰場上。
霸王爪
天狼王型獵魔的能貫穿敵機的新武裝，覆蓋於指尖部的裝甲是由「稀少金屬」打造而成。
內部收納有兩對從背包移植在手臂内部的機械臂。
200mm火神砲×2
天狼王型獵魔的新裝備，裝在手腕内。能夠做為高速連發的速射砲使用。
尾鞭刀
原是MA——哈斯蒙的武裝之一，後成天狼王型獵魔的特殊裝備，收納在背部上，使用時會隨著三日月的感覺伸長並襲向敵機。
平時可當平衡器來使用，尾刀的纜線是從哈斯蒙身上所獲得，刀身則是新造品。刀身前端鋒刃處是由「稀少金屬」打造而成。
三日月對此裝備的感想是「感覺就像是本來就有的東西」。
腳根貫釘×2
天狼王型獵魔的貫釘裝備，裝在腳根上。
對敵機踢向牆面或踩向地面時，藉由貫釘破壞骨架或駕駛艙。
左臂補修組件／手甲／盾
原本是獵魔於本篇故事開始時所使用的補修組件，由於機體本身歷經了百年的歲月以致於原本的裝甲劣化而不堪使用，因此幾乎整具左手臂的外裝甲部分都由補修組件代替，而盾則為此補修組件中的一部分，但沒有半点定論。
設計上為簡易、輕便型的小型護手型盾牌，主要作用於對敵機近距離戰鬥用兵器的格擋以及小範圍保護機體的重要機構等。
本來要將其設定為天狼王型獵魔最終決戰樣式的補修組件，最後只留在設計稿上。
左肩甲組件（蘭吉雷兹）
由敵方機動戰士「蘭吉雷茲」身上奪取而來的裝甲。
本來要將其設定為天狼王型獵魔最終決戰樣式的補修組件，最後只留在設計稿上。
- 機械設定：鷲尾直廣

智魔鋼彈（Gundam Gusion）
於三百年前的「厄祭戰爭」中所使用的72架「鋼彈骨架」型機動戰士其中之一，以巨大的鎚子、機槍和手榴弹為主武裝的鋼彈骨架型MS。
近年來，於難以當航道使用的高密度碎石帶中發現了它，並在以此宙域為地盤的海盜間輾轉，最近落到了知名海盜——「柏瓦茲」之手，成為擔任MS部隊隊長的「庫達爾·卡德爾」的座機。
其身形外觀與鋼彈之名相去甚遠，如圓滾滾外形，為利用鋼彈骨架特徵的兩具亞哈反應爐所提供之高出力，骨架大部分解後加以延長，以便首次裝備超重裝甲，也在裝甲內部搭載了大型推進劑槽，能讓伴隨機體重量而來的燃料消耗風險能有所減輕。
做為基礎的鋼彈骨架本來就擁有不限定運用環境的高泛用性，對於在宇宙從事海盜行為的柏瓦茲而言，重力圈內的運用不在考慮範圍內，並將其改裝成宇宙專用機。雖然單獨飛行距離很短，也不利於長時間的戰鬥，但在這些缺點的反面，能夠抵擋對空機槍程度砲火的厚重裝甲反而是敵人的一大威脅。
在与獵魔鋼彈一戰中，隨着駕駛員庫達爾戰死，而本機則被俘獲後，歐格原本提議本機與十多部曼·羅迪一同賣掉，不過在昭弘的意願下同意其成為該機的駕駛員，並且改修成後來的「重鍛型智魔鋼彈」。
- 機體編號：ASW-G-11
- 所屬方：柏瓦茲
- 駕駛員：庫達爾·卡德爾
- 機體高度：18公尺
- 機體重量：44.4噸
- 武裝：

智魔之鎚
智魔的大型鎚型裝備，總重量約15噸，主要用於應對嚴重破壞。
該鎚子附有推進器，以幫助控制其軌跡和強化其衝擊力，沒有用時能安裝於背面。
在與獵魔一戰中被打飛，而被飄流在殘骸區域裏。
90mm冲锋槍
智魔的射擊裝備，且早已廣為流傳，由於價格便宜、很輕、又容易處理，也是海盜組織的最佳武器。
該武器還能安裝於后腰甲上。
400mm加農砲
智魔的遠程射擊裝備，裝在胸部上，總計為四個。
可用作破壞錨，能以壓倒性的方式射倒敵艦或敵機。
火神砲×2
智魔的近距離裝備，裝在額頭兩側，除了射擊實體彈外還能放撤退信號。
手榴彈×4
每兩顆各儲存在後裙甲，總計4個。
能從存放处取出直接當作太空地雷使用，以作擾亂敵機或敵艦的視線。
- 名稱由來：

一名的典故來自於「所羅門之鑰：所羅門七十二柱魔神」之中，所屬順位第十一的惡魔古辛。
位階公爵，統帥40個地獄師團。對於過去與未來的事情，他都能夠一一回答詢問者一切問題的結果和意義。也可授予召喚者名譽與地位。
他能將對魔法師抱持敵意之人轉成善意，同時亦能使敵對者變成己方的同伴。他能讓人們和諧相處，並維護友誼的榮譽和尊嚴，因此又被稱之为「智慧者之魔」。
本作品對於該歷史傳說僅為有限度參考，所引用之事物並不一定完全符合史料中描述或記載的情況。
- 機械設定：形部一平

重鍛型智魔鋼彈（Gundam Gusion Rebake）
在鐵華團與柏瓦茲一戰後，智魔鋼彈被鐵華團捕獲，迪瓦茲的技術者們將智魔那厚重的裝甲拆除後，再大幅改造，讓本機以新的姿態重生。
在進行改裝前，因為重裝甲導致機體重量陷入瓶頸，並不適合重力圈下的運用，因此只能利用現有的資材做改修，轉用了一部份原本智魔的裝甲和機能，以及鐵華團至今所擄獲的零件，再加上獵魔的備用零件，將這些零件加以組合，並在短時間內進行改修。
之後所完成的重鍛型智魔鋼彈，安裝在背部的推進器是內藏格雷茲手腕的智魔鋼彈腳部、而盾牌則是轉用自智魔鋼彈的背面裝甲，這些改造不僅表現出了塔賓斯整備團隊的創意及工夫，也恢復了鋼彈骨架不挑活動環境的高泛用性特徵。儘管外型難以和智魔鋼彈先前的形狀做聯想，但這正是證明了鋼彈骨架高泛用性的貴重改修案例。另外，在操作席上採用了阿賴耶識系統，以便發揮出本來的性能。
頭部方面，則採取了完整包覆了臉部的面罩式設計，使用槍械攻擊時面罩為「關閉狀態/瞄準模式」，在使用近距離武器進行攻擊時面罩會完全打開，不僅可以清楚看見智魔鋼彈的臉部輪廓，還能將有如肉身般的距離感傳達給駕駛員；同時機身搭載了對遠距離支援最佳化的高感度感應器，此感應器能將高感度感應器的能力發揮到最大限度，並透過阿賴耶識系統能將駕駛員肉眼看不見的超遠距離及電磁波流向轉換成視覺化資訊，乍看之下與一般機動戰士並沒有太大差異。
昭弘·亞特蘭大首次駕駛了該機前往戰場，為三日月擋下了蓋里歐的搜魔鋼彈的攻擊，並且直到在艾德蒙頓一戰中負傷累累為止，才以昭弘的戰鬥紀錄為基礎，再進一步改修成之後的「重鍛開鋒型智魔鋼彈」。
- 機體編號：ASW-G-11
- 所屬方：鐵華團
- 駕駛員：昭弘·亞特蘭大
- 機體高度：18公尺
- 機體重量：35.1噸
- 武裝：

120毫米長程步槍
重鍛型智魔的射擊裝備，是一把由迪瓦茲的技術者獨自改造而成的步槍。
追加了瞄準鏡和長槍管、讓遠距離的命中精度大幅提升。即使只用單支或副腕拿也能發出高集彈性的射擊。
巨型護盾
重鍛型智魔的防禦裝備，是一個流用自智魔的背部裝甲的大型盾牌，仍保有著重裝甲MS時代的高防禦性能。
沒有用時可收在后群甲上，並作為穩定翼。
斧矛
重鍛型智魔的近戰裝備，是一把以廣闊攻擊距離為其特徵的大型斧槍。
該戰斧的握把可以大幅延長，讓揮下時的威力得以提升，同時能夠收縮變成短斧使用。
滑膛砲×2
本機體對應遠距離戰鬥用的主要武裝，為輕裝砲型的手持式實彈射擊兵裝，以無重力空間下運用為主要考量，其大口徑的長砲管設計使得此武裝能夠精準發射高初速且大威力的實體砲彈，另一方面在砲身下方還設置有機關槍能夠做為額外支援用途。
於劇中表現上主要多用於中、遠程的輔助攻擊，儘管因為奈米積層裝甲的關係導致射擊武裝無法有效發揮威力，但依舊能夠透過不斷的給予打擊造成其塗層耗損，累積之下亦能夠造成一定破壞力。
此武裝於一般使用上以單手架於腰間為主。可與共用。
輔助機械臂×2
流用自格雷茲的手臂組件，其出力並不輸給主手臂。
同時在阿賴耶識系統的輔助下，可以控制四支手腕。沒有用時可收納在背包上。
- 機械設定：鷲尾直廣

重鍛開鋒型智魔鋼彈（Gundam Gusion Rebake Fullcity）
于第二季登場，由於迪瓦茲開發的量產機——「獅電」配備到鐵華團火星總部之緣故，讓經歷無數戰鬥累積不少傷害的智魔鋼彈和獵魔鋼彈終於有餘裕能進行翻修。
在迪瓦茲的根據地——歲星的機動戰士工房裏，還取得了新的厄祭戰爭時代機體資料，除了能重現大戰時代的機體性能，還根據駕駛員昭弘·亞特蘭大的戰鬥紀錄開發新規裝備，以新舊混血型的方式把重鍛型智魔改修成「重鍛開鋒型智魔鋼彈」。
本機首次繼承了「重鍛型」的射擊、接近兩用樣式，透過頭部新型高感度攝影機感應器能進行長距離精密射擊，展開臉部後能轉變成近距離戰鬥型的機關和重鍛型一樣，均受到頭部高感度攝影機感應器之恩惠，讓它擁有傲人的高命中率，即使在展開副腕並手持四把步槍的狀態下，其命中精度也不會劣化。
另外，本機還根據昭弘的意圖更進一步強化格鬥戰樣式，接近形態下的副腕強度也有所提升，能發揮出只靠出力就能壓倒敵機的力量。同時為了讓能源傳達率更進一步提升，重鍛開鋒型的裝備經過全面翻新，變成了現在的姿態，在背包上還增設了推進組件，以便將出力大大提升。
在鐵華團與「破曉地平線團」開戰之際，昭弘就一直駕駛著智魔作為鐵華團戰力之一，並且活跃至火星上的末日號角大軍扫荡作戰中。最終因「破滅魔劍」的借離轟炸，呈半破狀態的本機在夾殺伊歐古的格雷茲後被擊殺至停止活動，而駕駛員昭弘也和三日月一樣為團捐軀。
- 機體編號：ASW-G-11
- 所屬方：鐵華團二號執行部隊（隸属於鐵華團）
- 駕駛員：昭弘·亞特蘭大
- 機體高度：18.2公尺
- 機體重量：36.5噸
- 武裝：

120毫米長程步槍×4
重鍛型智魔的射擊裝備，是一把由迪瓦茲的技術者獨自改造而成的步槍。
追加了瞄準鏡和長槍管、讓遠距離的命中精度大幅提升。即使只用單支或副腕拿也能發出高集彈性的射擊。
斧矛
重鍛型智魔的近戰裝備，是一把以廣闊攻擊距離為其特徵的大型斧槍。
該戰斧的握把可以大幅延長，讓揮下時的威力得以提升，同時能夠收縮變成短斧使用。
滑膛砲×2
本機體對應遠距離戰鬥用的主要武裝，為輕裝砲型的手持式實彈射擊兵裝，以無重力空間下運用為主要考量，其大口徑的長砲管設計使得此武裝能夠精準發射高初速且大威力的實體砲彈，另一方面在砲身下方還設置有機關槍能夠做為額外支援用途。
於劇中表現上主要多用於中、遠程的輔助攻擊，儘管因為奈米積層裝甲的關係導致射擊武裝無法有效發揮威力，但依舊能夠透過不斷的給予打擊造成其塗層耗損，累積之下亦能夠造成一定破壞力。
此武裝於一般使用上以單手架於腰間為主。可與共用。
指節罩×2
重鍛開鋒型智魔的極近距離專用攻防一體型追加裝甲。
對於被副腕拘束的敵機能發揮效力，也能當成小型盾牌使用。
腕部火箭砲×2
重鍛開鋒型智魔的近中距離用射擊武裝，裝在手部裝甲上。
還能於天狼型獵魔共用。
護盾大剪刀
重鍛開鋒型智魔的剪刀型可變武裝，沒有用時可收在后腰甲上。
除了能當成裙甲及大型盾牌外，還可將機動戰士（特別是腰部）切斷。
磁軌砲
重鍛開鋒型智魔的遠距離射擊裝備，透過高感度攝影機感應器，可一次性地瞄准敵機，然後發射出高超的火炮。
輔助機械臂×2
流用自格雷茲的手臂組件，其出力並不輸給主手臂。
同時在阿賴耶識系統的輔助下，可以控制四支手腕，沒有用時可收納在背包上。
- 名稱由來：

本機體名稱中的「Fullcity」沿自咖啡烘焙度的「深城市烘焙」（Full City Roast），原意是指機身比重鍛型更深的咖啡色，也帶有更為精煉的聯想。
- 機械設定：鷲尾直廣

蔽魔鋼彈（第四代流星號）（Gundam Flauros（Ryusei-go IV））
于第二季登場，於三百年前的「厄祭戰爭」中所使用的72架「鋼彈骨架」型機動戰士其中之一，以砲擊為主特徵的鋼彈骨架型MS。
因擊敗「破曉地平線團」的功績受到評價，迪瓦茲代表——麥克馬多·柏利史東將火星半金属礦山試掘場的管理和營運委任給鐵華團，並在偶然間挖掘出一台鋼彈骨架。該鋼彈骨架被發現時的配色呈白色，再加上亞哈反應爐處於休眠狀態，以鐵華團目前的技術將其無法啟動，但在曾負責過「天狼型獵魔」和「重鍛開鋒型智魔」的歲星技術員的幫助下成功開啟。
在進行翻修時，鐵華團所下的指示就只有「納米積層裝甲」的颜色號碼而已，並漆上了對於相關人士而言，能一眼就通由誰負責搭乘蔽魔的颜色。經過一番改修後，送到諾爾巴·西諾手中時，也一併繼承了「流星號」之名，同時也是繼「獅電改（流星號）」之後，西諾的第四台專用機。
本機最大的特徵是為了能將遠距離砲擊組件的能力發揮至最大限度。而在骨架中也加入了能變形成四肢姿勢的「炮轟模式」的可變機構，繼而實現了在地面戰時能提升命中率，提供砲擊時的衝擊吸收，以及輔助即時迴避的設計思想。
在「克里斯防衛戰」中，西諾駕駛著這台剛完工不久的機體，到指定地點進行埋伏，並將MA「哈斯蒙」的子機——「普魯瑪」全數擊毁與阻擋，成功讓哈斯蒙孤立無援，随後成為鐵華團的新戰力之一。直到參與殲滅阿麗安蘿德艦隊一戰，西諾為了保護萊德的「雷電號」而受到損傷，其後西諾繼續駕駛受損機體，企圖發動斬首特攻，岂料遭到茱麗葉的阻爛而失敗，最後被敵方艦隊砲火重創，而西諾則當場戰死（另有一說是下落不明）。
- 機體編號：ASW-G-64
- 所屬方：鐵華團一號執行部隊（隸属於鐵華團）
- 駕駛員：諾爾巴·西諾
- 機體高度：17.8公尺
- 機體重量：29.9噸
- 武裝：

背部磁軌砲×2
的超遠距離射擊裝備，裝在背包上。根據戰況整備成短程砲身或長程砲身兩種。
在砲擊模式下會將兩具反應爐的出力集中在此裝備上，藉此產生出爆发性的彈速。
厄祭戰爭期間，磁軌砲被大量用作穿透納米層壓裝甲的武器裝備在MS上，但此類能發射出特殊彈頭的兵器被稱為「破滅魔劍」。
戰後，在末日號角的體制下，被視為「非人道兵器」而被禁止，至於鐵華團所使用的則是勉強擦在禁止條約邊線上的彈頭。
短管加農砲×2
的遠距離射擊裝備，背部磁軌砲的替代武裝，裝在背包上。
也能對應在移動中砲擊，在亂戰中能發揮有用性。
120毫米專用機槍×2
的射擊裝備，採用了挂載在背包上的裝態下也能使用的機構。
突擊砍刀×2
的短距離樣式接近武裝，是一把容易使用的弯刀。
没有用時可收納在背包上。
- 名稱由來：

一名的典故來自於「所羅門之鑰：所羅門七十二柱魔神」之中，所屬順位第六十四的惡魔佛勞洛斯。
位階公爵，統帥36個軍團，別名「浩瑞士」（Haures）。其一形態為豹，也有人的形態，其人形二目似火。
他可通曉古今，預言未來，他會向召喚者講述太初之事，聖靈之初，以及諸天使的墮落，他會受命消滅召喚者的敵人，但不會與其他魔神為敵。因此又被稱之为「掩蔽者之魔」。
本作品對於該歷史傳說僅為有限度參考，所引用之事物並不一定完全符合史料中描述或記載的情況。
機械設定：海老川兼武
搜魔鋼彈（Gundam Kimaris）
本作之敵方機體，於三百年前的「厄祭戰爭」中所使用的72架「鋼彈骨架」型機動戰士其中之一，以長槍為主武裝和以高機動性能為主特徵的鋼彈骨架型MS。裝備有肩部內藏兵器和摺疊於腰部裝甲的實體劍。
這台體現了末日號角理念的象徵性機體由初代鮑德溫卿駕駛，替終戰立下功勞。而這些功績讓鮑德溫家族以武家的身分在末日號角的「七星勢力」中佔了一席，是為其家族繁榮。在終戰後的的各種典禮上都可以見到它出席，因此本機成為了地球圈廣為人知的英雄性MS，但隨著300年的時光流逝，人們對它的記憶也隨之風化，直到蓋里歐·鮑德溫搭乘後，讓它再度回到300年不見的戰場上。
本機有著出眾的突進力，手持大型長槍的高雅身姿，讓人聯想到曾存在於地球古老歷史的中世紀騎士，但與其相比，本機的運用概念更極端地偏向近身戰，擅長在低軌道的無重力空間解放自身之大推力一口氣突擊、迫近敵人進行白兵戰。除了利用兩具亞哈爐產生的高出力之外，還有機體各部的推進器讓它以靈活的高機動性而自豪。同時也具備了和鋼彈骨架相應之泛用性，可説是一架很優秀的機體。
多特殖民星勞工發動武裝叛亂之際，本機首次進入前綫，在與獵魔鋼彈的兩次交戰中，第一次受艾因·達爾頓的「燕式格雷茲」的解救而撤；第二次裝上了高機動推進器，以便超越獵魔。兩次都出师不利後，為了完全消滅鐵華團，搜魔鋼彈進行了大改裝，成了陸上戰樣式的「騎兵型搜魔鋼彈」。
- 機體編號：ASW-G-66
- 所屬方：巴特韋恩家族（隸属於末日號角）
- 駕駛員：加金·巴特韋恩 → 蓋里奧·巴特韋恩
- 機體高度：19.3公尺
- 機體重量：31.7噸
- 武裝：

永恆之槍
搜魔的近戰裝備，是一把外型模仿中世紀騎士所持的長矛，同時附有直徑120毫米的加農炮。
除了用来刺打敵機，還可以用其火力来抵制敵機。
戰鬥短刀
搜魔的近戰裝備，是一把可折疊的短刀，無論在地面或海里，都能用來進行近距離戰。
但是拔出格鬥短刀、停下腳步和對手互砍的的狀況對於搜魔鋼彈來說是萬不得已的戰鬥。
沒有用時，可收在后腰甲上。
斬擊碟×2
搜魔的額外裝備，是一種由MS骨架用的稀有金屬打造而成的碟狀武器，總計2個，每個肩甲上都附有一個。
從肩部射出的碟能夠高速迴轉、將奈米積層裝甲給切斷。
腳部高出力推進器
搜魔所用的充滿特色的推進裝備，雖然有著難以做姿勢控制的缺點，若是能駕馭自如的話，除了可以讓正面出力提升之外，還能做到快速的方向轉換和急加速。
碰到位在遠方的敵人時，會用全力推進在一瞬間拉近間距後展開接近戰的戰法。
在宇宙空間的運用很出色，在受行星重力影響的低軌道戰鬥中也能發揮拔群的安定感。
高機動推進器
搜魔的專用追加推進器，為了打倒獵魔，使本機的機動力更進一步提升，並以單機長距離飛行和低軌道上的戰鬥為著眼點開發而成。
配合駕駛員的技術，在擁有高推力的反面的情况下可以讓本機即使在高機動狀態下仍可保有普通MS以上的旋回性能。雖説有著讓旋回性能降低的大缺點，不過這缺點可以用雙腳部的推進器來補足。
即使在行星重力圈內也能維持高機動性，更加強化了使用長槍一擊脫離的戰鬥風格。
- 名稱由來：

一名的典故來自於「所羅門之鑰：所羅門七十二柱魔神」之中，所屬順位第六十六的惡魔锡蒙力。
他是統率着全非洲的地獄魂靈的領導人，位階候爵，手執着20地獄師團。其現身於世人面前時的形象為一名騎在強壯黑馬上的英勇戰士。
他能賦予人絕大的勇氣，可以教授召喚者語法、邏輯與修辭學，可以找出被隱藏的物品與寶藏，並將對方帶至其面前，擁有與非洲有關的詳盡知識。因此又被稱之为「搜夺者之魔」。
本作品對於該歷史傳說僅為有限度參考，所引用之事物並不一定完全符合史料中描述或記載的情況。
- 機械設定：形部一平

騎兵型搜魔鋼彈（Gundam Kimaris Trooper）
在末日號角根據地所在的地球，為了準備迎接決戰的蓋里歐·鮑德溫替本機換裝成陸上戰樣式的「騎兵型」，對於賭上了自身尊嚴絕不容許失敗的蓋里歐而言，他要和準備好迎接長期戰鬥的「決戰樣式」的搜魔一同展開決死之戰。
本機最大的特徵是能變成類似一匹半人馬的變形機構——「騎兵型態」，在此型態下可將腳部骨架展開，即使在地球環境下仍可透過四腳氣墊組件，發揮在無重力領域中進行高機動運用時的姿勢控制能力，因而實現了將重力的影響維持在最低限度的高機動性。
的骨架和其他鋼彈骨架有著相同設計思想的同時，還另外採用了獨自的變形機構，使它在同型骨架中也屬於稀有的存在。其變形機構是設想成能在宇宙空間發揮安定的機動性、在地上也能施展氣墊移動的設計；比起旋回性能，此樣式更加重視突進力，對正面有著出眾的破壞力。同時為了能长時間維持在浮游狀態、將敵人攻擊所造成的衝擊給擋開，本機也展現出了防禦面上的優勢。
後裙甲中內藏有機雷，能根據用途裝填炸藥彈、煙幕彈或燒夷彈，能在鎮壓據點或對MW戰甚至是MS戰中發揮擾亂的用途。側裙甲還內藏了一對副腕協助拿持所有裝備，大幅加強了安定性和續戰能力。另外還裝備有大型長槍、專用護盾及軍刀，能支撐這些武器的副腕則是裝備在側裙甲上。
在艾德蒙頓一戰中，先與三日月·奧古斯的獵魔鋼彈交戰，後轉與麥吉利斯·法里德的葛琳潔德交戰中，不利於葛琳潔德，最後敗於此機之手。
戰後，雖然已損毀的騎兵型搜魔被地面部隊帶回，但不知何故地連同大难不死的蓋里歐一拼落在「阿麗安蘿德艦隊」手中，並最終大幅改修為殘命鋼彈。
- 機體編號：ASW-G-66
- 所屬方：鮑德溫家族（隸属於末日號角）
- 駕駛員：蓋里歐·鮑德溫
- 機體高度：19.1公尺
- 機體重量：32.7噸
- 武裝：

毀滅者長槍
騎兵型搜魔的遠距離裝備，是一把內藏有140mm機槍的長槍。
其最大的魅力是活用機體的機動力進行正面突進，長槍上也裝備了姿勢控制用的噴嘴機構。
搜魔軍刀
騎兵型搜魔的接近戰用裝備，是一把軍刀，需要用到時能將長槍交給副腕控制，並用主手臂來揮舞軍刀。
未使用時會收納在盾牌內側。
搜魔護盾
騎兵型搜魔的防禦裝備，內側收納有軍刀。
基本上是由主腕的機械指持握，但也能直接掛在腕部上，也可以透過副腕拿取。
多槽式加速器×2
騎兵型搜魔的額外裝備，是一種艾哈波增幅器，裝在胸部上，有著無法在其他鋼彈骨架身上看到的個體特有能量迴路存在。
在裝甲內部裝入了和亞哈反應爐直連的壓縮迴路及冷卻機關，主要用來破壞對手的大腦系統，對使用阿賴耶識的人更有效。
後來變更成亞哈雷射加農炮，兩門砲口可以自由調整焦點。先用副腕之類的東西抓住敵機後再對著駕駛艙內側照射，藉此將駕駛員給擊殺，但可惜的是蓋里歐到了最後仍沒有使用此機關。
- 機械設定：形部一平

殘命鋼彈（Gundam Vidar）
于第二季登場，以蓋里歐·鮑德溫大難不死後的化名——「殘命」為本機的名字，意指人機合一。為「七星勢力」之一的萊斯達爾·艾里昂在「阿麗安蘿德艦隊」底下進行整備和調整的神秘機體，以擅長擊劍為主的鋼彈骨架型MS。
該機體在送到阿麗安蘿德艦隊的整備室時發現骨架零件有許多從外部造成的重大損傷，在阿麗安蘿德艦隊整備員的努力下，成功用現今技術修補及更換了受損的部份。
駕駛艙構造繼承自末日號角開發的MS系譜，並沒有做為鋼彈骨架特徵的「阿賴耶識」系統連接口，取而代之的是本機採用了在任何設有阿賴耶識系統的機體的控制程式中也未見過的「阿賴耶識E型系統」。此系統是以艾因·達爾頓的大腦為核心來作輔助，藉由與殘命的連結強行讓機體發揮出阿賴耶識的威力，啟動後可以無視於限制或是對大腦的損害發揮出與獵魔匹敵的靈活性與速度。
與其他具有兩枚「亞哈反應爐」的鋼彈骨架型MS不同的是，本機具備了三枚亞哈反應爐，裝在背包上。光是本來兩座反應爐的出力，以運用MS所必要的能量來説已經是過剩的程度，因此第三枚反應爐只是用來隱藏了原本亞哈爐週波數用。原本末日號角獨自生產72機並且擁有所有鋼彈的亞哈爐週波數資料，作為末日號角最高機密的殘命鋼彈需要進行秘密行動從而提升哈爐週波數用出力達成偽裝，用作欺騙以及擾亂敵方為目的才運用到第三枚反應爐。
在大西洋聯邦的殖民星群發動叛亂之際，殘命駕駛著本機前往殖民星外，並以一機壓倒性地全數剿滅叛亂份子。直到在地球上的基地——「梵格爾夫」内，殘命向麥吉利斯展露出真面目後與三日月的天狼王型獵魔交戰，再撤退後向大家告知自己尙存和麥吉利斯一切罪行一事。最後為與麥吉利斯一絕了断，而將此機大幅改造成「殘命搜魔鋼彈」。
- 機體編號：ASW-G-XK（試作型） → ASW-G-XX（正式型）
- 所屬方：阿麗安蘿德艦隊（隸属於末日號角）
- 駕駛員：殘命（蓋里奧·巴特韋恩）
- 機體高度：18.5公尺
- 機體重量：31.3噸（試作型） → 30.9噸（正式型）
- 武裝：

爆烈軍刀（後備劍身×6）
殘命鋼彈（試作型和正式型）的主裝備，是一把具備打擊和突刺的戰鬥风格的西洋劍。
基於MS從外部難以造成損傷的原因，因此西洋劍設計採用從內部攻擊的概念。
西洋劍劍身在與握把分離後具備爆發的性能，故此有不少觀衆懷疑這是「破滅魔劍」箭頭。
腰部兩側群甲的莢艙内收納有替換用的刃，要替換時裝甲會往後方滑动來替换劍身。
110毫米試驗型步槍
殘命鋼彈（試作型和正式型）的射擊裝備，從近中距離到遠距離都有考量到其泛用性。
製造商是末日號角的開發部門，將試驗運用中的裝備轉為殘命鋼彈用。
手槍×2
殘命鋼彈（正式型）的近距離用射擊裝備，主要用於接近時的牵制，及同時使用兩把發射出集中的炮火。
沒有用時可收納在前群甲内部。
腳刀×2
殘命鋼彈（正式型）的刃狀裝甲收納型近身戰裝備，是一把裝設在腳跟和腳尖，而且可翻出的刺刀。
是為了踢擊和踩踏用的，並沒有切斷能力。
- 名稱由來：

「殘命」一名的典故來自於北歐神話阿薩神族之中的維達。
他是奧丁和女巨人——格莉德所生的孩子，其現身於世人面前時的形象為高大，穿甲冑，帶著一把闊劍，穿著一隻靴子的獨脚戰士。
他的其中一個稱號「復仇之神」正符合了本機的形象和駕駛員的報仇心理。
- 機械設定：形部一平

殘命搜魔鋼彈（Gundam Kimaris Vidar）
同樣于第二季登場，在麥吉利斯·法里德發動叛变，組織了革命軍後，隸属於「萊斯達爾·艾里昂」的阿利安蘿德艦隊之下，且捨棄了鐵盔面的殘命（蓋里奧·巴特韋恩）為準備和麥吉利斯所駕駛的主魔鋼彈戰鬥，而將殘命鋼彈進行了大改修。
不僅恢復了原有的「搜魔」一詞，也一並卸除了以偽裝機體固有周波數為目的而搭載的第三具亞哈反應爐，成為「重生之騎兵樣式」的新姿態。
和地上戰用的「騎兵型搜魔」相對，殘命搜魔的裝備構成是在無重力空間的戰鬥中最能發揮其價值。和以前的搜魔差異最大的地方，是和機體的控制機構一體化的「阿賴耶識E型系統」。技術團隊更將化身為格雷茲·艾因戰鬥的艾因·達爾頓少尉的腦部及外部感覺器官以阿賴耶識搭載在殘命搜魔身上，蓋里歐透過出借肉體再次獲得了和艾因一起戰鬥的機會。
這個姿態在三百年前的厄祭戰爭時代中也能確認到。初代鮑德溫卿駕著搜魔和末日號角創始者——阿格尼·凱耶所操縱的巴力一起戰鬥，為長年的戰爭劃下了休止符。
在阿麗安蘿德艦隊與地球外缘軌道統合艦隊開戰之際，蓋里奧駕駛著此機，並與石動的「轉生式荷姆薇潔」與麥吉利斯的「主魔鋼彈」交戰中使後者苦戰並將前者擊破，一雪艾德蒙頓一戰中敗於麥吉利斯駕駛的葛琳潔德之恥。在麥吉利斯逃離火星後，再次與主魔交戰，結果先是左手被斬断，然後被卷入萊斯達爾的主艦裡，而殘命則早已逃了出來，準備與麥吉利斯做個了斷。
- 機體編號：ASW-G-66
- 所屬方：阿麗安蘿德艦隊（隸属於末日號角）
- 駕駛員：加金·鮑德溫 → 殘命（蓋里歐·鮑德溫）
- 機體高度：19.5公尺
- 機體重量：34.5噸
- 武裝：

鑽頭長槍
殘命搜魔的主裝備，是一把專用大型長槍。
該裝備被稱為之象徵，而且內藏有兩挻機槍與兩發「破滅魔劍」發射機構。
為了將機體的突進力化為更加強烈的一擊，前端部採用了迴轉式的樣式，而槍身尾端部也藏有小型推進器。
特殊KEP彈（劇中無使用）
破滅魔劍發射機構使用的彈藥。
可以裝填在鑽頭長槍內、護盾內部收納有備用彈藥，共計八發。
刀
殘命搜魔的刀劍型裝備，利用MS骨架用的稀有金屬所打造。
除了貫通力外，也為了斬擊用而將刃部打磨的非常鋒利。
護盾×2
殘命搜魔的防禦裝備，裝在背部的副腕上。
搭載有發射用的動力組件、藉由將長槍和盾牌連結來進行發射態勢。
鑽頭膝
殘命搜魔的迴轉式打樁機，內藏在膝部。
能貫穿躲開長槍突進，並試圖接近的敵機。
- 機械設定：形部一平

### 外傳、遊戲
降魔鋼彈（Gundam Gamigin） ※暫無官方正式譯名※
於游戲中登場，于三百年前的「厄祭戰爭」中所使用的72架「鋼彈骨架」型機動戰士其中之一，以大型槍斧為主武裝和遠近距離攻擊兼備為主特徵的鋼彈骨架型MS。
於三百年前那即將邁入終結的戰事中，由初代法爾克卿——「卡爾夫·法爾克」擔任本機的駕駛員，並創下多次擊墜機動裝甲的記錄，在經過三百年的現代，本機仍為「七星勢力」之一的法爾克家族的象徵存在著，現今法爾克家仍然嚴密的管理與保存著。
- 機體編號：ASW-G-04
- 所屬方：法爾克家族（隸屬於末日號角）
- 駕駛員：卡爾夫·法爾克（初代法爾克卿）
- 機體高度：19.5公尺
- 機體重量：35.1噸
- 武裝：

左輪槍斧
降魔的大型接近武裝，同時也是本機的主要象徵。
武裝的斧片部分可重重地將納米基層裝甲徹底破壞；而左輪内部則裝填了小型破滅魔劍，用於近距離穿透敵機的裝甲。
110毫米六連機槍
降魔的大型射擊武裝，一般與背包左側的輔助臂做對接。
- 名稱由來：

一名的典故來自於「所羅門之鑰：所羅門七十二柱魔神」之中，所屬順位第四的惡魔加麥基。
位階侯爵，統帥30個軍團的死靈侯爵。同時也是名精通禮儀教養學、藝術性的惡魔。
加麥基的形象是馬，或者騾子。能透過已故者的靈魂(罪人者)，取得所需要的情報。有時候當召喚者希望他以人形顯身時，他也會變成人形，用粗糙低沉的聲音發言。他通曉教養學，並且把它們教會給人們。
他還精通回魂術，降靈術，傳說將寫有他紋章的護符放在枕下就能在夢中和死者對話。但是力量的效果，則會因術者的能力，而有所影響。這一點與同為72惡魔之一的毛莫的能力性質十分近似。因此又被稱之为「降魂者之魔」。
本作品對於該歷史傳說僅為有限度參考，所引用之事物並不一定完全符合史料中描述或記載的情況。
- 機械設定：形部一平

戀魔鋼彈（Gundam Zepar） ※暫無官方正式譯名※
於遊戲中登場，三百年前的「厄祭戰爭」中所使用的72架「鋼彈骨架」型機動戰士其中之一，以一身赤紅裝甲為主特徵和刀劍護盾為主武裝的鋼彈骨架型MS。
本機的背包兼具穩定翼和推進器的功能，可在在無視軌跡規律的情況下高速飛行，講究對機動性的重視。
於三百年前那即將邁入終結的戰事中，由初代庫贊卿——「恩芙利拉·庫贊」擔任本機的駕駛員，並創下多次擊墜機動裝甲的記錄，在經過三百年的現代，本機仍為「七星勢力」之一的庫贊家族的象徵存在著，目前沒有提及其下落。
- 機體編號：ASW-G-16
- 所屬方：庫贊家族（隸屬於末日號角）
- 駕駛員：恩芙利拉·庫贊
- 機體高度：18.9公尺
- 機體重量：31.8噸
- 武裝：

戀魔之劍
戀魔的劍型接近武裝，由「稀少金屬」鍛造出來，與主魔鋼彈的劍型武裝類似。
戀魔之盾
戀魔的防禦裝備，是一個赤紅色的手持式護盾，為了能讓本機發揮應有的機動性而打造出來的，盾面上畫有庫贊家族的家徽。
盾面四角各有一枚「稀少金屬」製針刺，透過盾面轉動以及針刺的移動，形成一個可用於攻擊敵機的巨爪，威力強勁。
- 名稱由來：

一名的典故來自於「所羅門之鑰：所羅門七十二柱魔神」之中，所屬順位第十六的惡魔桀派。
位階公爵，統帥26個軍團。持有決定戀愛前景之力量。能力與西迪及貝雷特相似，是與男女之愛、熱情、情慾相關的惡魔。
據《所羅門之鑰》記載，傑派的形象是身穿紅色甲冑的兵士樣貌。當中還曾說到只要術者手持著那個刻有其名字的紋章，他可能會服從該持有者。
不論是什麼樣的對象，都能帶至施術者面前，並使該對象瘋狂的燃起對施術者的愛意。還有一項詭異的特殊能力，就是能使女性不孕。因此又被稱之为「爱戀者之魔」。
本作品對於該歷史傳說僅為有限度參考，所引用之事物並不一定完全符合史料中描述或記載的情況。
- 機械設定：海老川兼武

君魔鋼彈原型（Gundam Astaroth Origin） 
於外傳登場，於三百年前的「厄祭戰爭」中所使用的72架「鋼彈骨架」型機動戰士其中之一，以大錘為主武裝和高機動為主特徵的鋼彈骨架型MS。
厄祭戰爭終結之後，本機一度行蹤不明，不過在末日號角貴族之一的「華倫家族」在受命前往激戰之地的月面進行調查時，在巨大的隕石坑底部發現了它。隨後獲得了這架機體的所有權，並以當時技術修復機體時，順便在胸部駕駛艙門上刻上了華倫家的家徽，從而代代相傳將近三百年。
但在數年前，由於其家族介入經濟圈收賄的醜聞而突然遭到清算，君魔鋼彈因此被流入黑市，裝備和裝甲也被分售至四處。當它落到了以「月球拉格朗日點」的「艾伯蘭奇」殖民地為據點之「長生幫」頭目——泰迪老爹手中時只餘下鋼彈框架和頭部，已經是失去了原本的英姿。
身為華倫家長男的伏爾哥·華倫在搜索做為家族象徵的君魔鋼彈之過程中，被泰迪老爹收留。他一邊負責擔任老爹的護衛，一邊繼續搜索君魔鋼彈遺失的裝備，但即使經過長時間的搜索仍難以掌握到線索。
本機能藉由展開肩部裝甲和推進尾翼變成「飛行型態」，能做到普通MS數倍之上的單獨長距離移動。另外即使在大氣圈內也能實現高度飛翔和長時間的滑翔，是期待能在廣域戰鬥中發揮有用性而開發的機體，右腕下方還設有著機械式義手。
其根本上的設計思想大致和獵魔鋼彈、搜魔鋼彈、智魔鋼彈等其他鋼彈骨架相同、另外還採用了特殊的「能量傳達機構」，這是為了使用君魔鋼彈的專用裝備而搭載的機構，但是在離開華倫家手上時失去了那個武裝，現在的裝備無法使用此機構。
- 機體編號：ASW-G-29
- 所屬方：華倫家族（隸属於末日號角）
- 駕駛員：不明
- 機體高度：18.5公尺
- 機體重量：32.2噸
- 武裝：

γ奈米積層劍
君魔鋼彈原貌的劍型接近武裝，和本機一樣有著深紅的刀身。
將壓縮後的亞哈粒子透過連接線傳送，藉此獲得在刀身面引發「γ奈米積層」反應這種特殊奈米積層構造的機能。
當能引起γ奈米積層反應的刀身接觸到MS和戰艦的裝甲面時，就會產生破壞奈米積層的效果，理論上是個極為強力的武裝。
但是亞哈粒子的壓縮技術缺乏安定性，就算是能開發出鋼彈骨架的當時技術也鮮少有成功案例，直到現代已經變成完全遺失的技術了。
大鎚
君魔鋼彈原貌的打擊武裝，可當成「γ奈米積層劍」的刀鞘。
很容易使用，即使在這個狀態下也是個優秀的武裝，没有用時可掛載於側裙甲上。
散彈槍
君魔鋼彈原貌的主要射擊武裝，其有效射程距離属較短。
因為是擅長用高機動性急速接近的機體，為了在中距離能發揮效力而採用此裝備。
可變形刀盾×2
君魔鋼彈原貌的刀片外加護盾的裝備，裝在雙肩上。
除了用於防禦，裡面的刀片可以展示出來，用作刀型裝備來與敵機對打。
- 名稱由來：

一名的典故來自於「所羅門之鑰：所羅門七十二柱魔神」之中，所屬順位第二十九的惡魔亞斯她錄。
原為古代巴比倫的丰饶與繁殖的女神、古代腓利基人的守護女神 — 亞斯達洛，被猶太教基督宗教給惡魔化。
位階公爵，支配西方，統帥40個地獄軍團，全身黑色並散出惡臭的毒氣，右手牽著一支地獄之龍。是典型的墮天使姿態，也就符合『惡魔=醜陋』的學說。
他的能力是穿越時空，能够自由在过去和未来之间来回，雖然嘴邊掛著提倡自由的學說，但其實是教導人們怠惰，因而從天使被打下地獄，甚至於直接將他視為惡魔。
英國的傳說也有提到他，他是訪問浮士德的地獄七君子之一，被敘述成短尾短腿白腹的惡魔。因此又被稱之為「君臨者之魔」。
本作品對於該歷史傳說僅為有限度參考，所引用之事物並不一定完全符合史料中描述或記載的情況。
- 機械設定：形部一平

君魔鋼彈（Gundam Astaroth）
本作的外傳主角機體，君魔鋼彈原貌的「重組樣式」，現在的外裝甲都是拆其他MS的零件裝上去，故形成左右不對稱的怪異形狀。
為了暗殺泰迪老爹，義手少年——艾路吉·米拉吉造訪了艾伯蘭奇殖民地，當他在執行工作時卻受到謎樣MS——「崔亞納」的襲擊。眼見泰迪老爹為了保護自己而受到瀕死重傷，他因此決定搭上這台機體。
本機的最大的特徵為羅迪骨架機體之一的「旋風·羅迪」的左肩甲，以被工業殖民地群運用於警備工作的旋風·羅迪來說，其裝備在市面上流通的數量較多，也相對較容易取得、在「迪瓦茲」象徵性機體——「百鍊」的外裝方面，這是由長生幫向該組織重工業部門購買了局部能夠外銷的正規零件，再由沃科·華倫裝備至君魔鋼彈身上、內藏機械鉤爪，且以方便握住與控制大型折疊式實體刀，以及為彌補左右配重不平衡而裝上去的側裙甲上的推進器。
里面的「神經連接器」透過艾路吉的機械式義手連接機體和駕駛員的神經，操作上的精密性雖不如原裝但也敷以使用。
在搜尋的零件的道路上，波折重重，先後與「崔亞納」、「哈古利·羅迪」、「卡利斯托」、「里格爾·莉莉」和「情魔鋼彈」等長生幫的客制化機體交戰過。儘管一路上都遭受長生幫的追擊，但艾路吉依然駕駛著君魔，將眼前的困难一一迎刃而解。從情魔取回的零件裝回去後，君魔鋼彈復原程度達到82％。不料在莉雅麗娜·摩加頓成功當上長生幫頭目後的第二天，被仍在潛逃中的娜娜歐·納羅利那窃走。
- 機體編號：ASW-G-29
- 所屬方：長生幫
- 駕駛員：艾路吉·米拉吉
- 機體高度：18.2公尺
- 機體重量：30.6噸
- 武裝：

毁滅巨刀
君魔的大型接近裝備，中央處有摺疊機構，使用時可張開長度超過MS全高的刀刃。
雖然是的主兵裝，但因為能折疊的關係，有著強度面的弱點。
沒有用時可裝在背包上。
步槍
從由華倫家管理的時代開始，為了給君魔鋼彈使用而整備的步槍。
推進器裝甲
君魔為控製本機的平衡而設的推進裝備。
除了增廣可動域，也有替因為左右不對稱而使重量平衡很差的君魔鋼彈做姿勢控制的意味在。
腳部內側裝甲
以殘留在伏爾哥·華倫的記憶晶片中的君魔鋼彈整備資料為基礎，並由長生幫的開發部門所重現出的腳部內側裝甲。
能夠微微看到君魔鋼彈本來的樣子。
短刀
君魔的近身戰裝備，裝在推進器裝甲內部。
可對敵機進行簡單的刺打效果。
- 機械設定：形部一平

復生型君魔鋼彈（Gundam Astaroth Rinascimento）
於外傳第二季登場，在歷經「長生幫」的內部鬥爭後，讓君魔鋼彈復原了近82％的改良模樣和裝備。從情魔取回的黑色外裝重新塗成藍、白色，而非原貌的紅色。
然而，卻遇到了被娜娜歐·納羅利娜強奪的突發狀況，約半年後才在海盜橫行的木星圈黑市中找到，但裝備已經有大半都遺失了，使得君魔不得不回到用各種MS裝備拼裝而成的左右非對稱姿態。
这台重量平衡極差的機體在進一步追求攻擊力和裝甲後，平衡性遭到極點到除了艾路吉·米拉吉以外，幾乎無人能操縱。雖然對沃科來說這是最讓人不想見到的狀況，但是對不了解原本姿態的艾路吉而言，復生型君魔的特徵較有親近感。
為了支援做為MS駕駛來說仍不構老練的艾路吉，沃科提議從裝備面著手，讓君魔全身都掛滿各種武裝，使其能應對各種局面，目標是藉由發揮裝備的有用性將戰況導向有利的局面。
左腕的副拳套是用「加姆·羅迪」的腳部裝甲改造而成的大型款式；而背包為了對應增加的裝備重量而換成「大推力款式」。
- 機體編號：ASW-G-29
- 所屬方：長生幫
- 駕駛員：艾路吉·米拉吉
- 機體高度：18.9公尺
- 機體重量：34.5噸
- 武裝：

毁滅巨刀
君魔鋼彈的大型接近裝備，中央處有摺疊機構，使用時可張開長度超過MS全高的刀刃。
雖然是的主兵裝，但因為能折疊的關係、有著強度面的弱點。
沒有用時可裝在背包上。
新型步槍
以使用標準規格彈藥的普通樣式為基礎，再由沃科針對給君魔使用施加客製化的MS用步槍。
儘管有試圖加強命中精度，但艾路吉究竟有沒有感受到差異則不明。
混種砍刀
復生型君魔的新裝備，是內藏了大型打樁機和模仿破滅魔劍所製成的「火藥式破滅魔劍」的砍刀。
除了可以拆開來單獨使用外，也可以跟毀滅巨刀組合成更為巨大的劍使用，以補足了毀滅巨刀的弱點。
短刀
的近身戰裝備，收納在兩腰部推進裝甲內。
可對敵機進行簡單的刺打效果。
從過去的使用實績來看、認為這很符合艾路吉的戰鬥風格、因此被當成復生型君魔的標準裝備。
副拳套
復生型君魔的防禦裝備，裝在左腕上。
除了能當盾牌用的防禦面外，還兼顧了當打擊武裝用的攻擊面，是以兩面運用為構想的裝備。
有著能包覆住機械指的形狀，讓它擁有能裝備在手前端的構造。
盾腕
復生型君魔的防禦裝備，裝在右肩部上。
具有能展開成輔助臂的機構，能當成第三支手使用，機械指的形狀是和左手同一規格，可當成副拳套穿上的形狀。
- 名稱由來：

「Rinascimento」一詞源自意大利文，意思是「文艺复兴（Renaissance）」。
這是一場大致發生在14世紀至17世紀的文化運動，在中世紀晚期發源於義大利中部的佛羅倫斯，後擴展至歐洲各國。
本字體由「ri-」和「nascere」構成，含義為「復興、重生」之意。
- 機械設定：形部一平

慾魔鋼彈（Gundam Asmoday）
於游戲中登場，于三百年前的「厄祭戰爭」中所使用的72架「鋼彈骨架」型機動戰士其中之一，以拐棍為主武裝的鋼彈骨架型MS。
正值「獵殺兀爾德」的作戰執行階段，參加者之一的威斯塔利歐·阿法姆等人，在潛入困難的殘骸區域中，由於與敵方的蓮吉部隊雙雙被殘存的導航燈塔「繭」所投射的自動防衛系統前後夾擊，而被迫躲在「繭」裏頭，卻意外透過亞哈波的固有頻率而發現到本機的所在。
被發現時完整保留著三百年前完成時的樣子，因此沒有任何的戰鬥紀錄，被認為在投入實戰前戰爭就已經結束了，而且駕駛艙還是采用當時盛行的阿賴耶識系統的規格，爲了迅速逃出被自動防衛系統包圍的迴廊，而將駕駛艙換成一般的規格，並交由「蓮吉·達布利斯可」駕駛，與威斯塔利歐的端白星同舟共濟，成功逃出迴廊。
雙足底部可張開成用於牢固機體至平衡性高的機械爪。
- 機體編號：ASW-G-32
- 所屬方：末日號角 → 阿法姆設備（隸屬於萊特尼西亞殖民地）
- 駕駛員：蓮吉·達布利斯可
- 機體高度：18.3公尺
- 機體重量：32.5噸
- 武裝：

大力拐棍×2
慾魔鋼彈的格鬥用裝備，由「稀少金屬」鍛造出來，裝備于雙腕。
在長棍和前端處設置了火藥式打樁機能，可根據不同的情況用穿透裝甲的攻擊方式對敵攻擊。
每次射擊過後，長棍處的彈殼會被彈出，整個裝備就作為一般打擊用的柺棍，沒有用時可完全收納進去，並且360度轉向後。
110毫米步槍
慾魔鋼彈的射擊用裝備，用於牽制和威吓敵方機體。
由於尺寸短而不被雙腕的大力柺棍干擾，沒有用時可收納在后群甲。
巨型戰戟
慾魔鋼彈的近戰用裝備，外形是一把尖端呈勾狀的大刀，劍身內部設置了推進器的結構，可用纜線連結並重複投擲。
榴彈發射器×4
慾魔鋼彈的額外裝備，裝備于腰部兩側。
所引爆的煙霧有助使敵機的注意力被大大分散。
- 名稱由來：

「慾魔/阿斯摩太」一名的典故來自於「所羅門之鑰：所羅門七十二柱魔神」之中，所屬順位第三十二的惡魔阿斯摩太。
位階君王，統帥72個軍團，亦譯作「阿斯莫德」(Asmodeus)。是被十八惡靈所侍奉的女王，並且被傳為代表七大罪中淫慾的魔王。
他長著三個頭，分別為牛頭、人頭、公羊頭，有一條蛇尾，他手牽一條地獄之龍，另一只手手持帶有旗幟的長槍。
他可教人數學、天文學、幾何學以及手工藝，他可給人真知，令人不可征服，他可揭示寶物的所在，並可以保護寶物。因此又被稱之为「淫慾者之魔」。
本作品對於該歷史傳說僅為有限度參考，所引用之事物並不一定完全符合史料中描述或記載的情況。
- 機械設定：形部一平

翼魔鋼彈（Gundam Marchosias）
於三百年前的「厄祭戰爭」中所使用的72架「鋼彈骨架」型機動戰士其中之一，推測在厄祭戰爭中被遺失了將近三百多年，被稱為「幻之機體」，而且不在現存的26架鋼彈骨架名單當中。
奇特的是，於末日號角保有的古老資料庫中紀錄有翼魔的固有周波數紀錄、本機完工並投入實戰是毫無疑問的事實，但當時的駕駛員是誰並不明朗，沒有留下任何有關機體行蹤的線索到非常不自然的地步。
本機最大的特徵是裝備於背部和腰部總計四枚的穩定翼，模仿翅膀狀的背部穩定翼散發著優雅感，包含腰部穩定翼在內共搭載四支輔助臂，展開輔助臂逼近敵人的樣子有如惡魔一般，非常符合有著惡魔之名的鋼彈骨架。此外，本機也首次搭載了特異功能，也許是因為這樣才能與一架大型機動兵器單挑，但其姿態是否有再度出現在世人面前之日，仍未有定論。
同様作為被冠上「惡魔」之名的機體，自當年的一系列戰爭中，除了獨自一機對戰過MA哈拉埃爾，在這三百年下來經他人之手，被安置在位於金星的萊特尼西亞殖民地的動力區塊内，之後經阿法姆設備的改修，便成為最新系列作兼遊戲中登場的主角機——「端白星鋼彈」。
- 機體編號：ASW-G-35
- 所屬方：末日號角
- 駕駛員：不明
- 機體高度：18.7公尺
- 機體重量：34.3噸
- 武裝：

破壞錘矛 / 大太刀
翼魔鋼彈的格鬥兵器，是為了對抗機動兵器的納米積層裝甲而設計的。
沒有用時可收納進本身具備重量的背部的劍鞘內，而且還能連同一起使用，成為一把破壞力極強的破壞錘矛。
短劍×4
翼魔鋼彈的近戰兵器，大多都由輔助臂持有。
護盾
翼魔鋼彈的防禦兵器，安裝在左腕上。
是為了避免妨礙穩定翼兼輔助臂展開而使用。
籠手 / 爪子
翼魔鋼彈的突擊和防禦用兼備的兵器，安裝在右腕上。
除了能變形成爪子模式外，還能透過轉動來轉換成拳套模式。
輔助臂×4
翼魔鋼彈的輔助兵器，安裝在背部和腰部的一對穩定翼內。
是為了對應和非人型的MA之間的各種戰鬥而設計。
磁軌砲×2
翼魔鋼彈唯一的射擊兵器，搭載於兩腰部穩定翼內。
- 名稱由來：

一名的典故來自於「所羅門之鑰：所羅門七十二柱魔神」之中，所屬順位第三十五的惡魔馬可西亞斯。
位階侯爵，統帥30個軍團，亦稱「馬加錫亞」，由於他是地獄中的大候爵，加上他出身於權天使或主天使，因此有著「第七座天使侯爵」的別號。
在《所羅門之鑰》中為可以噴火的有翼的狼，也可以顯出人形。而《偽以諾書》也是寫明翼狼，但標注是獅鷲獸的翼，並追加蛇尾。
他直接受所羅門支配，在等待1200年後的第七王座的君王輪迴，以重返天界，但他卻遭到背叛而受騙，因此又被稱之為「翼展者之魔」。
本作品對於該歷史傳說僅為有限度參考，所引用之事物並不一定完全符合史料中描述或記載的情況。
- 機械設定：鷲尾直廣

端白星鋼彈（Gundam Hajiroboshi）
於遊戲中登場，自翼魔鋼彈被安置在位於金星的「萊特尼西亞殖民地」的動力區塊内后，再經由「阿法姆設備」的北古家族所保管，並加以大規模改修，終以「端白星」的姿態再次重現，骨架以外的武裝有大半都是用近代技術。
在火星的開拓競爭大敗後不久，所屬的「萊特尼西亞殖民地」就遭到不明機體的襲擊，該設備的當家——「威斯塔利歐·阿法姆」就駕駛著該機體，前往第一戰線，就連該機體還被駕駛員威斯塔利歐昵稱為「長著三個角的MS」，直到在「七星勢力」之二的庫贊家族和伊舒家族所秘密管理的設施内部，先後對戰MA哈拉埃爾和梅哈伊亞的途中，疑似解除了阿賴耶識系統的限制功能，大幅强化戰鬥能力，力壓敵機直到對方完全停止運作爲止，但本機則僅部分損傷。
- 機體編號：ASW-G-35
- 所屬方：阿法姆設備（隸屬於萊特尼西亞殖民地）
- 駕駛員：威斯塔利歐·阿法姆
- 機體高度：18.6公尺
- 機體重量：32.9噸（第一型態）、31.9噸（第二型態）
- 第一型態：

端白星鋼彈初次登場的型態，機動性能因身上的亞哈反應爐的正常運作而有所提升，連所持有的武裝也是依照威斯塔利歐的構思設計出來的。
- 武裝：

智能錘矛
端白星的主要近戰裝備，經過調整，即使MS用全力揮舞也能將對機體行動產生的影響縮小至最低限度。
即使是不熟練的操作者也能輕易使用、也有不挑機體的高泛用性。
蟹鉗盾
端白星的防禦裝備，體積較小、採用可變式爪子的攻防一體盾牌，安裝在左腕上。
當用爪子拘束對象後會從盾牌內部發射針刺貫穿對方的裝甲。
110毫米短程步槍
端白星的射擊裝備，槍管較短重視輕便度，用於牽制和威吓敵方機體。
- 第二形態：

在阿法姆設備的幫忙下，為了應對逐漸激烈的戰況，替換成新的背包，肩甲變得輕量化的同時，機動性和敏捷性也獲得增強，主要用於戲敵和突擊的雙重戰術。
十字錘矛
端白星新配備的近戰用裝備，其長度已超過一般機動戰士的身高，由於外觀呈十字形，因此將其命名，就連手柄的三個方向都能握持。
兼具錘矛和長劍的功能，足以對敵機構成不成形的破壞力。
智能爪盾
端百星新配備的防禦裝備，盾身修長，前端的爪子被小型化，安裝在左腕上的同時，不妨礙到本機的肢體動作。
繩錨×2
端白星新配備的輔助裝備，一般收納在新型背包的可動式大型推進器內，必要時可投射出去，束縛敵機的動作。
- 名稱由來：

「端白星」一名的典故來自於「端白星」，又被稱作為「啟明星」。
- 機械設定：鷲尾直廣

石雉型端白星鋼彈（Gundam Hajiroboshi Alector）
於遊戲中登場，為端白星鋼彈的全裝甲和重武裝樣式，屬於端白星的換裝計劃的一部分，部分外甲的配色從白色改爲較接地氣的紅褐色，左肩甲稍微增大，而酷似石雉的頭部。
本機的樣式是由「阿法姆設備」的北古家族初代當主考量到端白星的操縱方式所提出的，適合對敵方戰艦進行正面攻擊。
- 機體編號：ASW-G-35
- 所屬方：阿法姆設備（隸屬於萊特尼西亞殖民地）
- 駕駛員：
- 機體高度：19.9公尺
- 機體重量：39.9噸
- 武裝：

鋼絲鐵錘
端白星的多功能裝備，是一把兼具近戰、奇襲和射擊的錘頭。
武裝本身附帶握把，配合可射出的鐵絲、可展開的刀刃、以及藏於内部的機槍，可進行多方面的近戰攻擊。
400毫米石雉大炮
端白星的射擊裝備，是一把超大型步槍。
配合超精密的遠距離射擊能力，容易對敵方戰艦起到很强大的損傷。
- 名稱由來：

「Alector」一名的典故來自於分佈於歐洲和中亞，名爲石雉的鳥類，學名全稱為「Alectoris」。
- 機械設定：鷲尾直廣

情魔鋼彈（Gundam Vual）
於外傳登場，於三百年前的「厄祭戰爭」中所使用的72架「鋼彈骨架」型機動戰士其中之一，以大錘為主武裝和高機動為主特徵的鋼彈骨架型MS。
與迫使人類面臨存亡危機的無人大型機動兵器MA之間歷經了長年且激烈的戰爭，因為投入了72架鋼彈骨架，戰爭在人類的勝利下順利落幕。在許多下落不明的機體中，情魔是在近年於厄祭戰爭時代遭廢棄的殖民地殘骸內被發現，被發現時呈露出全身骨架相當於裸體的狀態。
長生幫也有參與廢棄殖民地解體事業的標案，當時的現場負責人羅瑟瑞·里昂尼在背地裡把在殖民地內部動力區附近沉眠的情魔給運了出去，並當成自己的所有物，為日後推翻泰迪老爹作出了準備。在尋找和骨架相符的裝備時，從末日號角官員——維爾·克拉森那裡取得了大量君魔原貌的裝甲和裝備，在裝上這些裝備後讓情魔取得了現在的姿態，好激怒沃科。
因為裝備在背部的背包和腳部的推進器，讓情魔實現了高度的機動性和運動性。此外，還成功的大幅延長了單獨飛行距離。在重視機動性的輕裝腕部上裝備了兩種盾牌，減輕了對裝甲方面的不安。
在與艾路吉·米拉吉的君魔一戰中，最終被君魔擊倒，而駕駛員羅瑟瑞則在投降後沒多久，被娜娜歐·納羅利那刺殺身亡，情魔的零件/外裝全被君魔奪回，回收在君魔機身上，而骨架則被放置於長生幫的某間機庫，直到外傳第二季時才被改造成尤哈娜型情魔鋼彈。
- 機體編號：ASW-G-47
- 所屬方：長生幫
- 駕駛員：羅瑟瑞·里昂尼
- 機體高度：18.9公尺
- 機體重量：31.5噸
- 第一型態：

情魔鋼彈的首次登场的型態，左腕沒有裝甲。
- 武裝：

長柄刀
情魔鋼彈的接近戰用裝備，是一把超越MS全長的雙頭薙刀。
形狀獨特，兩端附有尖刺。透過連續揮舞使得敵機到被擊破前都沒有反擊的餘地。
用在第一型態上，後被挖掘鎚取代。
- 第二型態：

在諾沙尼奧·里昂尼的幫助下，成功為情魔進行了補強。
利用兩枚斯巴達盾牌和右肩上的肩盾來補充情魔的缺陷。
- 武裝：

挖掘鎚
情魔鋼彈的主要裝備，原本是採掘用的，後被轉用至武器用途上。
在較輕量化的同時除了保有純粹高度的破壞性能，前端部裝有迴轉機構，藉此對奈米積層裝甲造成致命性的傷害。
210毫米對物步槍
情魔鋼彈的射擊武裝，可連接到君魔鋼彈身上。
該裝備附有兩腳架，此外還可以去掉其中一個側裙甲，以進行連接。
針刺盾
情魔鋼彈的防禦裝備，裝在右肩上。
在前端部上面採用了爪狀的構造，使它也能擔任打擊兵器的工作，但還無法確認這些是否為情魔鋼彈本來的裝備。
斯巴達盾牌
情魔鋼彈的防禦裝備，裝在左腕上。
為了避免對挖掘鎚和長柄刀的使用造成限制、而採用小且圓的款式。
- 名稱由來：

一名的典故來自於「所羅門之鑰：所羅門七十二柱魔神」之中，所屬順位第四十七的惡魔化勒。
位階公爵，統帥37個軍團，別名「瓦爾」（Wall）。
其現身於世人面前時的形象是一隻獨峰駝，也可以人形示人。他可以使人獲得女性情睞，本身還通曉古今，可預言未來，平抑仇恨。因此又被稱之為「情睞者之魔」。
本作品對於該歷史傳說僅為有限度參考，所引用之事物並不一定完全符合史料中描述或記載的情況。
- 機械設定：形部一平

尤哈娜型情魔鋼彈（Gundam Vual Yuhana）
于外傳第二季登場，在與君魔一戰中敗北的情魔，原先裝甲被套在君魔身上後，再一番改造而成的新形態，並以駕駛員桑波·哈克利的妹妹——尤哈娜·哈克利的名字為命名。
以作為支援復生型君魔鋼彈為出發點，出力和長距離的攻擊一度強化，另外也配備許多近戰用的裝備，以備不時之需，裝甲配色則以深藍和黄色為主色。
桑波首次駕駛此機，以吉安馬克派遣給艾路吉的援兵的身份，對戰歐雷魯斯的三架尖刺式格雷兹，並成功將其擊退。
- 機體編號：ASW-G-47
- 所屬方：長生幫
- 駕駛員：桑波·哈克利
- 機體高度：19.8公尺
- 機體重量：33.6噸
- 武裝：

210毫米對物步槍
情魔鋼彈的射擊武裝，可連接到君魔鋼彈身上。
該裝備附有兩腳架，此外還可以去掉其中一個側裙甲，以進行連接。
鏈鋸×2
尤哈娜型情魔的新裝備，是一對大型鏈鋸，裝在雙腕上。
對一般機動戰士具備著高超的鋸断能力，連納米裝甲也能鋸断。
戰戟
尤哈娜型情魔的近戰用裝備，可拆成一把大劍和一把切断器，均可收納。
針刺盾
原爲情魔鋼彈的防禦裝備，裝在右肩上。
在前端部上面採用了爪狀的構造，使它也能擔任打擊兵器的工作，但還無法確認這些是否為情魔鋼彈本來的裝備。
- 機械設定：形部一平

化魔鋼彈（Gundam Haagenti） ※暫無官方正式譯名※
於遊戲中登場，三百年前的「厄祭戰爭」中所使用的72架「鋼彈骨架」型機動戰士其中之一，以雙刀流為主特徵的鋼彈骨架型MS。
於三百年前那即將邁入終結的戰事中，由初代艾里昂卿——「安塞利加·艾里昂」擔任本機的駕駛員，以本機輕便的身軀創下多次擊墜機動裝甲的記錄，在經過三百年的現代，本機仍為「七星勢力」之一的艾里昂家族的象徵存在著，現被嚴密保存在末日號角地球總部梵格爾夫的内部地下格納庫的牆内。
- 機體編號：ASW-G-48
- 所屬方：艾里昂家族（隸屬於末日號角）
- 駕駛員：安塞利加·艾里昂
- 機體高度：18.7公尺
- 機體重量：27.7噸
- 武裝：

片刀×2
化魔的主裝備，是一對由特殊的煉制法鍛造出來的實體刀。
雖然看上去很笨重，但攻擊力不減反增，因此可對敵機產生劇烈的損害。
巨槍
化魔的射擊裝備，是一把直徑130mm的短管步槍。
主要用於牽制、擾亂、擊破MA子機布魯曼。
圓鋸×2
化魔的特殊裝備，外形是一對安裝在腕部的尖銳狀鋸子。
鋸子本身可用纜線連結並重複投擲。
- 名稱由來：

一名的典故來自於「所羅門之鑰：所羅門七十二柱魔神」之中，所屬順位第四十八的惡魔哈艮地。
位階統領，統帥33個軍團。別名「哈格尼特」（Hagenit）和「哈加提」（Hagati）。其現身於世人面前時的形象為一頭生著鷲翼的公牛。他可以令人聰慧，有點石成金，化水為酒的能力。因此又被稱之為「點化者之魔」。
本作品對於該歷史傳說僅為有限度參考，所引用之事物並不一定完全符合史料中描述或記載的情況。
- 機械設定：形部一平

召魔鋼彈（Gundam Murmur） ※暫無官方正式譯名※
遊戲中登場，於三百年前的「厄祭戰爭」中所使用的72架「鋼彈骨架」型機動戰士其中之一，以女性化身形和背上的大型有線控制用武裝為主特徵的鋼彈骨架型MS。
於三百年前那即將邁入終結的戰事中，由初代法里德卿——「薪繪·法里德」擔任本機的駕駛員，創下多次擊墜機動裝甲的記錄，在經過三百年的現代，本機雖然仍為「七星勢力」之一的法里德家族的象徵存在著，但根據透露，本機實則已被時任當主——伊茲納里歐·法里德拋售出去，以便籌集政治現金，現本機去向不明。
- 機體編號：ASW-G-54
- 所屬方：法里德家族（隸屬於末日號角）
- 駕駛員：薪繪·法里德
- 機體高度：19.4公尺
- 機體重量：33.9噸
- 武裝：

手術刀
召魔的近戰裝備，是一把雙頭刀刃，可拆成對來對敵構成傷害。
手術羽翼×6
召魔的特殊裝備，是個全高已超過召魔身高的超大型攻擊用武裝，總計有六枚羽翼被安裝在後腰部。
每一枚羽翼內設線纜便於遠超遙控，因此需仰賴於駕駛員使用的阿賴耶識系統才能發揮作用，所發揮的威力不遜於其他機體的輔助臂。
- 名稱由來：

一名的典故來自於「所羅門之鑰：所羅門七十二柱魔神」之中，所屬順位第五十四的惡魔毛莫。
位階公爵與伯爵，統帥30個軍團。相傳他原本是座天使墮天之後變成的惡魔。
其現身於世人面前時的形象是一名頭戴公爵之冠，胯下獅鷲的戰士。他授人以哲學，可以召喚死者魂靈與回答召喚著任何問題。因此又被稱之為「召靈者之魔」。
本作品對於該歷史傳說僅為有限度參考所引用之事物並不一定完全符合史料中描述或記載的情況。
- 機械設定：鷲尾直廣

魅魔鋼彈（Gundam Gremory）
於外傳登場，於三百年前的「厄祭戰爭」中所使用的72架「鋼彈骨架」型機動戰士其中之一，以戰鬥錨為主武裝和高防禦為主特徵的鋼彈骨架型MS。
為末日號角貴族之一的「納迪拉家族」所有，並代代相傳將近三百年，現任擁有人為從父親手裏接過權限的「迪拉·納迪拉」，但由於納迪拉家族因遭人誣陷而面臨被抄家之際，迪拉駕駛本機，逃向非洲最南端的一島嶼，以躲藏末日號角方的追擊。
上半身包括頭部（可展開）披著一套黑色的被稱為「納米基層披肩」的裝甲，該裝甲是以特殊技術把多層納米基層裝甲堆叠製成，堪比其更加堅固，可發揮出比一般鋼彈骨架型更具压倒性的防禦力和耐衝擊力，使機體對于打頭陣、單獨偵察等特殊任務都能得心應手地完成，只是因材質的關係和技術的問題，即使花再長的時間也生產不出另一個同樣的裝甲，所以現在這個技術已經算是失傳了。
由於納米基層披肩裝甲的配備、加上頭部的成對鐮狀天綫的結合，使本機的外觀酷似「死神」之樣，就連與其對持的艾路吉·米拉吉都有同樣的感覺。
在艾路吉等人前往非洲最南端的一島嶼的路上，迪拉駕駛此機先將前去追擊自己的末日號角方士兵並全數殲滅，再與艾路吉的復生型君魔交戰，最終以戰敗告終，而駕駛員迪拉大難不死。
- 機體編號：ASW-G-56
- 所屬方：納迪拉家族（隸属於末日號角）
- 駕駛員：迪拉·納迪拉
- 機體高度：22.5公尺
- 機體重量：33.4噸
- 武裝：

戰鬥錨
的主裝備，為厄祭戰爭後的戰損樣式（因爲本來是左右對稱的）。
無論前後兩端的尖利弯角，都具備著极大的破壞力。
雖然變輕了但配重也因而惡化，因此駕駛員需要進行更高精的訓練才能完全駕馭該裝備。
自動加農炮×2
的輔助裝備，裝在雙腕上的手甲內。
手甲展開時會露出炮口，進而進行射擊。
- 名稱由來：

一名的典故來自於「所羅門之鑰：所羅門七十二柱魔神」之中，所屬順位第五十六的惡魔格莫瑞。
位階公爵，統帥26個軍團。又譯「吉蒙里」（Gremory）。其現身於世人面前時的形象是頭戴公爵夫人的寶冠，騎著駱駝的一個美貌女子。
他可通曉古今，預言未來，並可探知被隱匿的寶物的所在。因此又被稱之為「美貌者之魔」。
本作品對於該歷史傳說僅為有限度參考所引用之事物並不一定完全符合史料中描述或記載的情況。
- 機械設定：海老川兼武

悟魔鋼彈（Gundam Zagan） ※暫無官方正式譯名※
於游戲中登場，於三百年前的「厄祭戰爭」中所使用的72架「鋼彈骨架」型機動戰士其中之一，以身體兩側的巨盾為主武裝和重裝甲為主特徵的鋼彈骨架型MS。
於三百年前那即將邁入終結的戰事中，由初代伊舒卿——「阿爾佐納·伊舒」擔任本機的駕駛員，創下多次擊墜機動裝甲的記錄，在經過三百年的現代，本機雖然仍為「七星勢力」之一的伊舒家族的象徵存在著，被形容為「伊舒家族的開端」，但與其他「七星勢力」的鋼彈不同，本機是被嚴密保存在宇宙聖域——拉塔托斯克内部，至今從未露面過。
覆蓋於全身的厚重裝甲是由「稀少金屬」製成，再配合具備螺旋的旋轉功能的雙手手掌，對本機來說是攻守兼備的存在特徵。
與主魔鋼彈和慾魔鋼彈一樣，在「厄祭戰爭」結束後，仍然保留阿賴耶識系統規格的駕駛艙，但就算是操縱技術高超的駕駛員，也無法輕易發揮本機原有的性能。
直到以隆德·布隆恩爲首的部隊，在護送身爲伊舒家族僅存後人的卡佳·伊諾西逃亡之時，抵達拉塔托斯克内部，而隆德則親自駕駛本機，試圖扳回一城，還與趕到的威斯塔利歐的端白星交戰，最終被一道突降的巨雷劈中，導致本機半受創，而隆德則當場戰死。
- 機體編號：ASW-G-61
- 所屬方：伊舒家族（隸屬於末日號角）
- 駕駛員：阿爾佐納·伊舒 → 隆德·布隆恩
- 機體高度：18.5公尺
- 機體重量：34.5噸
- 武裝：

盾鉗部件×2
悟魔的主裝備，是一對由背包的推進器和由輔助臂對接起來的巨盾所組成的「稀少金屬」製複合武裝。
護盾本身平常可作爲穩定翼進行高速而平穩的機動能力，或者是用於對敵的高防禦能力，在進入戰鬥時可張開巨爪，對敵構成致命性的打擊，是個攻守兼備的特殊裝備。
- 名稱由來：

一名的典故來自於「所羅門之鑰：所羅門七十二柱魔神」之中，所屬順位第六十一的惡魔撒共。
位階君王及統領，統帥33個軍團，別名「撒共姆」（Zagam）。其現身於世人面前時的形象是一只生有獅鷲翼的公牛，也可變為人型。
他能令人雄辯，還可化水為酒，點石成金，甚至可以讓愚者茅塞頓開。因此又被稱之為「恍悟者之魔」。
本作品對於該歷史傳說僅為有限度參考所引用之事物並不一定完全符合史料中描述或記載的情況。
- 機械設定：海老川兼武

運魔鋼彈（Gundam Seere）
僅於外傳第二季被提及，於三百年前的「厄祭戰爭」中所使用的72架「鋼彈骨架」型機動戰士其中之一，雖然目前相關資訊不明，但已証實為當年害艾路吉失去家人的罪魁禍首。
- 機體編號：ASW-G-70
- 所屬方：
- 駕駛員：
- 機體高度：
- 機體重量：
- 武裝：
- 名稱由來：

一名的典故來自於「所羅門之鑰：所羅門七十二柱魔神」之中，所屬順位第七十的惡魔系爾。
位階貴公子，統帥26個軍團，受東方之王巴力的支配，別號「祈願貴公子」。
其現身於世人面前時的形象是一名騎在有翼飛馬上的俊美男子，長得俊美且天性善良，但性格冷漠。
他掌握事物運行之理，能夠將物體瞬間移動和在眨眼之間環繞世界，可以揭示小偷及其隱藏寶藏之所在，並且天賦異秉。因此又被稱之为「運行者之魔」。
本作品對於該歷史傳說僅為有限度參考，所引用之事物並不一定完全符合史料中描述或記載的情況。
幻魔鋼彈（Gundam Dantalion）
先於遊戲《鋼彈Tri Age》初次登場，之後於外傳第二季正式登場，於三百年前的「厄祭戰爭」中所使用的72架「鋼彈骨架」型機動戰士中最末期才完成的機體。從現存的厄祭戰爭設計資料來看，開發途中曾經歷過多次大幅度的計畫變更。
其目的是藉由其他已投入對MA戰的鋼彈骨架戰鬥紀錄為基礎，變更裝備樣式的設計。結果，藉由單機來打破各種戰局為設計思想的幻魔是在戰爭即將終結之時才完成。即使如此，它在對MA的戰鬥中仍立下充足的戰果。
也因這些功績、讓保有幻魔的家族被允許冠上「札爾姆弗特家」之名。在以「七星勢力」為頂點的末日號角戰後體制中依舊能彰顯其存在感。在經過三百年時光的現代，幻魔仍作為札爾姆弗特家的象徵存在著，其繼承人為該家族的嫡長子「札迪耶爾·札爾姆弗特」。
雖然和其他鋼彈骨架比較之下，沒有推進器和副腕等特殊裝備，以簡單的構成為特徵，但是能有多種選擇性裝備可搭載，簡單的機體構成可以說是為了這些裝備而生的素體，同時膝蓋關節有幻魔獨自的結構。
根據傳聞，這可能是三日月·奥古斯所梦到的一個鋼彈骨架。此外，由三日月所看到的夢境中，本機曾在厄祭戰爭後期時就與MA直接搏鬥過，而且還與當時的獵魔一同出陣，故被三日月評價為「很強，没見過的形狀，很不可思議的鋼彈」的發言。
本機的形態為以在行星重力下和殖民地內戰鬥為著眼點的「裸裝狀態」，機動性和敏捷性都很優秀，在格鬥戰中可以發揮高超的性能。最初的配色是以厄祭戰爭樣式的白色和藍色為主，之後為應對最終決戰樣式才換成紅色和紫黑色。
- 機體編號：ASW-G-71
- 所屬方：札爾姆弗特家族（隸属於末日號角）
- 駕駛員：札札·弗希爾（真名札迪耶爾·札爾姆弗特）
- 機體高度：18公尺
- 機體重量：27.1噸（本體）、39.5噸（T型推進器）、46.5噸（B型推進器）
- 武裝：

100mm銃劍×2
幻魔鋼彈將折疊式步槍和劍一體化的複合兵裝，以容易使用和高命中精度為前提製作，其設計資料是從厄祭戰爭時代一直用到現在。
平常時能當成單管步槍來使用，將步槍折疊成兩半的刀身展開後，仍可使用步槍的機能，而扣下板機就能當槍劍來使用。
埃癸斯盾
攻擊與防禦一體化的裝備，內設有火神砲，裝在左腕上。
T型推進器
能當大型推進器用的幻魔專用背部追加裝備之一，可以讓MS進行廣域單獨飛行，還能進行據點強襲和救援孤立的友軍。
在厄祭戰爭中發揮出非常大的戰果，在戰鬥時能活用其高機動力，用一擊脫離的戰法玩弄攻擊對象。
另外，可變形成名為「半罩T」的大型手臂裝甲，是一個具備有大規模的變形機能的大型背包。
展開時能覆蓋的雙肩至兩腕部，繼而發揮出攻防一體型種裝甲的功用。是體現幻魔那可單機進行據點防衛及據點攻略的設計思想之型態。
冥王雙叉槍
和T型推進器為一組運用的雙叉長槍。
B型推進器
能當大型推進器用的幻魔鋼彈專用腰部追加裝備之一。
另外，可變形成名為「半罩B」的大型腳腿裝甲。
展開時能覆蓋的雙腳至腰部，繼而發揮出高速驅動型種裝甲的功用。
長距離砲
和B型推進器為一組運用的大型狙擊砲。
- 名稱由來：

一名的典故來自於「所羅門之鑰：所羅門七十二柱魔神」之中，所屬順位第七十一的惡魔但他林。
位階公爵，統帥36個軍團。他以各種不同的男女的形象出現，但是右手中必然拿著一本書。
他向召喚者教授所有的藝術與科學，可以探知任何人的隱私，得知所有的思想，並隨意改變他們的思想，可以模擬任何人的形象，並且可以形成鏡像。因此又被稱之为「幻擬者之魔」。
本作品對於該歷史傳說僅為有限度參考，所引用之事物並不一定完全符合史料中描述或記載的情況。
- 機械設定：篠原保

全罩型幻魔鋼彈（Gundam Dantalion Perfect Cowl）
由幻魔鋼彈（本體）結合T型推進器（上半身裝甲）及B型推進器（下半身裝甲）與埃癸斯盾（胸部裝甲）合體而成的形態。
該形態是於三百年前的「厄祭戰爭」與MA對抗的究極形態，因为全身上下都套上了這类型的裝甲，因此對死角的攻击力和防禦力相當地高。
在飛行時，雙腿裝甲可挺直至使全身約有23公尺以内的身高，再凭着腿部後側的兩對推進器，方便高速地飛行。
另外，兩個大型推進器可同時安裝在背部和後腰甲，因此高機動能力方面便自然不用説，若再以平時的裝備出擊的話，戰鬥方面更是一面倒。
- 機體編號：ASW-G-71
- 所屬方：札爾姆弗特家（隸属於末日號角）
- 駕駛員：札札·弗希爾（真名札迪耶爾·札爾姆弗特）
- 機體高度：21公尺（通常）、23.4公尺（飛行）
- 機體重量：64.2噸（本體+T型+B型+盾牌）
- 武裝：

冥王雙叉槍
原為和T型推進器為一組運用的雙叉長槍。裝備於左手。
長距離砲
原為和B型推進器為一組運用的大型狙擊砲。裝備於右手。
埃癸斯盾
原為攻擊與防禦一體化的裝備。作為火神砲裝備於胸前。
- 機械設定：篠原保

## 末日號角系列
「厄祭戰爭」結束後，末日號角正在推進新型機動戰士的開發時，由於為終戰立下功勞的鋼彈骨架構造太複雜，因此改針對女武神骨架的性能，而開發出一系列自屬的新型MS骨架，所採用的亞哈反應爐是最新型的，其編號以EB為主（除了交鋒式格雷茲）。
無論部件和裝備，都可以進行交換。所採用的納米積層裝甲的颜色都是緑色系、青色系、藍色系和紫色系。頭部内設有對亞哈波和紅外線等觀測能力優秀的感應器，只有用光學長距離望遠或精密觀測時才會露出。
目前一共有三款此系列的MS骨架，即「凱萊爾骨架」、「格雷茲骨架」和「蘭吉雷茲骨架」。

### 凱萊爾骨架
英語：Geirail Frame  日語：ゲイレール・フレーム
在開發出格雷茲骨架之前，以「末日號角」主力機的身份配置在各地的前一世代泛用MS骨架，其開發系譜可以追溯自約300年前於厄祭戰爭時代設計的「女武神骨架」。
在「凱萊爾（EB-04）」被生産之後，就不斷開發後繼機，其中包括凱萊爾的後繼機之一「莎佛歷達（Scharfrichter）」防禦型機體等，但如今，凱萊爾骨架已完全過渡至格雷茲骨架，不再投入於作戰中，只有在訓練學校的教材中才能看得到。其中兩台凱萊爾有特殊處理：兩台凱萊爾被贊恩家族（隸屬於SAU）改裝成「豪華式（Gorgeous）」。
凱萊爾（Geirail）
末日號角所建造的比格雷茲更舊型的機動戰士，裝備方面主要是以地上戰為考量而採用近中距離樣式。
自從有著高泛用性的格雷茲登場之後，開始默默退出，只剩下少數機體仍在運用。現在只有地方上的末日號角組織，以及退役傭兵都喜歡運用它做事。
雖然骨架構造和原來的凱萊爾相同，但是加蘭·莫撒所使用的機體是將凱萊爾經過更進一步的偽裝，並施加改良使它變成無法判別的狀態。
用於偽裝的機體是在作戰行動中受到嚴重損害而決定廢棄的機體，以及作為試作機開發的舊版本，在末日號角的登錄代號中是缺號，這些是萊斯達爾·艾里昂為加蘭所做的安排。
以此為座機的加蘭與鐵華團地球支部合作，並多次地抵禦SAU的制壓，甚至是欲擊殺麥吉利斯未果，直到與昭弘的重鍛開鋒型智魔一決死鬥中，最後因小瞧昭弘的實力，在被夾殺之際開啟了自爆裝置，當場大破，而駕駛員加蘭則因此身亡。
- 機體編號：EB-04
- 所屬方：末日號角、加蘭·莫撒的傭兵部隊
- 駕駛員：加蘭·莫撒（假名）
- 機體高度：17.9公尺
- 機體重量：29.8噸
- 武裝：

110mm步槍
凱萊爾常用的制式步槍，以側把手的瞄準安定性及彈鼓的高裝彈數為特徵。
盾斧
凱萊爾的多功能裝備，能摺疊成斧頭或腕部上的小型盾兩種狀態的武裝。
鋤頭
凱萊爾的利用MS進行工程時所用的道具。
在獨立運動等情況中也會被勞動者們拿來作為戰鬥用途之一。
背部氣墊組件
凱萊爾為增強推進力及機動性的後腰部追加組件，即使在地面運用時也能讓MS實現高機動性的追加兵裝。
因為大型而得以維持高出力，能夠給各式各樣的機體使用。
- 機械設定：海老川兼武

行刑式凱萊爾（Geirail Scharfrichter）
凱萊爾的姊妹機，由加蘭·莫撒所属的傭兵部隊所拥有。
和凱萊爾相比，是以重武裝、重裝甲為特點的機體。有豐富多樣的武裝，在混戰般的戰場上能發揮其價值。
外傳《獵殺兀爾德》登場的塔金格·黃紗專用的本機，配色差別在於額頭、胸甲和膝甲配色為紫色。
- 機體編號：EB-04jc4
- 所屬方：加蘭·莫撒的傭兵部隊
- 駕駛員：塔金格·黃紗、加蘭·莫撒的傭兵部隊隊員
- 機體高度：17.9公尺
- 機體重量：33.5噸
- 武裝：

110mm步槍
凱萊爾常用的制式步槍，以側把手的瞄準安定性及彈鼓的高裝彈數為特徵。
鎬頭
行刑式凱萊爾的工業裝備，可利用MS進行解體老朽化殖民地的業務。
鋤頭
凱萊爾的利用MS進行工程時所用的道具。
在獨立運動等情況中也會被勞動者們拿來作為戰鬥用途之一。
爪盾×2
行刑式凱萊爾的盾牌一體型武裝，裝在兩肩上。
內側有著能收納彈藥之類的收納室。
GR-W02 320mm火箭砲
格雷茲所裝備的遠距離射擊裝備，被安裝於特殊的肩架上。
肩部凹槽可以當作支架使用，使它能在不使用握把的狀態下射擊。移動時也能當成掛架背在肩部後方。
背部氣墊組件
凱萊爾為增強推進力及機動性的後腰部追加組件，即使在地面運用時也能讓MS實現高機動性的追加兵裝。
因為大型而得以維持高出力，能夠給各式各樣的機體使用。
- 機械設定：海老川兼武

豪華式凱萊爾（Geirail Gorgeous）
于手游登場，為凱萊爾被來自SAU的武鬥派組織——「贊恩家族」客製化而成的機體。
背包潛用自格雷茲骨架的同款類型，就連駕駛艙也基本直接採用正規樣式。
目前只客製化了兩台，都由來自贊恩家族的兩兄弟——羅姆和艾克個別駕駛，配色因個人嗜好改為了粉紅色和白銀色，但兩機的造型有所不同。
- 機體編號：EB-04/rcgp（粉紅色機）、EB-04/icgs（銀色機）
- 所屬方：贊恩家族（隸屬於SAU）
- 駕駛員：羅姆·贊恩（粉紅色機）、艾克·贊恩（銀色機）
- 機體高度：
- 機體重量：
- 武裝：

雙頭鐮刀
豪華式凱萊爾（粉紅色機）的近戰用裝備，外形是首尾兩側各有一具鐮刀般狀物的長柄武器，亦可拆開成兩把鐮刀。
無論首尾，均能對敵機裝甲構成嚴重破壞。
雙頭鎚
豪華式凱萊爾（白銀色機）的近戰用裝備，首尾兩側的錘頭附帶推進器，在發動攻擊的同時，可透過推進器的加持，對敵機構成強烈的破壞力。
- 名稱由來：

根據官網的命名法，兩台凱萊爾的機種分別被命名為「凱萊爾GP」和「凱萊爾GS」。
- 機械設定：海老川兼武

### 格雷茲骨架
英語：Graze Frame  日語：グレイズ・フレーム
末日號角以女武神骨架為藍本大量生產的最新型MS骨架，可以和女武神骨架進行部件交換。相較於厄祭戰爭時代的骨架，格雷兹骨架更為輕量化並提高整備性，除了最高出力外其綜合性能比鋼彈骨架更为優秀。其頭部的內部還設有對亞哈波和紅外線等觀測能力優秀的球體感應器，只有用光學長距離望遠或精密觀測時才會讓球體模組露出。
目前共有7個格雷茲系機種（EB-06），即「一般機」、「地面用」、「烈達（Ritter）（不到十台）」、「舒華爾比（Schwalbe）（EB-05的改良版本）」（兩台）、「尖刺式（Stachel）」、「盾式（Schild）」、「訓練用」和銷售用的「交鋒式」。其中五台有特殊處理，一台被鐵華團俘獲的格雷茲被改裝成「格雷茲改」，後再改裝成「格雷兹改II → 格雷兹改III（第二代流星號）」；另一台為阿頼耶識系統搭載的「格雷茲·艾因」；另一台為劫走后加以改装的「燕式特装型」；剩下的兩台分别被長生幫俘獲的格雷茲被改裝成「里格爾·莉莉」和「阿德勒」。
格雷茲（Graze）
監視世界的武裝組織「末日號角」所建造的最新銳機動戰士，採用了女武神骨架的翻修版本——格雷茲骨架。
從骨架構造開始為了追求泛用性而採用精密的改良、設計，有著能透過實現武裝版本的多樣化來適應對應各種不同環境的構造，在提升安定性的同時也降低運用面的价格。
對於駕駛員和技師來說都是相當方便的機體，末日號角內部對於機體性能也讚譽有嘉，讓次期主力機開發的消極意見越來越多。在重力下為了確保機動性而裝備輕量化的裝甲，在宇宙中因為掛載噴射組件而讓高速移動得以實現。武裝方面則有不論遠近都可支援的萬能機。
指揮官機的頭部裝有一個像刀形狀的天線，為了在亞哈波的影響下仍能維持指揮系統，有著相當於一般機兩倍的通訊距離。指揮官機一架、一般機兩架、共三架的配置是末日號角MS隊的最小單位，一般配色為綠色；而末日號角金星、火星和木星等支部所擁有的格雷茲，则施加了宇宙活動用的配色（棕色和紫色）。
同時爲了能夠運用「破滅魔劍」，左臂換裝成弩形發射裝置，頭部換裝長距砲擊用觀測器，拆除背部主推進器並裝上輔助動力裝置，是為「破滅魔劍」發射樣式，進入該樣式下的機體完全沒有自我防衛能力，以及機動性能下降，也只有坐鎮、發射「破滅魔劍」的任務而已。
- 機體編號：EB-06（一般機）、EB-06s（指揮官機）
- 所屬方：末日號角
- 駕駛員：末日號角士兵（一般機）、奧歷士·史登查、奎克·森特（指揮官機原色）、柯瑞爾·康拉德、石動·卡密契（指揮官機紫色）、伊歐古·庫贊（指揮官機黄色）、布拉德雷（指揮官機棕色）
- 機體高度：17.8公尺
- 機體重量：30.2噸
- 武裝：

GR-W01 120mm步槍
格雷茲所裝備的集高彈性、高運用價值的實彈槍。
GR-H01 9.8m戰鬥斧
格雷茲所裝備的用於格鬥的實體裝備，没有用時可收納在左边裙甲上。
可由於有纳米複合裝甲的保護，在與敵機對打時很有效。
GR-W02 320mm火箭砲
格雷茲所裝備的遠距離射擊裝備，被安裝於特殊的肩架上。
肩部凹槽可以當作支架使用，使它能在不使用握把的狀態下射擊。移動時也能當成掛架背在肩部後方。
GR-E01 8.8mm盾
格雷茲所裝備的耐熱防衛樣式裝備，當納米複合裝甲得到應用時，其厚度很高，非常堅固。
破滅魔劍大炮
大型體積的磁軌砲，三百年前厄祭戰爭時所用的殺戮性兵器，尖樁型的彈頭由骨架合金製成，擁有一擊貫穿奈米積層裝甲的威力，一般是在卸除左臂後直接將炮身連結在左肩使用。
發射後後方會將烟排出去，在後方輔助的另一台格雷茲會再裝填彈頭。
從大氣層外向地表面發射時，有著如天基動能武器的效果。
推進器
格雷茲所用的開閉式的推進裝備，安裝於腳部上。未使用時會收納在內部，能減少中彈時的機體損傷率。
- 機械設定：海老川兼武

格雷茲陸戰型（Graze Ground Type）
末日號角地面部隊所使用的格雷茲，由於考量過在地球的1G環境及大氣壓內運用，因此使它能實現高度的機動性。
另外在腳底搭載了輔助用氣墊組件，讓它有著安定的姿勢控制還能進行細微的推力調整。
可配合環境換裝，即便在宇宙、地面等不同環境也能發揮出充分性能的高泛用性，這正是末日號角所開發的現行主力機的特徵。
- 機體編號：EB-06j
- 所屬方：末日號角
- 駕駛員：末日號角士兵
- 機體高度：17.8公尺
- 機體重量：31.8噸
- 武裝：

GR-W01 120mm步槍
格雷茲所裝備的集高彈性、高運用價值的實彈槍。
GR-H01 9.8m戰鬥斧
格雷茲所裝備的用於格鬥的實體裝備，没有用時可收納在左边裙甲上。
由於有纳米複合裝甲的保護，在與敵機對打時很有效。
GR-H02 戰刃
格雷茲陸戰型所裝備的在地上運用的劍型近戰武裝。
輕量而容易使用，但在重力環境下會對姿勢控制系統產生高負荷，此裝備能將負擔抑制在最低限度的情況下發揮出充分的破壞力。
GR-E01 8.8m盾
格雷茲所裝備的耐熱防衛樣式裝備，當納米複合裝甲得到應用時，其厚度很高，非常堅固。
GR-E03 地上用推進組件
格雷茲陸戰型所裝備的大型氣墊組件，裝在腳部側面上。
由於機動性的提升，因此能夠在海上進行高速移動。
- 機械設定：海老川兼武

騎士式格雷茲（Graze Ritter）
為在地球軌道上的衛星基地——「格拉茲海姆1」設置有司令部的地球外軌道管理聯合艦隊隊長——凱爾妲·伊舒的親衛隊員配備開發的特裝機。一般配色為青藍色。
其設計思想不只是當做純粹的兵器，還要能反映出末日號角維持人類圈和平的理念，並加入了簡潔高尚的形象。事實上，在末日號角的紀念典禮上出席也是他們的任務之一。在登場時，地球外軌道管理聯合艦隊的駕駛員們會展現出華麗的編隊飛行。
以軌道防衛為主要任務的騎士式格雷茲与有著和同型骨架的格雷茲相比，其機體性能因考慮到要在衛星軌道上戰鬥故調整成比一般型的機動性略高。另外，由於地球外軌道管理聯合艦隊獨自擁有降落地球的權限，使本機也有很充實的陸戰用裝備以及做調整，亦装有追求高機動化的推進器，但似乎完全沒有出擊紀錄，導致本機幾乎蒐集不到任何的實戰資料。
指揮官機則在雙肩的裝甲的左右側、頭飾延長了一部分的裝甲，以及在胸部添加了一部分的裝甲。此外，雙肩裝甲的左右側、頭飾上方和頭部前方則施加了專屬色線條。在麥吉利斯·法里德就任地球外縁軌道統制統合艦隊司令後就針對機體特性進行全面翻修，尤其是重新測量了地球上的戰鬥資料，將本機改裝成了能在地球重力下將機動力發揮到最大限度的機體。
- 機體編號：EB-06r（一般機）、EB-06rs（指揮官機）
- 所屬方：地球外軌道管理聯合艦隊（隸屬於末日號角） → 末日號角革命軍（隸属於麥吉利斯之下）
- 駕駛員：凱爾妲的親衛隊員（一般機）、嘉達·伊舒、麥吉利斯·法里德、隆德·布隆恩（指揮官機）
- 機體高度：18.7公尺
- 機體重量：32.1噸
- 武裝：

GR-W01 120mm步槍
格雷茲所裝備的集高彈性、高運用價值的實彈槍。
GR-H01 9.8m戰鬥斧
格雷茲所裝備的用於格鬥的實體裝備，没有用時可收納在左边裙甲上。
由於有奈米複合裝甲的保護，在與敵機對打時很有效。
GR-Hr01 騎士劍
騎士式格雷茲所裝備的大劍型近战裝備，没有用時可收納在左边裙甲上。
實戰方面自然不用說，由於本機是會在典禮等場合出席的機體，做為標準裝備的配劍也採用了較優雅的形狀。
麥吉利斯的專用機因為駕駛習慣而攜帶了兩把。
- 機械設定：海老川兼武

尖刺式格雷茲（Graze Stachel）
于外傳第二季登場，末日號角内部統制部隊——「歐雷魯斯」所專屬的格雷茲的最新特裝樣式，頭部攝像機處被安裝了酷似眼鏡一樣的輔助攝像器。
肩膀、膝蓋、腳部都設有固定用臂、加上左腕部的纜線鉤爪，讓它能達成普通MS辦不到的姿勢控制。
腿部的減震器也得到了强化，使得本機運行時的噪音不怎麽强烈、再加上速配配備的武裝，令它適合用在一擊脫離戰等高隱密性的作戰。
- 機體編號：EB-06N
- 所屬方：歐雷魯斯部隊（隸屬於末日號角）
- 駕駛員：歐雷魯斯士兵
- 機體高度：17.8公尺
- 機體重量：32.2噸
- 武裝：

GR-W01 120mm步槍
格雷茲所裝備的集高彈性、高運用價值的實彈槍。
GR-H06 電磁棒
尖刺式格雷茲的棒型特化裝備，可破壞MS關節和感應器。
纜線鉤爪
尖刺式格雷茲的爪狀裝備，裝在左腕上。
用於射擊並夾住敵機或敵艦的任何部位。
- 機械設定：海老川兼武

盾式格雷茲（Graze Schild）
于第二季登場，阿麗安蘿德艦隊所屬的格雷茲最新特裝機，以大型護盾和巨型斧矛為武裝的機體。
整體上和一般的格雷茲無異，只是頭部有做部分改修，主要用在對均衡人口的武裝鎮壓作戰上。
此機種被配給在對鐵華團的包圍戰之上，並且突显出其非凡的性能。
- 機體編號：EB-06Q
- 所屬方：阿麗安蘿德艦隊（隸属於末日號角）
- 駕駛員：阿麗安羅德艦隊士兵
- 機體高度：17.8公尺
- 機體重量：32.2噸
- 武裝：

戰鬥斧矛
盾式格雷茲的大型斧型裝備，與一般的戰鬥斧相比，握柄已增長、斧柄前端設尖矛。
大型護盾
盾式格雷茲的防禦裝備，比一般的護盾還更大，還增添了紅色線條。
- 機械設定：海老川兼武

訓練用格雷茲（Graze Trainer Type）
于游戲中登場，為末日號角為栽培新生的機動戰士駕駛員而配備的訓練用機種，一般配色為綠松石色，頭頂和雙肩則被施加了黃色綫條，作爲區別。
格雷兹作爲末日號角的旗艦機，各個部門所配備的是同個型號的機種，雖然本機是訓練用機種，但機體性能和格雷兹一般機無異，同時由於本機是配備在陸上的訓練用基地，腰部裝設了推進器。
- 機體編號：EB-06t
- 所屬方：末日號角
- 駕駛員：茱麗葉·朱里斯、末日號角士兵
- 機體高度：17.8公尺
- 機體重量：30.2噸
- 武裝：

戰鬥斧
訓練用格雷茲的斧型裝備，與一般的戰鬥斧相比，刀片被施加了一層防護罩，有助降低發動攻擊時所造成的衝擊。
- 機械設定：海老川兼武

格雷茲改（Graze Custom）
將獵魔鋼彈所擊毀的格雷茲（奎克機）進行部分修改、補修而成的機體。武裝部分則是直接沿用了原本格雷茲所配備的步槍與戰鬥斧，與格雷茲同樣能夠因應戰況的不同換裝武器、裝備。
機體有部分受到非常嚴重的損傷，要運用兩架被擄獲的機體是不可能的，於是納迪·雪之丞·卡薩巴和亞馬基·吉爾莫頓將還可以利用的零件集中至一機上，讓機體以格雷茲改的姿態重生。
機體修改的部分包含頭部、胸部以及雙肩等受損部位，大致上的性能與原先狀態並無明顯差異，唯一比較特別的是背部另外裝設了大型推進裝置，因此提昇了機體整體的機動性能。雖然降低了機體上半部的裝甲強度，但是總重量也跟著減輕，可以期待在宇宙空間的機動力和旋回性能夠藉此提升。
當初是預定將機體售出以填補鐵華團的營運資金，但在低軌道太空站受到末日號角襲擊時，由鐵華團少年兵昭弘·亞特蘭大做為本機體的主要駕駛員，為格雷茲改的初戰增添色彩。之後做為鐵華團仅次于獵魔鋼彈的戰力而運用，直到在與塔賓斯的對戰當中一度受損，之後因昭宏換乘被俘獲的智魔鋼彈，歲星技师團隊將本機改修成「格雷茲改II（流星號）」，成為西諾的專用機。
- 機體編號：EB-06/tc
- 所屬方：鐵華團
- 駕駛員：昭弘·亞特蘭大
- 機體高度：17.9公尺
- 機體重量：28.2吨
- 武裝：

GR-W01 120mm步槍
格雷茲所裝備的集高彈性、高運用價值的實彈槍。
GR-H01 9.8m戰鬥斧
格雷茲所裝備的用於格鬥的實體裝備，没有用時可收納在左边裙甲上。
由於有奈米複合裝甲的保護，在與敵機對打時很有效。
GR-W02 320mm火箭砲
格雷茲所裝備的遠距離射擊裝備，被安裝於特殊的肩架上。
肩部凹槽可以當作支架使用，使它能在不使用握把的狀態下射擊。移動時也能當成掛架背在肩部後方。
鐵華團在低軌道太空站和末日號角戰鬥時取得，並運用於之後的戰鬥中。
- 機械設定：海老川兼武

格雷茲改II → 格雷兹改III（第二代流星號）（Graze Custom II → Graze Custom III（Ryusei-Go II））
以迪瓦茲的技術進一步改造格雷茲改而成的新機，儘管機體的主要構成來自格雷茲，但是肩部裝甲和裙甲是採用了迪瓦茲所開發的百鍊用裝備。
在從宇宙空間到重力圈的機動性比本來的格雷茲要更加強化，和昭弘·亞特蘭大所駕駛的格雷茲改相比，除了該機體的重量增加以外，裝甲強度和姿勢控制也有了大幅的提升。
操作系統也施加了變更，追加了曼·羅迪所搭載的阿賴耶識系統，因為是在設計方面未曾設想過對應阿賴耶識的格雷茲控制系統中半強硬的把操作介面組裝進去，雖然使操作者接收到的情報反饋遠遠不及能完美相容阿賴耶識的鋼彈骨架機體，但對鐵華團的駕駛員來說本機也正因為追加了阿賴耶識而變成了更為容易使用的機體。
頭部的角零件和引人注目的彩繪以及奇葩的配色都是來自接收此機體的諾爾巴·西諾本人的意向，就連「流星號」這個名字也是他自己取的，在鐵華團之中現在也還未有定論。也就是説，儘管本人主張這麼做能大幅提升自己的戰意，但是對此表示的贊同的人並不多。
當初鐵華團是打算將全機身塗成白色的，主要是因為對於資金並不充裕的鐵華團而言，白色塗料是最為便宜的。後來鐵華團與柏瓦茲交戰，並在對方的物資中找到了紅色的裝甲塗料，讓配色可以有更多的變化。
在改修時也導入了迪瓦茲的技術，追加了能讓庫坦參型的小型手臂裝甲部連接到本機腳部的機構，推進出力得以提升，即使是在受行星重力影響的軌道上戰鬥時也能發揮優位性。
自本機在多特殖民星一戰首次出陣後，便一直佔据上風，直到艾德蒙頓一戰，被艾因·達爾頓的「格雷茲·艾因」擊毁，而西諾則身負重傷，此後本機再被迪瓦兹的大幅改造，改造過程中導入了百鍊的頭部以及全身各處（包括右臂和背包）的漏影的部件，最終以「格雷兹改III」的面貌重生，但本機仍然被駕駛員西諾取名為「流星號」。
- 機體編號：EB-06/tc2 → EB-06/tc3
- 所屬方：鐵華團
- 駕駛員：諾爾巴·西諾
- 機體高度：18.9公尺
- 機體重量：31.2噸 → 32.7噸
- 武裝：

GR-W01 120mm步槍×2
格雷茲所裝備的集高彈性、高運用價值的實彈槍。
GR-H01 9.8m戰鬥斧
格雷茲所裝備的用於格鬥的實體裝備，没有用時可收納在左边裙甲上。
由於有奈米複合裝甲的保護，在與敵機對打時很有效。
巨斧
格雷兹改III新配備的實體裝備，是一把大型斧頭。由西諾提議，要求迪瓦兹施工打造出來。
由於有奈米複合裝甲的保護，在與敵機對打時很有效，而且威力還比一般戰鬥斧還要强。
110mm短管步槍
步槍依據用途也能將槍管拆掉當短步槍使用。
雖然集彈性和有效射程降低了，但單手也能輕易使用，和戰斧並用的狀況很多。
- 名稱由來：

「流星」一名的典故取自《古今注》裏孫吳大帝孫權的第四把寶劍。
- 機械設定：海老川兼武

里格爾·莉莉（Regal Lily）
繼「崔亞納」、「卡利斯托」和「拉伯瑞斯」之後的第四台被長生幫客製化後而成的特裝機，以末日號角的MS——「格雷兹」做為基礎改裝而成，並由長生幫的六幹部之一的「哲安馬高·沙雷諾」搭乘，主要擅長於肉搏戰。
首先這台格雷茲（奧歷士·史登查）是由「鐵華團」戰後俘獲，再通過「迪瓦茲」的管道那裡得手而來，可以說本機跟鐵華團的「格雷兹改（或者是流星號）」大致上是兄弟機。
身體大部分的裝甲（除了雙手）幾乎進行了大改修；額頭裝甲增設了兩個牛角型長角，胸部兩側裝甲增長，由於考量到要運用「蛇腹斧」這把武器，本機以也腳部為中心進行了改修。
此外，背部還掛著紅色的耐熱披風，使整體外觀更像戰士一樣，雖然會讓人想起某個東西、但是否為當時的那個披風則就不從得知。
- 機體編號：EB-06/T2C
- 所屬方：長生幫
- 駕駛員：哲安馬高·沙雷諾
- 機體高度：19.2公尺
- 機體重量：32.8噸
- 武裝：

蛇腹斧
里格爾·莉莉所裝備的用於格鬥的大型實體裝備，由哲安馬高·沙雷諾從別的管道得手。
除了擁有超大型質量兵器的破壞力外，還加上了連結各部的骨架，讓它能像大蛇一樣躍動身軀，然後用前端的大牙進行破壞。
JEE-101 110mm步槍
原是百里所裝備的標準範圍武器，是一把可折疊型步槍，由迪瓦茲的分支機構——歐氏電子企業（Euro Electronics）製造。
- 機械設定：海老川兼武

阿德勒（Adler）
繼「崔亞納」、「卡利斯托」、「拉伯瑞斯」和「里格爾·尼尼」之後的第五台被長生幫客製化後而成的特裝機，以末日號角的MS——「格雷兹」做為基礎改裝而成，並由維爾·克拉森贈給長生幫的六幹部之一的諾沙尼奧·里昂尼的部下——娜娜歐·納羅利那搭乘，作為「情魔鋼彈」的伴隨機。
頭部、肩部、小腿部位和背包都幾乎進行了大改修，另外，還將裝甲顏色換成潔白的色系。
- 機體編號：
- 所屬方：長生幫
- 駕駛員：娜娜歐·納羅利那
- 機體高度：22.4公尺
- 機體重量：41.3噸
- 武裝：

GR-W01 120mm步槍
格雷茲所裝備的集高彈性、高運用價值的實彈槍。
GR-H02 戰刃
格雷茲陸戰型所裝備的在地上運用的劍型近戰武裝。
輕量而容易使用，但在重力環境下會對姿勢控制系統產生高負荷，此裝備能將負擔抑制在最低限度的情況下發揮出充分的破壞力。
抗MS用鉤爪
阿德勒的新裝備，裝在左腕上。
- 名稱由來：

「阿德勒」一名的典故取自德語鷲的意思。
- 機械設定：雪野360

燕式格雷茲（Schwalbe Graze）
以格雷茲試作機當基礎施加改裝的高機動特裝機，在格雷茲的開發過程中，末日號角也組裝了數架同型的實驗機，以更高的出力及機動性為目標而開發的燕式格雷茲正是採用同骨架的姐妹機。
除了輕量化裝備外，最大的差別在於全身多處加裝了推進裝置藉此提昇整體的機動性能，另外機體的頭部經過改裝後除了造型有變之外，主攝影機也從原本的單具改為了兩具。
和追求高泛用性的格雷茲相比，為了在受行星重力影響極大的大氣圈內也進行戰鬥行動而採用飛行裝備，所以低出力時的機體安定性差，理所當然地，對駕駛員的負荷會增加、機體操作也會變的很困難，因而很考驗駕駛的操作技巧。反之它有更高的最大出力，越是嚴酷的戰鬥越能發揮其性能。
由於燕式格雷茲被當作指揮官機運用，因此该機體由固定人士來駕駛的場合很多。所以會隨著駕駛來做特裝，讓此機體有展現個性化的傾向。武裝部分基本上能夠直接沿用格雷茲的裝備，然而也有部分是本機特別擁有的獨有武裝。
目前只生產了三台，第一台由麥吉利斯·法里德駕駛，而機體配色則因個人嗜好也連帶改為了藍色，之後出借給其部下——石動·卡密查；第二台則由蓋里歐·鮑德溫駕駛，配色因應個人嗜好改為了紫色，最後出借給其部下——艾因·達爾頓，第一次被獵魔鋼彈擊倒，而鎩羽而歸；第二次為搜魔鋼彈擋住獵魔鋼彈所拋出的永恆之槍，而慘遭被捅至穿身而過，最後駕駛艙也一併被彈出來。
- 機體編號：EB-05s
- 所屬方：末日號角
- 駕駛員：麥吉利斯·法里德 → 石動·卡密查（藍色機），蓋里歐·鮑德溫 → 艾因·達爾頓（紫色機）
- 機體高度：18.1公尺
- 機體重量：32.5噸
- 武裝：

GR-W01 120mm步槍
格雷茲所裝備的集高彈性、高運用價值的實彈槍。
GR-H01 9.8m戰鬥斧
格雷茲所裝備的用於格鬥的實體裝備，没有用時可收納在左边裙甲上。
由於有奈米複合裝甲的保護，在與敵機對打時很有效。
GR-Hs01 16.5m長矛（騎槍）
由蓋里歐的燕式格雷茲所專署的實體槍。
用於抵抗敵機和敵艦的攻擊，和穿透奈米複合裝甲。同時還附有短槍管型的110毫米步槍進行遠程射擊。
GR-Es02 飛索鉤爪
安裝於左前臂上的爪狀武器，用於射擊並夾住敵機或敵艦的任何部位。
GR-Es01 推進器
和行星間航行用戰艦的主推進器採相同技術的高出力追加推進單元，无论在地上或宇宙都能夠飛行。
- 機械設定：海老川兼武

燕式特裝型（Schwalbe Custom）
于游戲中登場，為席克拉澤·麥雅從末日號角逃亡時所奪取的第三架燕式格雷茲，之後按照席克拉澤的要求被施加了獨自特裝化。
雖然駕駛艙方面完全採納燕式格雷茲的樣式，但和其不同的是，本機腰部後方追加了一個用於提升機動性的推進器，並消除了多餘的武裝，用在既能擅長一擊脫離的戰術，也能發揮近戰能力，是個對席克拉澤而言毫無浪費的設計。
作爲席克拉澤的座機，先後對戰過同為參加者的威斯塔利歐、蓮吉等人，直到席克拉澤取得了來自伊舒家族的「絕對力量」所在地的情報後，再加上先前就被歐姆登殖民地公司的改革派唆使，叛離所隸屬的勢力，投靠到隸屬於伊舒家族的奧基納之下。
- 機體編號：EB-05c
- 所屬方：歐姆登殖民地公司 → 伊舒家族（隸屬於末日號角）
- 駕駛員：席克拉澤·麥雅
- 機體高度：18.1公尺
- 機體重量：31.9噸
- 武裝：

130mm專用手槍×2
燕式特裝型所裝備的實彈槍，由末日號角開發部門研發出來，之後由駕駛員席克拉澤奪走，並在槍管下方追加用於近戰的刀刃。
護盾
燕式特裝型的防禦裝備，安裝於左腕上，小巧輕便而不限制於本機的動作。
- 機械設定：海老川兼武

格雷茲·艾因（Graze Ein）
一台被廢棄於「末日號角」的「阿頼耶識系統」地下實驗所的試作機體，連結施加阿頼耶識手術的艾因·達爾頓少尉專用的大型MS。不過願意接受阿賴耶識系統手術的正規駕駛員在末日號角中並不存在，這架機體終究只能是研究用MS。
有著比一般MS稍微巨大的身型，透過阿頼耶識能讓它發揮如人機一體化的敏捷又纖細的動作以及與機體尺寸不相稱的機動性，可輕易壓倒一般的MS駕駛員，和搭乘者一體化為前提的本機，其搭乘者必須要將MS本體認知成自己本身。為此不斷摸索能讓人腦容易認知的形狀，結果就是比起重視戰鬥兵器面的原型格雷茲，其腕部和腳部需要重新設計，變成現在的外型。
在地球軌道上的戰鬥中受到瀕死的重傷讓艾因的情況有了重大轉變。就算使用了最新的再生醫療還是無法復原受損的肉體，為了即便如此還是希望艾因能繼續戰鬥的蓋里歐·鮑德溫下定決心使用禁忌的阿賴耶識系統，讓本機跟艾因的身體合併，接受完阿賴耶識系統手術的艾因的上半身是與駕駛艙區塊連接在一起。嚴格來說艾因在機體之內已不算是一名「駕駛員」，形容為「依附於機體內的大腦中樞」還比較貼切。
透過阿賴耶識系統讓艾因的空間認知能力有了大幅度的擴張。還能將MS完全認知成自己的身體、讓他能夠隨心所欲的操作。之所以能不讓受損的肉體感到困惑、並保持安定的精神狀態、這都是格雷茲·艾因源自於所搭載的高感度阿賴耶識系統的恩惠。
但是，由於整體設計徹底否定末日號角宣傳的理念，再加上艾因因私怨違規而闖入艾德蒙頓市區與三日月·奧古斯的獵魔鋼彈交戰，因而被作為「壓垮末日號角形象的最後一根稻草」。最後被獵魔鋼彈一刀捅入駕駛艙，而停止活動，駕駛員艾因也當場犧牲。
- 機體編號：EB-AX2
- 所屬方：末日號角
- 駕駛員：艾因·達爾頓
- 機體高度：22.2公尺
- 機體重量：38.6噸
- 武裝：

專用大型戰鬥斧×2
為了配合本機的出力及長手臂外型而採用的比一般格雷茲所用的9.8m戰鬥斧更大的戰斧。
由於有奈米複合裝甲的保護，在與敵機對打時更有效，没有用時可收納背面的收納架上。
40mm肩部收納式機槍塔×2
隱藏在肩甲下部的一對機槍塔。使用時翻開肩甲下部，然後機槍塔向外翻出來。
擁有充滿彈性的可動範圍，就算是對後方的射擊也能夠辦到。
腕部打樁機×2
安裝在兩手的前臂單裝射出型打樁機，將短樁打進敵機，有著能輕易貫穿奈米複合裝甲的威力，使用後即時拆卸。
腳部鑽頭／鑽頭踢×2
為了準備能和MS一體化的格鬥戰鬥、腳部前端獳闔起來變成銳利的圓錐狀。
將四塊爪狀腳尖向內閤起來然後如鑽頭般旋轉，貫穿敵機的奈米複合裝甲。
手部鑽頭／螺旋拳×2
和腳部鑽頭一樣、腕部也有為了輔助格鬥戰鬥而採用的回轉機構使用時會將機械指鎖住。
- 機械設定：海老川兼武

交鋒式格雷茲（Hloekk Graze）
于第二季登場，自兩年前的艾布勞事件后，由末日號角製造，並下放給民間的廉價版模組，同時也是格雷茲的最新後繼機兼「Monkey Model」（輸出用劣化版）。
骨架部分經過簡略化，頭部大型化，簡易和低價格。因為比普通MS更小型，讓操縱性和修復性更加簡便，某種方面來說和格雷茲·艾因是處在兩個極端的機體。
目前由練度低的艾布勞防衛軍、阿法姆設備和贊恩家族所拥有，阿麗安蘿德艦隊也配備此紫色的機種，僅負責擔任補給「破滅魔劍」的後勤任務。
- 機體編號：AEB-06L
- 所屬方：艾布勞防衛軍、鐵華團地球支部（隸属於鉄華團）、阿麗安蘿德艦隊（隸属於末日號角）、阿法姆設備（隶属于萊德尼西亞殖民地）、贊恩家族（隸屬於SAU）
- 駕駛員：艾布勞防衛軍士兵、鐵華團地球支部成員、阿麗安蘿德艦隊士兵、阿法姆設備成员、贊恩家族部下
- 機體高度：13.8公尺
- 機體重量：25.2噸
- 武裝：

專用衝鋒槍
交鋒式格雷茲所裝備的實彈槍。
專用小型戰鬥斧
交鋒式格雷茲的近身戰裝備，比一般的戰鬥斧還要小型化。
四連裝導彈發射器×4
交鋒式格雷茲的輔助裝備，裝在頭部上。
- 名稱由來：

「Hloekk」一語的典故取自北歐神話中的其中一位女武神——「赫洛克」。
名字含義為「戰鬥」，和本機體的樣式和戰鬥風格足成正比。
- 機械設定：海老川兼武

### 蘭吉雷茲骨架
英語：Reginlaze Frame  日語：レギンレイズ・フレーム
為了做為末日號角現行主力機——「格雷茲」之後繼機而研究出的次世代型最新銳機，開發系譜延續自格雷茲，並採用了比格雷茲要更加特化對MS戰鬥的方案，頭部内部設有立體三眼型感應器，可進行比格雷茲更強的遠距離視察。
在此之前，為了把MS的存在本身當成抑止力發揮效用，末日號角所開發的機體都將重點擺在高整備性以及能容易使用的運用層面上。然而，兩年前發生的鐵華團侵攻艾德蒙頓事件，推動了更加重火力、重裝備、高出力的開發計畫，並正式採用蘭吉雷茲。
目前只生產十八架，其中兩台被分配至「阿麗安蘿德艦隊」底下，其中一台蘭吉雷茲有特殊处理，即目前在開發當中的大型機體——「蘭吉雷茲茱麗雅」。
蘭吉雷茲（Reginlaze）
末日號角現行主戰力——「格雷茲」的後繼機。在「阿麗安蘿德艦隊」中也只有部分被選上的駕駛員才能分配到初期配屬的少數機體。
初期生產的機體僅十八架，並配備在萊斯達爾･艾里昂所指揮的阿麗安蘿德艦隊底下，其中一架還根據駕駛員茱麗葉·朱里斯（緑與白色機）的意向施加了高機動、高出力化的改造；而另一架則根據伊歐古·庫贊（黑與黄色機）的意向施加了遠距離射程的強化。
以格雷茲骨架為基礎，並為了對應機體的重裝備化而重新修改骨架強度。身為最新銳機的特徵是構造單純化，和厄祭戰爭時代的MS相比，零件數量壓倒性的少，有著優良的補修和整備性。因鐵華團的艾德蒙頓事件，啟動重火力、重裝備、高出力的開發計畫，針對MS戰特化的新機。
和格雷茲一樣，有著能適應宇宙、地上、海中等各種運用環境的高泛用性。並開發多種能配合各式作戰用的換裝零件，讓武裝方面也能對應近距離、中距離、遠距離等各式各樣的局面；指揮官型機的頭部附有刀形天線，可在亞哈波的影響下仍能維持通訊。
被埋于火星地底下的MA——「哈斯蒙」蘇醒后，對外展開了猛烈攻擊，其中伊奧克的專用蘭吉雷兹不知死活地攻擊偷襲哈斯蒙兩次，而遭半毀，駕駛員伊奧克大難不死。麥吉利斯叛亂事件後也出現了配色為青藍色的「騎士式」機型。
- 機體編號：EB-08（通常型）、EB-08s（指揮官型）
- 所屬方：阿麗安蘿德艦隊（隸属於末日號角）
- 駕駛員：阿麗安蘿德艦隊士兵、茱麗葉·朱里斯（通常型）、伊奧克·庫贊（指揮官型）
- 機體高度：18.5公尺
- 機體重量：31.9噸
- 武裝：

多重武裝包
蘭吉雷茲的一體型步槍，是個能夠更換成槍管的劍型組件。
雙樁槍（單體）×2
茱麗葉偏好的蘭吉雷茲用試作武裝，柄的底部裝有錨。
GR-W11 130毫米步槍
茱麗葉專用蘭吉雷茲的射擊裝備。
口徑比格雷茲用的模組要更大，是更加意識到對MS戰鬥的蘭吉雷茲所配備之標準步槍。
GR-E11 臂鎧×2
蘭吉雷茲的追加裝甲，具備盾牌及拳套機能。
長距離磁軌砲
伊歐古專用蘭吉雷茲的射擊裝備，由末日號角的開發部門所試作出來。
GR-Hr01 騎士劍
原是騎士式格雷茲所裝備的大劍型近戰武裝，沒有用時可收納在左邊裙甲上。原來由伊歐古專用蘭吉雷茲使用，後來採用騎士式格雷茲配色的蘭吉雷茲亦使用它。
實戰方面自然不用說，由於是會在典禮等場合出席的機體，做為標準裝備的配劍也採用了較優雅的形狀。
- 機械設定：海老川兼武

蘭吉雷茲茱麗雅（Reginlaze Julia）
由「阿麗安蘿德艦隊」同行的末日號角新型MS研究開發團隊正在開發的高機動試驗機，是一架必須擁有相當高的熟練度才能操作的大型機體。
雖然本機是以經進入量產體制的蘭吉雷茲骨架及裝備為基礎，但本機的設計思想卻是完全相反的，為了做為實現高出力、高機動戰鬥的特殊機體而進行運用試驗。跟設計成不挑駕駛員的蘭吉雷茲相比，對於犧牲了操作便利性藉此追求更高性能的「茱麗雅」型號來說，搭乘者的技量會大幅左右其性能。
因反映了格雷茲·艾因的戰鬥資料而將重點放在單機運用上，包含機體的大型化在內，格雷茲·艾因的存在替研究開發團隊帶來重大的影響，有如生物般的外型也是從格雷茲·艾因的動作中導出最佳設計的結果。然而，和以大氣圈內的地上戰為主戰場的格雷茲·艾因相對，這架是以無重力空間運用為著眼點，機體設計思想有著非常大的差異。儘管如此，在大氣圈內的地上戰表現也不差。
名稱在內定茱麗葉·朱里斯為試驗駕駛員後由研究開發團隊的雅瑪津·多卡命名、並登錄為正式名稱。在阿麗安蘿德艦隊追殺塔賓斯之際，駕駛員茱麗葉駕駛此機上陣，雖然未能擊殺亞米達，但也為此初戰而立了個大功，直到在與麥吉利斯所組織的革命軍之間的戰鬥中，因及時阻攬西諾的射擊而直接惹惱了三日月，最後慘遭天狼王型獵魔擊毁，但茱麗葉卻大难不死。
已修復完畢的本機降落到火星後，再次與三日月的天狼王型獵魔交戰，但這一戰因「破滅魔劍」的亂射令天狼王型獵魔已經嚴重半損，再加上本機的強行攻入，最後象徵性地扯斷了天狼王型獵魔的頭，為本戰立下了個壯烈大功。
- 機體編號：EB-08jjc
- 所屬方：阿麗安蘿德艦隊（隸属於末日號角）
- 駕駛員：茱麗葉·朱里斯
- 機體高度：29.9公尺
- 機體重量：43.3噸
- 武裝：

茱麗雅劍×2
蘭吉雷茲茱麗雅的主武器，裝備於兩腕部。
除了擁有基本的劍模式外，還有將刀身以蛇腹狀分離後使用的鞭模式。
劍尖的前端鋒刃以及劍身的內部纜線使用了「稀少金屬」來打造，纜線部分還採用能透過電氣信號來控制軌道的樣式。
另外也能夠將劍身高速迴轉做為鑽子般功能使用。
火神砲×4
蘭吉雷茲茱麗雅的射擊裝備，裝在雙肩推進器內，每邊兩門。
專用大型劍
蘭吉雷茲的近身戰裝備，由茱麗雅劍的特殊金屬加工改造而成。劍尖的前端鋒刃使用了「稀少金屬」來打造。
為進行對鐵華團的制壓作戰而將右手換裝成普通的手。
專用大型護盾
蘭吉雷茲的防禦裝備，附帶機槍。
為進行對鐵華團的制壓作戰而裝在左腕上。
- 機械設定：海老川兼武

### 女武神骨架
英語：Valkyrie Frame  日語：ヴァルキュリア・フレーム
為了打破局面而於厄祭戰爭末期所開發的骨架，具有高度輕量化的銳利構造，其編號以「V0x」為主，其設計思想在厄祭戰爭時代開發的機體中也屬單純，能將能量流失抑止在最低限度。
從殘留下來的資料來研判，該骨架只生產了9架，是所有機動戰士中生產量最少的，而且幾乎沒有留下相關的實戰紀錄，戰後，其概念仍流傳至今日的末日號角系列骨架身上。
目前已知僅存的機體有來自歐雷魯斯部隊的「奥特琳德」、未知組織的「瓦爾特羅緹」、「齊格魯娜」和蒙特商會的「葛琳潔德」，其中偏向輕量級的葛琳潔德有經過特殊處理，利用原先的「荷姆薇潔」的裝甲改良、調整成偏向重量級的「轉生式荷姆薇潔」。
關於各機的名字與編號由來，可以推測是與尼伯龍根的指環里的九位女武神有關，可知製造者對女武神骨架的期待與敬畏，連任何的裝備也冠上了「女武神」之名。
奥特琳德（Ortlinde）
於外傳登場，於厄祭戰爭末期所開發的女武神骨架中的第3架機體，原本是作爲「破滅魔劍」運用樣式所打造出來的，現以一把雙刃為主要武裝。
本機以白色為主要配色，雖然造型因裝備而左右不對稱，但整體性能高超，頭部左侧上裝有一个用於遠距離鎖定敵機的尖角狀天線，左肩甲上画有一個黄色的十字標誌。
在厄祭戰爭末期曾和魅魔鋼彈一起並肩作戰，但可惜的是沒留下任何實戰紀錄。
為拯救落在長生幫手上的米娜·西爾霖，吉吉爾搭乘該機體並帶隊上陣，與艾路吉·米拉吉的重生型君魔交戰，結果背部的燃料槽被破壞，加之駕駛員為獲取内部情報而擧雙手投降，本機也被長生幫回收。
- 機體編號：V03-0907
- 所屬方：歐雷魯斯部隊（隸属於末日號角）
- 駕駛員：吉吉爾·吉晉
- 機體高度：18.8公尺
- 機體重量：29噸
- 武裝：

雙刀
奥特琳德的裝備，是一把握柄上下都有刀片的雙刀，主要用在近戰上，可拆卸成兩把刀。
原本是「破滅魔劍」的發射器，只是因為禁令而當成劍用。
捆束器
奧特琳德的防禦裝備，安裝在左肩上，內置用來探測亞哈波的雷達裝置。
據悉該裝備曾搭載於「破滅魔劍」的大炮上，但現已被拆除。
- 名稱由來：

「奥特琳德」一名的典故來自於「尼伯龍根的指環」之中，所屬順位第三的女武神奥特琳德。
其現身於世人面前時的形象為手持劍鋒的戰神。
- 機械設定：海老川兼武

瓦爾特羅緹（Waltraute）
於游戲中登場，於厄祭戰爭末期所開發的女武神骨架中的第4架機體，以兩把不同長度的武士刀為主武裝。
本機以暗礦藍色為主要配色，整體外觀酷似日本武將風格，尤其全身裝甲明顯堆疊過，以便減輕裝甲的重量。
基於本機的戰鬥特色，是被設定為擅長衝鋒陷陣於前線，以達到掩護己方戰力的目的，配合所穿戴的重裝甲，使本機皆保留了機動性和敏捷性。
- 機體編號：V04-0630[48]
- 所屬方：
- 駕駛員：
- 機體高度：18.5公尺
- 機體重量：31.9噸
- 武裝：

日本刀×2
瓦爾特羅緹的格鬥用裝備，是兩把由「稀少金屬」鍛造的日本刀。
兩把武士刀各有不同的長度，長的一把名叫「打刀（ウチカタナ）」，用於徒步戰鬥；短的一把名叫「脇差（ワキザシ）」，用於近身防衛。
- 名稱由來：

「瓦爾特羅緹」一名的典故來自於「尼伯龍根的指環」之中，所屬順位第四的女武神瓦爾特羅緹。
其現身於世人面前時的形象為無畏無懼而奮勇的戰神。
- 機械設定：海老川兼武

齊格魯娜（Sigrun）
於游戲中登場，於厄祭戰爭末期所開發的女武神骨架中的第7架機體，以一把刺劍和圓盾為主要武裝。
本機以紫羅蘭色為主色，頭頂雙天線向前延伸，而酷似動物的耳朵外形，腰部和背部都裝設了小巧到輸出力極高的推進器，再配合所持有的裝備，使之讓人聯想到中世紀的騎士形象。
- 機體編號：V07-0126[50]
- 所屬方：
- 駕駛員：
- 機體高度：18.4公尺
- 機體重量：29.5噸
- 武裝：

刺劍
齊格魯娜的格鬥用裝備，是一把由「稀少金屬」鍛造的刺劍型武器。
劍身可以像突鑽一樣進行高速旋轉，可對敵機的納米積層裝甲構成強烈穿透，在這厄祭戰中是少有專注於此技能的裝備。
圓盾
齊格魯娜的防禦用裝備，是一個左手握住的圓形護盾。
護盾四角能用四個內置鐵錨分離出去做遠距離投擲攻擊。
- 名稱由來：

「齊格魯娜」一名的典故來自於「尼伯龍根的指環」之中，所屬順位第七的女武神齊格魯娜。
其現身於世人面前時的形象為手持勝利之咒文的戰神。
- 機械設定：海老川兼武

葛琳潔德（Grimgerde）
於厄祭戰爭末期所開發的女武神骨架中的第8架機體，以兩腕護盾以內裝備的劍為主要武裝。
作為基礎的骨架採用自女武神骨架，其設計思想以比當代的MS更輕量和高機動化為重點，因此本機能在宇宙空間發揮高度的機動性和保持靈活的行動，即使在地上也能將重力的影響抑止在最低限度，使得本機得以實現輕快的步伐。與之相對的，想要施展沉重的一擊時對於重心控制就顯得非常重要，操縱失誤導致能量傳遞低弱的接近攻擊很容易被敵方MS的裝甲給彈開。
儘管從規格來看，女武神骨架有著能做為戰場主力的高數值，不過由於被鋼彈骨架的陰影式活躍所籠罩，而無法引起人們的注意，但到了戰後狀況有著巨大的轉變，MS開發現場對女武神骨架的性能做出評價，之後末日號角的MS開發均以女武神骨架為基礎設計。事實上，末日號角的現行主力MS——「格雷茲」正是承襲自葛琳潔德的基本構造來設計，成為了第一個延續到現代的MS開發系譜。
在鐵華團與塔賓斯降下地球之際，麥吉利斯駕駛著此機上陣，阻攬地球外缘軌道統合艦隊的去路，並幫鐵華團開出一條血路。直到在地球才與蓋里奥的騎兵型搜魔交戰，最後擊倒了此機，但未擊殺蓋里奥。兩年後，為對抗已甦醒的MA——「哈斯蒙」，而全面更換成厚重的裝甲，將本機改造為「轉生式荷姆薇潔」，並且交由「石動·卡密契」駕駛。
- 機體編號：V08-1228[51]
- 所屬方：蒙特商會
- 駕駛員：麥吉利斯·法里德
- 機體高度：18.5公尺
- 機體重量：29.2噸
- 武裝：

劍×2
葛琳潔德所裝備的劍型近戰武裝，使用「稀少金屬」打造並呈現出稀有黃金色澤，總計兩把。携劍時有能收納於專用盾牌的構造。
后被主魔所運用。
盾×2
葛琳潔德所裝備的防衛裝備，由一部份基本裝甲開發而成。
內部收納的劍能在收納狀態下迴轉，並於外侧展開，是個能在不用手持的情況下也能使用劍的構造。
110毫米步槍
葛琳潔德所裝備的射擊裝備。為配合女武神骨架機體，在計算過重量平衡後所設計而成。
由於採用了彈鼓，讓裝填彈數有所增加。
- 名稱由來：

「葛琳潔德」一名的典故來自於「尼伯龍根的指環」之中，所屬順位第八的女武神葛琳潔德。
其現身於世人面前時的形象為以甲胄来護身的戰神。
- 機械設定：海老川兼武

轉生式荷姆薇潔（Helmwige Reincar）
於厄祭戰爭末期所開發的女武神骨架中的第6架機體，不過其真實身分是為了偽裝成「荷姆薇潔」、將同型骨架姊妹機——「葛琳潔德」更換了裝備及裝甲而成的機體。
雖然骨架的基本構造是同型的，但為了應付對MA戰，以及確保機動力用的反應爐出力，而重現了荷姆薇潔原先特徵的重裝甲及重裝備，在換裝後以骨架出力為重點進行了再構築。將重視輕量及機動力的葛琳潔德「重生／轉生」成了另一種極端的姿態。
轉生式荷姆薇潔那接近骨架驅動極限重量的裝備是為了用自身的軀體去抑止MA的機動性，封住MA機動性後再以極近距離的格鬥戰為主體。手指部分使用和過去的格雷茲·艾因相同的款式，以輕鬆地扛起一把比一般機體高兩倍的「女武神破壞劍」。
機體的所有權屬於麥吉利斯·法里德另一身分的「蒙塔克商會」、為了當做「克里斯防衛戰」的必要戰力而讓部下——石動·卡密契搭乘。完工後的此機在火星上與麥吉利斯的專用騎士式格雷茲一同對抗MA——「哈斯蒙」，在直到以麥吉利斯為首的革命軍崛起，在與阿麗安蘿德艦隊交戰中，為保護麥吉利斯而被蓋里奥的殘命搜魔的強烈攻擊後大破，而駕駛員石動則戰死。
- 機體編號：V08Re-0526
- 所屬方：蒙塔克商會 → 末日號角革命軍（隸属於麥吉利斯之下）
- 駕駛員：石動·卡密契
- 機體高度：21.1公尺
- 機體重量：43.9噸
- 武裝：

破壞劍
原本轉生式荷姆薇潔為了實現一擊破壞MA而設計的大型武裝，後由蒙塔克商會利用當年的設計資料復原而成。
握柄的部分有滑動式的可伸縮機構。也能夠分離成短棒使用。
該裝備一度被天狼型獵魔鋼彈借用，為一次過擊倒MA——哈斯蒙。
電極角×2（劇中無使用）
轉生式荷姆薇潔的特殊裝備，是一對聳立於頭部的兩支角。
能夠在對敵機進行突刺後把機體內部構造燒毀。
- 名稱由來：

「荷姆薇潔」一名的典故來自於「尼伯龍根的指環」之中，所屬順位第六的女武神荷姆薇潔。
其現身於世人面前時的形象為戴戰盔後臨戰的戰神。
「轉生／Reincar」一詞為「Reincarnation」的縮寫，意思是指一個有情之生命體死亡後，其意識、性格、特點或靈魂在另一個肉體裡重生。
此信仰在佛教、印度教、錫克教、耆那教、一些非洲宗教以及很多不同的宗教和希臘哲學里是一种不可或缺的主要和部分信條。
- 機械設定：海老川兼武

## 迪瓦茲系列
活跃於木星圈的迪瓦茲所開發的以胴體構造來辨别的統一型MS骨架，其編號以STH為主（除了崔亞納），動力方面為舊型亞哈反應爐，儘管如此，性能上也极為良好，因此在迪瓦茲的改良下，成了迪瓦茲戰力的一份子。
目前一共有兩款此系列的MS骨架，即「迪瓦茲骨架」和「伊歐骨架」。
關於各機的名字與編號由來，可以推測是與《古今注》裏的九把刀劍的名字有關，可知製造者對其武器名字的期待與敬畏。

### 迪瓦茲骨架
英語：Teiwaz Frame  日語：テイワズ・フレーム
原本是在厄祭戰爭末期所計畫開發的高出力用機，但隨戰爭告一段落，而只留下設計圖，直到今日，入手設計圖的迪瓦茲技術員們花費了長久的時間才將骨架製造出來。
動力方面是採用舊時代的亞哈反應爐，本機雖然不能完全算是迪瓦茲所製造的機體，但卻是近年來除了末日號角以外首次能成功開發出框架的貴重機體，而現在不只是為了大量生產的生產線還沒完備，就連框架的開發也開始陷入了瓶頸。
目前採用這種骨架的機種只有44架「百鍊」、數量不明的「百里」、兩台「辟邪」和拉科烏海賊團的「白虹」，其中數台百鍊和数台百里有特殊處理：本篇第一季時，兩台百鍊為了向鐵華團助陣，而被改修、僞裝成「漏影」；一台則被售給長生幫，被改修成「崔亞納」；一台利用虛擬系統改修成「雅朵拉☆百華」；数台百里也被售給長生幫，被改修成「卡利斯托」（一台）和「強襲特化型百里」（數台）。
百鍊（Hyakuren）
「迪瓦茲」所屬的泛用主力機，常會與百里一同行動。一般為藍色配色。目前只生产了44架，基本上主要是能在小行星與碎石帶中使用的重裝甲為基本裝備。
雖然機體重量因此而向上提高了，但對於撞擊耐性的部分卻非常的高。在MS戰上，能夠發揮其特性的接近戰鬥可以說特別的有優勢，和機動性高的「百里」混編的話，可以輕易的將對手逼入絕境。
武裝方面也是設計的能讓遠近平衡，是讓大家都知道本機是不受環境所左右的優良泛用機。另外，本機也是為了讓人知道是在圈外圈（地球圈外）的迪瓦茲象徵用機體，外型上面也令人有相當的壓迫感。
以能在全區域環境下的設計思想為基準，是能夠在碎石帶這種嚴苛的環境下也能發揮的優秀機體。而且，所屬於迪瓦茲的機體內的情報都互相共有，可以做到隨時能對系統進行升級。
- 機體編號：STH-05
- 所屬方：塔賓斯（隸屬於迪瓦茲）、JPT信託會
- 駕駛員：迪瓦茲士兵、亞芝·古魯明、JPT信託會會員
- 機體高度：18.2公尺
- 機體重量：35.5噸
- 武裝：

JEE-202 短刀
百鍊所裝備的近距離格鬥戰用的實體刀，該實體刀能收納在已裝在後裙甲的護套，而護套則能套在百里的背包上。
JEE-201 線膛砲
百鍊所裝備的輕量級步槍，由歐氏電子企業製造。
本體後方有著滑膛式彈艙機構。
JEE-203 拳套×2
百鍊所裝備的防衛，安裝於側裙甲的底部。
在與敵機對打時，可用手將其舉起；在和敵機一同接觸時，該拳套可以提供電力。
JEE-102 轉輪式榴彈槍
百鍊所裝備的可選武器，可以透過輪轉射出砲彈。
能與百里、漏影互相使用。
JEE-103 四連發火箭發射器
百鍊所裝備的一種輕量級可選武器，可以根據不同的情況搭載各種彈頭，如：煙霧彈、凝固汽油彈、砲彈等。
能與百里互相使用。
- 名稱由來：

「百鍊」一名的典故取自《古今注》裏孫吳大帝孫權的第一把寶刀。
- 機械設定：篠原保

百鍊（亞米達機）（Hyakuren Amida Custom）
與一般型的「百煉」同規格的機體略有不同，在這44架百鍊當中，初期製造的9架被稱為「單數（Single Number）」。由「迪瓦茲」代表——麥克馬多·柏利史東贈送給9個直屬的旗下組織。
來自「他賓氏」的名瀨·他賓将其中一台送給其妻子——亞米達·艾卡，作為結婚聘禮，配色方面也因個人嗜好改為了桃紅色。
對於以圈外圈為主要活動地區的他們而言，無法避免在碎石帶等地區運用，武裝的部分除了直接沿用百煉的裝備，也配備了專屬步槍。儘管讓機體重量增加，卻也提高了對衝突能量的耐性。在重力下能換裝成裝甲輕量化的陸戰裝備。
第40集在與茱麗葉·朱里斯的雷金尼捷·茱莉亞一戰中，完全技壓茱麗葉，因伊歐古率領的艦隊不接受投降而對旗艦進行特攻，雖遭到裝備「破滅魔劍」的MS部隊攻擊，亞米達臨終前仍成功狙擊了旗艦艦橋。
- 機體編號：STH-05/AC
- 所屬方：塔賓斯（隸屬於迪瓦茲）
- 駕駛員：亞米達·艾卡
- 機體高度：18.2公尺
- 機體重量：35.5噸
- 武裝：

JEE-202 短刀
百鍊所裝備的近距離格鬥戰用的實體刀，該實體刀能收納在已裝在後裙甲的護套，而護套則能套在百鍊的背包上。
JEE-201 線膛砲
百鍊所裝備的輕量級步槍，由歐氏電子企業製造。
本體後方有著滑膛式彈艙機構。
JEE-203 拳套×2
百鍊所裝備的防衛，安裝於側裙甲的底部。
在與敵機對打時，可用手將其舉起；在和敵機一同接觸時，該拳套可以提供電力。
JEE-102 轉輪式榴彈槍
百鍊所裝備的可選武器，可以透過輪轉，射出砲彈。
能與百里、漏影互相使用。
JEE-103 四連發火箭發射器
百鍊所裝備的一種輕量級可選武器，可以根據不同的情況搭載各種彈頭，如：煙霧彈、凝固汽油彈、砲彈等。
能與百里互相使用。
JEE-205 130mm突擊步槍
由亞米達專用百鍊所專署的新型步槍，用於對敵機展開突擊。
對加農砲步槍的集彈性能、單發威力、有效射程距離重新檢討後专门開發的百鍊基本裝備，砲弹口徑大幅提升。
- 機械設定：篠原保

漏影（Rouei）
當鐵華團首度降下至地球時，名瀨·塔濱為了在不透漏出「迪瓦茲」及「塔賓斯」之名的情況下，命令技術人員將其中兩架「百鍊」的裝甲全部換裝的新機體，並派遣拉芙達·法蘭克蘭和亞芝·古魯明支援他們，率先投入實戰。
其骨架構造和百鍊相同，換言之，只要更換外裝就能在擁有優秀耐久性，擅長持久戰的百鍊、以及擁有優秀機動性，擅長重力下戰鬥的漏影兩種用途間使用。因為背部的開閉可動式大型推進器，讓本機在重力下也能維持高度的機動性。又因腳部的推進器實現了優秀的姿勢控制，在宇宙空間進行高機動戰鬥時也能有優秀的迴旋性能。
第19集與鐵華團一同前往地球後，第21集在千禧島開始協助鐵華團擊退末日號角機動戰士部隊，最後於第24集全被艾因·達爾頓的格雷茲·艾因擊毀，而拉芙達和亞芝則倖存了下來。之後歲星技術團以這些資料為基礎、讓成功達到比百鍊更加輕裝甲化的漏影以重視機動性的機體身分、在之後正式決定採用。現在正在量產化的過程中。
- 機體編號：STH-05R
- 所屬方：塔賓斯（隸屬於迪瓦茲）
- 駕駛員：拉芙達·法蘭克蘭、亞芝·古魯明、塔賓斯女駕駛員
- 機體高度：19.1公尺
- 機體重量：37.9噸
- 武裝：

JEE-102 轉輪式榴彈槍
百鍊所裝備的可選武器，可以透過輪轉，射出砲彈。
能與百里、百鍊互相使用。
80mm手槍
漏影的射擊裝備，在小口徑的同時維持高威力。
因為是單手用樣式的關係、讓另一隻手能同時使用接近武裝。
重型棍棒
為漏影用而開發的棒打用裝備，其運用原理跟棍棒一樣，可發揮高度的破壞性能。
沒有用時，可掛載在背面上。
- 名稱由來：

「漏影」一名的典故取自《古今注》裏孫吳大帝孫權的第三把寶刀。
- 機械設定：篠原保

崔亞納（Triaina）
為了暗殺泰迪老爹而在「艾伯蘭奇」出現的機動戰士，是以「迪瓦茲」的機動戰士——「百練」做為基礎改裝而成的特裝機。
考量到要在重力下取得速度優勢，裝甲經過了輕量化。
與「百里」一様，在抗MS的戰鬥中，針對暗殺重要人士而特化了一擊脫離，其傳感器為對應本身的用途而進一步強化，於解析對方的情報時會將攝影機展開。
於外傳第一集被奉命去行刺泰迪老爹，還與艾路吉·米拉吉的君魔鋼彈交戰，最后被君魔鋼彈撃破。
- 機體編號：MPM02/AC
- 所屬方：長生幫
- 駕駛員：長生幫其一成員（隸屬於羅瑟瑞之下，后任務失敗自盡）
- 機體高度：18.5公尺
- 機體重量：32.8噸
- 武裝：

JEE-205 130mm突擊步槍
原是亞米達專用百鍊所專署的新型步槍，用於對敵機展開突擊。
對加農砲步槍的集彈性能、單發威力、有效射程距離重新檢討後专门開發的百鍊基本裝備，砲弹口徑大幅提升。
特裝型馬尼亞戈刀×2
崔亞納的近距離格鬥戰用的實體刀，以壓倒性的戰鬥力在得手後可馬上逃逸。
該實體刀不僅180°折疊，還能收納在雙肩甲內。
- 機械設定：篠原保

雅朵拉☆百華（Atra☆Hyakka）
於手游中登場，為在鐵華團與迪瓦茲塔賓斯正式合作，往地球圈前行途中，雅朵拉·米克斯塔透過機動戰士的模擬系統，將其中一架百鍊客製化而成的機體。
機體風格走的是可愛路綫，連配色也大膽變更成其類型，頭上的蝴蝶結形狀感應器和背部的玩具熊形狀推進器是本機的魅力所在，就連背上的一對小天使羽翼也爲本機的點綴增添不少喜感。
- 機體編號：-
- 所屬方：-
- 駕駛員：雅朵拉·米克斯塔
- 機體高度：19.8公尺
- 機體重量：39.9噸
- 武裝：

大西洋☆手杖
雅朵拉☆百華的專屬裝備，是一把酷似魔法棒的手杖。
配色雖然可愛，但汎用性廣，適用於不同戰況之中。
- 機械設定：篠原保

百里（Hyakuri）
迪瓦茲所屬的以哨戒活動為主的高機動型機動戰士。对以圈外圈為活動場所的迪瓦茲來說，為了使亞哈波能在不安定的宙域以及不利於光學探測的小行星與碎石帶间能做為航路使用，有著優秀索敵能力和能長距離單獨飛行的MS是非常必要的。
虽然能逃過對空砲火的機動性對敵艦來說是一大威脅，不过因充滿特色且擁有高機動力并还能做為武裝掛架的背包構造的關係会導致機體的重量平衡很差。
基本上在偵查時是單獨運用，不過迪瓦茲的旗下組織塔宾斯卻時常以百鍊兩架、百里一架的編成配置。運用幅度很廣，從突入敵陣到後方支援的角色都能勝任。其一擊脫離的戰法是將雙手囊在推進裝置，然後腿部挺直，即可進行飛行形態。
除了標準裝備型之外，還確認有以偵查和索敵目的特化的情報支援型和在背包搭載重裝備的火力支援型。前者經常出現於行星間航行組織之中，後者則是做為據點防衛用配屬。此外，背包還能囤積武器彈藥，讓本機也能擔任前線的補給支援角色。
- 機體編號：STH-14s
- 所屬方：塔賓斯（隸屬於迪瓦茲）、JPT信託會
- 駕駛員：迪瓦茲士兵、拉芙達·法蘭克蘭、JPT信託會會員
- 機體高度：18.5公尺
- 機體重量：33.4噸
- 武裝：

JEE-101 110mm步槍×2
百里所裝備的兩把可折疊型步槍作為其標準範圍武器，由迪瓦茲的分支機構——歐氏電子企業（Euro Electronics）製造。
在飛行形態下，可以折疊再安裝在背包上。
護盾×2
百里所裝備的防衛裝備。飛行形態下，兩個護盾連同兩臂囊在背包底部；MS形態下，可拆開再裝在前臂上。
除了作為護盾，也可以在納米複合裝甲的保護下，當作拳套來展開格鬥戰。
JEE-102 轉輪式榴彈槍
百里所裝備的可選武器，可以透過輪轉，射出砲彈。同時也可以裝在背包上。
JEE-103 四連發火箭發射器
百里所裝備的一種輕量級可選武器，可以根據不同的情況搭載各種彈頭，如：煙霧彈、凝固汽油彈、砲彈等。
能與百鍊互相使用。
- 名稱由來：

「百里」一名的典故取自《古今注》裏孫吳大帝孫權的第六把寶劍。
- 機械設定：篠原保

卡利斯托（Kallisto）
于外傳登場，「長生幫」幹部——哲安馬高·沙雷諾把用獨自的管道入手後的迪瓦茲的機動戰士——「百里」進行客製化後的機體。
特徵為裝備於兩腕上就算用現代技術也難以重現的組件，為了配合使用這裝備而調整成能進行高速且柔軟的戰鬥方式，將那壓倒性的強度做為格鬥武器使用。
頭部裝備有和百里同系的感應器，不過裝甲形狀經過大幅度的變更。肩部和背部中央裝備有大型推進器，使它擁有極端高的機動性。
於外傳第三集在「艾伯蘭奇殖民星群」之一的「昂達3號」一帶襲擊艾路吉·米拉吉等人，最後在於君魔鋼彈交戰中，雙腕上的裝備被奪走，而本機則沒有被擊破。
- 機體編號：STH-14/T2C
- 所屬方：長生幫
- 駕駛員：
- 機體高度：18.6公尺
- 機體重量：31.4噸
- 武裝：

JEE-103 四連發火箭發射器
百鍊所裝備的一種輕量級可選武器，可以根據不同的情況搭載各種彈頭，如：煙霧彈、凝固汽油彈、砲彈等。
能與百里互相使用。
可變形刀盾×2
原是君魔鋼彈原貌的刀片外加護盾的裝備，在君魔鋼彈原有的裝甲被移除之後，流落到卡利斯托身上，成為本機裝在雙腕上的半防禦半近身戰裝備。
除了用於防禦，裡面的刀片可以展示出來，用作刀型裝備來與敵機對打。
於外傳第三集被君魔鋼彈奪回。
- 機械設定：篠原保

強襲特化型百里（Hyakuri Assault Specialized）
繼「崔亞納」、「哈克利·羅迪」、「卡利斯托」、「拉普瑞斯」、「里格爾·莉莉」和「阿德勒」之後的第七台被長生幫客製化後的機體，以被迪瓦茲售出去的「百里」為藍本改修而成。
被奉命到「多特殖民星」外，襲擊正要前往會議室的艾路吉等人。
- 機體編號：STH-14s/as
- 所屬方：長生幫
- 駕駛員：
- 機體高度：18.5公尺
- 機體重量：36噸
- 武裝：

飛索鉤爪×2
強襲特化型百里的捕捉裝備，是一种裝在雙腕的多關節爪臂。
該武裝運用方式變化多端，可發揮強大的攻擊力。
210mm對物步槍×2
強襲特化型百里的射程裝備，裝在背包上。
辟邪（Hekija）
于第二季登場，為「迪瓦茲」根據「百里」和「百鍊」的開發資料所開發出的量產新型高性能機動戰士。
和已經進入量產體制的「獅電」不同，分在高性能新型量產機位置的「辟邪」需要花更多的時間開發、目前正處在用測試機收集資料的階段。也因此，雖然目前的機體數量很有限，但開發本身很順利、能實現兼具百里的高機動性和百鍊的高出力概念，細心調整操作性並提升操縱性能的原因是因為使用「人類之屑」的情形逐漸變多，為了對抗「阿賴耶識系統」而產生的影響。
其骨架和獅電一樣，除了做為動力的「亞哈反應爐」之外，從構成金屬的鍊成到設計、組裝都是純正的迪瓦茲製品。不過在它身上還是能見到來自百里和百鍊系譜的深刻影響，因此未被歸類在伊歐骨架中。
肩部和背面裝備有展開式推進器，能夠自在操縱推進方向，並且在進行高機動的同時維持高迴旋性能。於宇宙空間中，能在瞬間縮短和目標物的距離施行一擊脫離的戰法，也能在緊緊纏著敵機的同時施行超接近戰，讓它能柔軟的選擇各種戰鬥風格。
本機于第40話首次出場，但拉芙達·法蘭克蘭、亞芝·古魯明兩人在第41話時離開鐵華團，而兩部辟邪則遺留在鐵華團之手，在42話對付「JPT信託會」時其中一部由哈舒·密迪駕駛。直到在第49集末日號角的包圍戰中因缺乏地上戰資料而在與一台「盾式格雷茲」相互直擊中被重創，而駕駛員哈舒則戰死。
- 機體編號：STH-20
- 所屬方：塔賓斯（隸属於迪瓦茲）→ 鐵華團
- 駕駛員：拉芙達·法蘭克蘭、亞芝·古魯明 → 哈舒·密迪
- 機體高度：18.3公尺
- 機體重量：32.9噸
- 武裝：

110mm刺刀步槍
迪瓦茲配合辟邪的開發而製造的新型步槍，移動時能掛載在背部。
有必要進行精密射擊時會展開位在辟邪腕部的刀刃來加強槍身的固定。
鳶嘴劍
辟邪的試驗運用中的镰刀型武裝，作為辟邪用裝備而研究出來。
為了實現能活用在機動性上的戰鬥風格而採用特殊的形狀。
雙腕迴轉刃
辟邪的收納型刀刃，裝在雙腕上，使用時能展開對敵人強襲。
在收納狀態下也能當成對斬擊用的盾牌發揮用途。
- 名稱由來：

「辟邪」一名的典故取自《古今注》裏孫吳大帝孫權的第三把寶劍。
- 機體設定：篠原保

白虹（Hakukou）
於手游登場，為迪瓦茲所研發的高泛用性和環境適應的性能的機動戰士，一般機的配色為淺棕色，除了作爲商船護衛機所用，同時也作為拉科烏海賊團的首領——「玉美·拉科烏」的專用座機而活躍著。
雙腳腳板能夠像爪子一樣展開，用來拘束敵機。
- 機體編號：STH-1507
- 所屬方：拉科烏海賊團
- 駕駛員：護衛兵（一般機）、玉美·拉科烏（指揮官機）
- 機體高度：
- 機體重量：
- 武裝：

鎚矛
白虹（指揮官機）的近戰用裝備，外形如巨鉗一樣，可對敵機裝甲構成一定的破壞。
步槍
白虹的射擊用裝備，槍身短小。
拳頭護套×2
白虹（指揮官機）的近戰用裝備，安裝在雙肩上，必要時可當作拳套來發揮拳擊能力。
- 名稱由來：

「白虹」一名的典故取自《古今注》裏孫吳大帝孫權的第一把寶劍。
- 機體設定：篠原保

### 伊俄骨架
英語：Io Frame  日語：イオ・フレーム
以木星的四顆「伽利略衛星」中最靠近木星的一顆太陽系第四大衛星——「伊俄」作為命名，是迪瓦茲將開發百里和百鍊所累積的技術投入到計畫中的正式量產化模組MS骨架。
雖然當成動力的亞哈反應爐是從碎石帶回收的厄祭戰爭時代再利用品，不過從骨架素材的練成到機體的設計、開發都是以現在的技術組合而成，是非常具有價值的機體。本骨架也因此成為了繼格雷茲骨架之後第二個延續到現代的MS開發系譜。
目前使用該骨架的只有以完成量產化的「獅電」，其中兩台獅電有特殊處理，為「阿頼耶識系統」樣式的「獅電改」和有著「王之椅子」之稱的「獅電（澳加機）」。
獅電（Shiden）
于第二季登場，以「迪瓦茲」的「百里」和「百鍊」為基礎製造的量產型泛用機動戰士。
無論機動性、戰鬥力、換裝性等裝備平衡都拿捏的非常良好，在迪瓦茲內因為其戰鬥力而受到賞識的鐵華團能夠以便宜的價格優先配備。此外，與鐵華團為兄弟組織的塔賓斯亦有配備。
另外，本機為了不讓鐵華團的新成員在身體上起了負擔，而沒有搭載阿頼耶識系統。比起單機更加考慮集團運用、也為了對應各式各樣環境而準備了各種裝備，開發到現在仍在進行是它最大的優點。
和其他以厄祭戰爭當時中斷的機體設計資料為基礎製作的迪瓦茲機體相比，從零開發的伊歐骨架有著不同的開發體系。不過從百里和百鍊所培養的技術是伊歐骨架設計思想的根幹，駕駛艙周圍也採用同樣的系統，對卓越的技術者來說仍像是姊妹機一樣。
頭部的主攝影機同時安裝了複數的高感度感應器，並用開閉的的裝甲面板來保護，而且還有追加用的其他面板，該裝甲面板採用了能配合運用環境，如變更攝影機視野以及個體識別用的設計。
- 機體編號：STH-16
- 所屬方：迪瓦茲、鐵華團、塔賓斯
- 駕駛員：丹特·摩古羅、萊特·馬斯、拉芙達·法蘭克蘭、亞芝·古魯明、戴瑪·亞特蘭大、哈舒·密迪、鐵華團少年兵、塔賓斯女駕駛員
- 機體高度：18.1公尺
- 機體重量：28.5噸
- 武裝：

闊頭槍
迪瓦茲的重工業部門為獅電開發的標準武裝。
柄能配合戰鬥環境伸縮，藉此變更攻擊距離。
臂鎧
獅電的防禦裝備，是一個裝在腕部的小型盾牌。
前端那像刺的部位能用來毆打對方，讓它也能當接近武裝發揮功用。
刃棒
獅電的單純提升破壞力的接近武裝。
步槍
為了當獅電的標準射擊武裝而準備的步槍。
能夠掛載在腰部上。
大型磁軌砲（劇中無使用）
獅電的射擊裝備，和過去獵魔的滑膛炮一樣，槍身部分採用滑動方式，能夠在使用時展開。
防暴盾
能夠包覆機體半面的大型盾牌。能夠在據點防衛及艦艇護衛任務中發揮能力。
- 名稱由來：

「獅電」一名的典故取自《古今注》裏孫吳大帝孫權的第二把寶劍——「紫電」。
- 機體設定：雖然編號名是以篠原保的名字縮寫「STH」為主，但設計者是形部一平。

獅電改（第三代流星號/雷電號）（Shiden Custom（Ryusei-Go III/Raiden-Go））
同樣于第二季登場，將獅電改裝成「阿賴耶識系統」樣式後的機體。在肩部增設了推進器以及裝備了短盾，是為了活用高機動力進行戰鬥的設計。
由「諾爾巴·西諾」擔任為駕駛員，如其名字一般繼承了「流星號」的刃狀天線、塗裝色調和施以眼睛塗裝，還移植了過去格雷兹改II（第二代流星號）的駕駛座，讓本機成為了唯一能使用阿頼耶識系統的獅電。
在西諾換搭時，轉由「萊德·馬斯」為新任駕駛員，奉命將MA「哈斯武」引到鐵華團所制造的陷阱里，結果機體呈半毁狀態，戰後被送到歲星號的技術團去整修，成了「獅電改（雷電號）」。配色方面改以土黄色為主，左肩上的藍色雷電標誌是萊德個人的要求，攝影機護罩也換成了特製樣式。
在「阿麗安蘿德艦隊」追殺塔賓斯和與阿麗安蘿德艦隊之間的對戰中，萊德駕駛著此機，和大夥前往戰線，並以其為座機活跃至今在末日號角對鐵華團的包圍戰上。在萊德與大夥逃離至克里斯之際，轉由萊德其中一個好友——「恩比」駕駛，最後估計已遭受到「破滅魔劍」直擊而當場大破，而駕駛員恩比早已跟隊逃離了。
- 機體編號：STH-16/tc
- 所屬方：鐵華團一號執行部隊 → 鐵華團二號執行部隊
- 駕駛員：諾爾巴·西諾（流星號） → 萊特·馬斯、恩比（雷電號）
- 機體高度：19.7公尺
- 機體重量：29.7噸（流星號） → 29.9噸（雷電號）
- 武裝：

闊頭槍
迪瓦茲的重工業部門為獅電開發的標準武裝。
柄能配合戰鬥環境伸縮，藉此變更攻擊距離。
臂鎧×1（流星號） → ×2（雷電號）
獅電的防禦裝備，是一個裝在腕部的小型盾牌。
前端那像刺的部位能用來毆打對方，讓它也能當接近武裝發揮功用。
步槍
為了當獅電的標準射擊武裝而準備的步槍。
能夠掛載在腰部上。
- 機體設定：雖然編號名是以篠原保的名字縮寫「STH」為主，但設計者是形部一平。

獅電（歐格機）（Shiden Orga Custom）
由其中一架獅電大幅改装成白色系特裝機，同時也更換了天線，故此象徵著「王的椅子」之機體，不過事實上是為了誤導鐵華團而用的，所謂「王的椅子」只是迪瓦茲的贈品而已。
原本作為澳加·伊茲卡的專用機，但在澳加被遇害後，才轉由尤真·賽文史塔克搭乘。只用了一次後，駕駛員尤真與全員通往地下隧道逃離至克里斯。事實上，這架獅電從被改裝到駕駛員尤金駕駛這段期間，由始至終都未裝上「阿賴耶識系統」，換言之，沒有阿頼耶識的它就只是一台再普通不過了的獅電。
- 機體編號：STH-16/tc2
- 所屬方：鐵華團
- 駕駛員：尤金·賽文史塔克
- 機體高度：18.2公尺
- 機體重量：28.8噸
- 武裝：

闊頭槍
迪瓦茲的重工業部門為獅電開發的標準武裝。
柄能配合戰鬥環境伸縮，藉此變更攻擊距離。
步槍
為了當獅電的標準射擊武裝而準備的步槍。
護盾
獅電（白色機）所裝備的防衛裝備。
- 機體設定：雖然編號名是以篠原保的名字縮寫「STH」為主，但設計者是形部一平。

## 羅迪骨架
英語：Rodi Frame  日語：ロディ・フレーム
於厄祭戰爭中期開始大量生產，用在曼·羅迪等機體身上的機動戰士骨架，其編號以UGY-R為主，既沒有特徵，也沒有特別缺點，而且能夠承受重裝甲裝備的運用，為泛用性受到高度評價的骨架。
目前已知僅存的有多特公司和蓮吉部隊的「旋風·羅迪」、柏瓦茲與JPT信託會的「曼·羅迪」、破曉地平線團的「加姆·羅迪」（約30台）和尋環（原屬金巴魯的海賊團）的「猴子·羅迪」，其中数台曼·羅迪有特殊處理，分别有被哈古利兄妹改修的「哈古利·羅迪」（兩台）、被長生幫改修的「拉伯瑞斯」（兩台）、被鐵華團改修的「蘭度曼·羅迪」（從柏瓦茲全部徵收的，數量不明）以及利用虛擬系統改修而來的「曼·羅迪（庫德莉雅特裝型第三版本）」；以及一架猴子·羅迪被拉科烏海賊團改修成「猴蟹·羅迪」。
希賓納·羅迪（Spinner Rodi）
於各式組織擔任一般用途使用的機動戰士，採用了羅迪骨架這種最為普遍的骨架，和其他機種相比骨架製造數、不論地球圈或圈外圈都能夠廣泛的被各種地區、團體或組織使用。
指揮官機頭部設有刀形天線，為了在亞哈波的影響下仍能維持指揮系統，有著相當於一般機兩倍的通訊距離。
多年前，阿蜜達·艾卡取得作為結婚聘禮的專用百鍊以前曾駕駛過該機種，專屬配色同樣是桃紅色。
第17話在納禾拿·明戈犧牲後，多特殖民地的所有勞工駕駛這款MS出擊，結果因為武器和推進器突然停止運作的關係，而幾乎全軍覆沒。而且從迅速被打爆的情景來看，本機採用的是較爲劣等的裝甲。
- 機體編號：UGY-R38
- 所屬方：多特公司、蓮吉部隊
- 駕駛員：多特殖民地勞工、蓮吉部隊隊員、阿蜜達·艾卡（桃紅色機）
- 機體高度：18.5公尺
- 機體重量：41.3噸
- 武裝：

步槍
希賓納·羅迪所裝備的一個射擊武器。
槍支下方附有手榴彈發射器。
噴射鎚
希賓納·羅迪所裝備的鎚型長條狀裝備。
鎚柄後方附有可展開的握把，可在與敵機對打時保持更強大的殺傷力。
4連装錨艙
希賓納·羅迪所裝備的投射裝備，裝在雙腳上。
- 機械設定：形部一平

曼·羅迪（Man Rodi）
于厄祭戰爭中期大量生產，「柏瓦茲」所屬的衝鋒型機動戰士，採用了已經翻修過的羅迪骨架，並以綠色為主色。
以重裝甲和高出力為概念、在承載重量的範圍內盡可能提升裝甲強度，喜好使用曼·羅迪的柏瓦茲擅長利用其機體特性，強行從正面突破目標商船的對空砲火，迅速入侵船艦後鎮壓艦橋並不斷重複這樣的海盜行為。但在重力下，曼·羅迪作為特徵的重裝甲反而會成為絆腳石，機體也理所當然的會因為重量而無法靈敏行動，導致發生獵物逃掉的情況。
因此對曼·羅迪的背部及下半身進行修改，透過強力的推進器來彌補機體重量。因為機體重量導致推進劑的消耗很激烈不利於長期戰，在宇宙空間的機動性非常充裕，從近距離到中距離的武裝也很充實。
做為圈外圈的柏瓦茲主力MS活躍很長一段時間，在柏瓦茲被打垮之後，被雪之丞說是「厚到不正常的機體」，最後被賣出去。但迪瓦兹的「JPT信託會」也配給了此機種，配色方面以紫色為主。
- 機體編號：UGY-R41
- 所屬方：柏瓦茲、JPT信託會
- 駕駛員：柏瓦茲少年兵、JPT信託會會員
- 機體高度：17.1公尺
- 機體重量：40.6噸
- 武裝：

砍槌
曼·羅迪所裝備的近距離用裝備，除了用作斧頭外，其斧片後方有個貌似鎚柱的突出物體，可用作鎚頭。
該裝備能安裝於后腰甲上。
90mm機關槍
曼·羅迪所裝備的一個射擊武器，該裝備早已廣為流傳，由於價格便宜、很輕又容易處理，也是海盜組織的最佳武器。
該武器也能安裝於后腰甲上。
手榴彈×2
曼·羅迪的額外裝備，每兩顆各儲存在後裙甲，總計4個。
能從存放处取出直接當作太空地雷，以作擾亂敵機或敵艦的視線。
飛索×2
曼·羅迪的擒拿裝備，每一個手腕附有一個，總計兩個。
- 機械設定：形部一平

哈古利·羅迪（Hakuri Rodi）
于外傳登場，以柏瓦茲的主力MS——「曼·羅迪」為藍本改修而成的僱傭兵專用機動戰士。
兩台曼·羅迪在「殘骸區域」被哈古利兄妹挖掘出來，被發現時頭部和駕駛艙嚴重毀損，因此對其進行簡單的改修，並移除了阿賴耶識系統。
經過一番改修后，本機裝甲配色為灰色，上半身採用旋風·羅迪的手腕和肩膀裝甲（一台左邊裝甲呈藍色，另一台則呈黃色），下半身採用曼·羅迪的腿部裝甲，一台頭部後方追加了藍色的角，另一台的頭部前方追加了黃色的角，以示區別。
由哈古利兄妹——長子森保·哈古利（藍色角）和幼女尤漢娜·哈古利（黃色角）駕駛。
- 機體編號：UGY-R41/H
- 所屬方：長生幫
- 駕駛員：森保·哈古利、尤漢娜·哈古利
- 機體高度：17.3公尺（尤漢娜·哈古利）、17.6公尺（森保·哈古利）
- 機體重量：38.6噸
- 武裝：

戰斧
尤漢娜專用哈古利·羅迪的一把大型斧頭，以前端部裝有射出機構的鎚子為特徵。
鎚子有鎖鏈來做連接，可以發揮流星鎚的用途，是有效距離相當長的近戰武裝。
柴刀
森保專用哈古利·羅迪的小型鎚型武裝，在幾乎能碰觸到機體的近距離下發揮威力。
鋒側有噴嘴構造，配合噴射的衝擊有著高度的破壞力。
90mm機關槍
曼·羅迪所裝備的一個射擊武器，該裝備早已廣為流傳，由於價格便宜、很輕又容易處理，也是海盜組織的最佳武器。
該武器也能安裝於后腰甲上。
手榴彈
曼·羅迪的額外裝備，儲存在後裙甲。
能從存放处取出直接當作太空地雷，以作擾亂敵機或敵艦的視線。
- 機械設定：形部一平

拉伯瑞斯（Labrys）
同樣于外傳登場，和「崔亞納」一様，是以柏瓦茲的MS——「曼·羅迪」作為基礎改裝而成的護航型機動戰士，由長生幫客製化後而成。
為了護衛重要人士而施加厚重裝甲，以及為了相互通信而將強化過的感應器內藏於頭部中。腳部推進器被切除了一小部分，更將頭部裝甲增大。
已配備了數台此機種的長生幫除了抑制「末日號角」的機動戰士部隊外，還擔當護送貴賓到達指定地點的大任，另外，失去君魔鋼彈的「艾路吉·米拉吉」也暫時搭乘該機體，以長生幫MS駕駛員的身份活躍著。
- 機體編號：UGY-R41/T2C
- 所屬方：長生幫
- 駕駛員：長生幫成員、艾路吉·米拉吉
- 機體高度：19.5公尺
- 機體重量：40.2噸
- 武裝：

砍槌
曼·羅迪所裝備的近距離用裝備，除了用作斧頭外，其斧片後方有個貌似鎚柱的突出物體，可用作鎚頭。
該裝備能安裝於后腰甲上。
90mm機關槍
曼·羅迪所裝備的一個射擊武器，該裝備早已廣為流傳，由於價格便宜、很輕又容易處理，也是海盜組織的最佳武器。
該武器也能安裝於后腰甲上。
手榴彈
曼·羅迪的額外裝備，儲存在後裙甲。
能從存放处取出直接當作太空地雷，以作擾亂敵機或敵艦的視線。
- 機械設定：形部一平

蘭度曼·羅迪（Landman Rodi）
于第二季登場，將擄獲來的宇宙海盜——「柏瓦茲」所使用之曼·羅迪改裝成「陸上戰樣式」，之後配備於鐵華團地球支部。
因為搭載了「阿頼耶識系統」，再加上腳部翻修時採用地球同宇宙兼用可能的高級零件，使得本機在地球重力環境下也能發揮出十足的機動性。
在地球支部被撤回後，剩餘三台已被收回至本部，作為訓練用機體，其中在「克里斯防衛戰」中，作為駕駛員的查德·查丹更是賭命地將MA——「哈斯蒙」引到鐵華團所設下的陷阱里，之後本機種仍活躍於末日號角革命軍與亞麗安蘿德艦隊之間的戰鬥中，但迪魯瑪所駕駛的其中一架機體遭受大破，駕駛員迪魯瑪負傷但尚存，一直到在火星上的末日號角對鐵華團的包圍戰中，隨著鐵華團大本營遭破滅魔劍重創，本機種已遭受全毀。
- 機體編號：UGY-R41
- 所屬方：鐵華團地球支部 → 鐵華團火星本部
- 駕駛員：鐵華團少年兵 → 迪魯馬·亞特蘭大、丹特·摩古羅、查德·查丹
- 機體高度：17公尺
- 機體重量：40.2噸
- 武裝：

砍鎚
蘭度曼·羅迪所裝備的近距離用裝備，除了用作斧頭外，其斧片後方有個貌似鎚柱的突出物體，可用作鎚頭。
在克里斯防衛戰中證實為推進器，將砍槌擲出後能進行短程飛行。
該裝備能安裝於后腰甲上。
90mm機關槍
蘭度曼·羅迪所裝備的一個射擊武器，該裝備早已廣為流傳，由於價格便宜、很輕又容易處理，也是海盜組織的最佳武器。
該武器也能安裝於后腰甲上。
手榴彈
蘭度曼·羅迪的額外裝備，儲存在後裙甲。
能從存放处取出直接當作榴彈，以作擾亂敵機或敵艦的視線使用。
- 機械設定：形部一平

曼·羅迪（庫德莉雅特裝型第三版本）（Man Rodi (Kudelia Special Ver.3)）
於手遊登場，在鐵華團與迪瓦茲塔賓斯正式合作，往地球圈前行途中，庫德莉雅·藍那·伯恩斯坦透過機動戰士的模擬系統，將其中一架曼·羅迪客製化而成的機體。
根據系統設定，本機為了應對不同戰況而追加許多武裝，以致形成超重的樣式，儘管如此，庫德莉雅仍舊一享駕駛機體之樂。
- 機體編號：-
- 所屬方：-
- 駕駛員：庫德莉雅·藍那·伯恩斯坦
- 機體高度：18.9公尺
- 機體重量：44.9噸
- 武裝：

錘矛
騎槍
護盾×2
機槍×2
- 機械設定：形部一平

加姆·羅迪（Garm Rodi）
于第二季登場，宇宙海盜「破曉地平線團」所屬的重裝甲型機動戰士，采用最爲普遍的羅迪骨架，以淺棕色為主色。
骨架特有高泛用性所致，兼具機動性與防禦性兩樣性能，因此在宇宙空間或重力環境下都能運用自如。
其中一台指揮官型的灰色機體，頭部增設了個像刀形狀的天線，為了在亞哈波的影響下仍能維持指揮系統，有著相當於一般機兩倍的通訊距離。
- 機體編號：UGY-R45
- 所屬方：破曉地平線團、金巴魯的海賊團
- 駕駛員：破曉地平線團團員、金巴魯的手下
- 機體高度：18.6公尺
- 機體重量：38.2噸
- 武裝：

步槍
加姆·羅迪所裝備的一個射擊裝備。
300mm長型步槍
在海盜等之間流通的中長距離用射撃裝備，同樣由「赫菲斯托斯」所設计出来。
噴射鎚
希賓納·羅迪所裝備的鎚型長條狀裝備。
鎚柄後方附有可展開握把，可在與敵機對打時保持更強大的殺傷力。
破壞劍
在海盜等之間流通的大型接近戰鬥用武裝，是一把大型實體刀。
刀柄後方附有握把，可在與敵機對打時保持更強大的殺傷力。
護盾
加姆·羅迪所裝備的防衛裝備，安裝在左肩上。
指揮官型機种則配備多一個在右肩上。
- 機械設定：形部一平

猴子·羅迪（Monkey Rodi）
於手遊登場，為金巴魯的海賊團所屬的衝鋒型機動戰士，采用最爲普遍的羅迪骨架，所屬型號相對地廉價，以白色和灰色為主色。
雖然機體的部分骨架直接曝露在外，但由於採用了阿賴耶識系統的緣故，因此有著連外表都看不出的高機動性，然而機體內部增設的阿賴耶識系統卻可被遠程強制停止運作，並切換成機體性能低下的一般操縱系統，以防止駕駛員叛變。
指揮官機除了雙肩肩甲被塗成橙色，頭部亦設有刀形天線，為了在亞哈波的影響下仍能維持指揮系統，有著相當於一般機兩倍的通訊距離。
- 機體編號：UGY-R266（一般機）、UGY-R266C（指揮官機）
- 所屬方：金巴魯的海賊團（後歸屬尋環）
- 駕駛員：368、229（一般機）、598（指揮官機）
- 機體高度：17.0公尺
- 機體重量：35.5噸
- 武裝：

機關槍
猴子·羅迪所裝備的射擊裝備。
鐵撬
猴子·羅迪的近戰裝備，是一把大型鐵撬。
除了可以用來撬開大型物件，也可以像刀斧一樣擊打敵機裝甲。
護盾
猴子·羅迪所裝備的防衛裝備，潛用自機體裝甲，一般安裝在左腕上。
手榴彈×2
猴子·羅迪的額外裝備，每兩顆各儲存在後裙甲，總計4個。
能從存放處取出直接當作太空地雷，以作擾亂敵機或敵艦的視線。
- 機械設定：形部一平

猴蟹·羅迪（Monkey Crab Rodi）
於手遊登場，為拉科烏海賊團鑒於598所擅長的高速機動戰的特性，而將其駕駛的猴子·羅迪進行改修後形成的樣式。
原先的肩甲配色維持不變，但與猴子·羅迪不同，本機的手掌被替換成爪子，便於接近敵機時向螃蟹一樣進行突襲。
- 機體編號：UGY-R267MM
- 所屬方：尋環
- 駕駛員：598
- 機體高度：17.0公尺
- 機體重量：35.5噸
- 武裝：

機關槍×2
猴蟹·羅迪的射擊裝備，收納於雙腕的爪子內，用於牽制敵機。
護盾×2
猴子·羅迪的防衛裝備，潛用自機體裝甲，安裝在雙腕上。
- 機械設定：形部一平

## 海克瑟骨架
英語：Hexa Frame  日語：ヘキサ・フレーム
於厄祭戰爭前夕大量生產，是專門用在雨果等機體身上的作業用機動戰士骨架，但隨戰爭爆發以及MA的威脅下，才成為戰鬥用MS，其編號以IPP為主。
其生產數量是繼羅迪骨架後最多的，但為了維持高機動性而犧牲裝甲的結果，導致有大量的機體遭到擊墜，到了厄祭戰爭終結時，仍殘存下來的個體僅佔了全體數量的不到兩成而已，時至今日，由於便宜好用的關係，因此深受民間團體和海盜的歡迎。
目前已知僅存的有破曉地平線團與JPT信託會的「雨果」、SAU（包括贊恩家族）與大西洋聯邦的「茲路達」以及蓮吉部隊（隸屬於歐姆登殖民地公司）的「恩佐」，而其中一架鳩達有經過特殊處理，被客制化成「鳩達·派森」。
注：「Hexa」一詞為「六角（Hexagon）」之意。
雨果（Hugo）
于第二季登場，于厄祭戰爭中期開發，並使用海克瑟骨架並將腳部關節換成逆向式，有著異質形狀的高機動機動戰士。
由於將目光放在中近距離的戰鬥支援上，使它的武裝比起單機交戰，做為僚機掩護自軍的情況要更多。因為機體的輕量性，是架在重力下也能發揮出安定性能的高泛用性機體，到了現代則成為民間警備公司和海盜喜好使用的機體。
本機最大的特徵是為了提高逃生成功率而在頭部配置駕駛艙區塊，和在胸部配置駕駛艙區塊的機體相比，海克瑟骨架的駕駛員生還率非常高。另外，腳部關節也改良成能像手腕般可動，以針對在碎石海域進行捕捉及強奪為概念設計出來，擅長利用基本武裝的纜線爪和腳部鉗爪捕捉敵人再給予駕駛艙致命一擊。
目前此機種分别由「破曉地平線團」的桑多瓦·路透、金巴魯和兩名幹部搭乘，配色方面分别是「橘和青」、「黃和藍」、「白和淺棕」（兄機）和「白和淺青」（弟機），以示區别；而「JPT信託會」也配給了此機種，配色方面以紫色為主。
- 機體編號：IPP-66305
- 所屬方：破曉地平線團、金巴魯的海賊團、JPT信託會
- 駕駛員：桑多瓦·路透、金巴魯、破曉地平線團的兩名幹部、JPT信託會會員
- 機體高度：19.7公尺
- 機體重量：29.9噸
- 武裝：

110mm機關槍
雨果以月球的拉格朗日點為據點的「赫菲斯托斯」所開發之機槍。
300mm長型步槍
在海盜等之間流通的中長距離用射撃裝備，同樣由「赫菲斯托斯」所設计出来。
圓月刀×2
從厄祭戰爭時代殘留下來的雨果的正規裝備。
以架開並纏住對手武裝為目的，給與重擊所使用。
破壞劍
在海盜等之間流通的大型接近戰鬥用武裝，是一把大型實體刀。
刀柄後方附有握把，可在與敵機對打時保持更強大的殺傷力。
錨射出爪×2
收納在腰部基座的錨爪除了捕捉敵機外，也能當成搬運補給物資用的牽引纜線。
腳部鉗爪×2
近距離捕抓機體外，還能跟錨射出爪連動使捕獲機率大幅提升。
小型導彈×4
雨果的輔助裝備，内藏在侧頭部。
- 機械設定：形部一平

鳩達（Zilda）
同樣于第二季登場，為使用在厄祭戰爭中期開發的海克瑟骨架的機體，並將腳部關節換成正向式，以便能在地面上運用。
因為機動性的優秀、汎用性高和武裝種類多，令它能在不論中近距離的戰地中都能活躍。
SAU樣式是深藍加黄色，贊恩家族的樣式是綠色，主要用於防衛；而大洋洲聯邦則是深緑色，主要用於作業和殖民星防衛用，甚至被用來掀起武裝叛亂。
- 機體編號：IPP-0032（一般機/大洋洲聯邦樣式）、IPP-0032S（SAU樣式機）
- 所屬方：SAU、贊恩家族、大洋洲聯邦
- 駕駛員：SAU士兵、贊恩家族部下、大洋洲聯邦士兵
- 機體高度：19.8公尺
- 機體重量：29.7噸
- 武裝：

機關槍
SAU樣式鳩達的射擊裝備。
護盾
SAU樣式鳩達的防禦裝備。
西洋劍
SAU樣式鳩達的劍型裝備。
線槍
鳩達的射擊裝備，可射出帶有錨爪的繩子。
撬棍
鳩達的棍型裝備，用於撬開的功能。
- 機械設定：形部一平

鳩達·派森（Zilda Python）
於遊戲中登場，由「贊恩家族」以其中一架鳩達為基礎，進行客制化後而成的機體，為鳩達的高級樣式機。
作為贊恩家族的幹部——賈比羅·賈伊洛的專用機活躍著。由於是兼用海克瑟骨架，因此所對應的裝備皆可使用。
- 機體編號：
- 所屬方：贊恩家族
- 駕駛員：賈比羅·賈伊洛
- 機體高度：
- 機體重量：
- 武裝：

機關槍
SAU樣式鳩達的射擊裝備。
圓月刀×2
從厄祭戰爭時代殘留下來的雨果的正規裝備。
以架開並纏住對手武裝為目的，給與重擊所使用。
- 機械設定：形部一平

恩佐（Enzo）
于游戲中登場，由「歐姆登殖民地公司」以其中一副海克瑟骨架為基礎，進行客制化而成的機體。
與在大半都是輕裝甲型的海克瑟骨架機不同的是，它是很罕見的裝甲強度比重佔較多，機體配色以藍和橙爲主。
來自金星的蓮吉·達布利斯可，因所被下達的任務和「獵殺兀爾德」的作戰計劃有一定的關係，而駕駛此機前去造訪萊德尼西亞殖民星，途中碰上捍衛該殖民星的威斯塔利歐·阿法姆及所駕駛的端白星鋼彈，隨後在執行作戰計劃期間一直狹路相逢，直到位於殘骸區域時，不慎遭到導航燈塔「繭」所投射的自動防衛系統的前後夾擊，本機遭受半重創，駕駛員蓮吉一度負傷，所幸已無大礙，而本機也因在「繭」的内部發現完好無損的慾魔鋼彈，而被拆除了駕駛艙，用來給慾魔替換，故本機已大致遭解體。
- 機體編號：IPP-18875
- 所屬方：蓮吉部隊（隸屬於歐姆登殖民地公司）
- 駕駛員：蓮吉·達布利斯可
- 機體高度：18.7公尺
- 機體重量：32.6噸
- 武裝：

機關槍
恩佐的射擊裝備，沒有用時可安裝在背包右側。
戰鉞×2
恩佐的主要近戰裝備，是一對巨大戰刀。
除了雙手能握住以便施展二刀流的戰術，也能兩把對接在一起成雙頭刀，對敵暴擊的效果會更顯著。
沒有用時可收納在腰部兩側。
三連岩石爆裂彈
恩佐的打擊用裝備，收納於背包左側。
可透過對準目標后自動發射來近距離爆殺，其威力強大到連厚重的裝甲和岩石都能打爆。
- 機械設定：形部一平

## 機動裝甲(MA)
英語：Mobile Armor 日語：モビルアーマー
簡稱MA，三百年前的「厄祭戰爭」裡，為了對人類進行殺戮而進化出的自律型無人兵器的總稱呼，曾殺戮地球上四分之一的人類，更毀滅了人類文明。主動力是來自身上搭載的「亞哈反應爐」，因為機體表面被奈米積層裝甲牢牢保護著，讓它們非常不容易被破壞。
在人類與MA的大戰爆發之前，自動化機械曾是人類繁榮的象徵之一，並在各勢力之間積極推動自動化的戰爭。然而、就為了確保不會因操控高智能AI的士兵的全身而退而使MA停止運作，而過度追求效率，讓在這過程中開發出來MA進化成了過剩的殺戮兵器，並發展成超出人類掌控的存在。
MA本身不只動作靈敏，還能自給自足，也沒有類強化人的駕駛員，因此也沒有道德標準和其帶來的苦惱，雖然擁有對人用的光束武器，但對MS的「奈米塗層裝甲」卻沒有太大的效用。其高智能AI能自行搜索目標、生產子機，而子機又帶有修復和防衛兼尋找能源和材料的功能。
正因如此，末日號角才開發「鋼彈骨架」和「阿賴耶識系統」，並建立起今後的廢絕一切無人兵器、以及將機械化技術視為禁忌的「末日號角」體制。據悉，約有十台大型MA已存在過，能分成陸戰型和宇宙型，目前已知存在的機動裝甲有陸戰型的「哈斯蒙」、「阿納尼爾」、宇宙戰型的「梅哈伊亞」、「涅瑪米亞」、「哈拉埃爾」和子機「布魯曼」。
其中「阿納涅爾」和「涅瑪米亞」疑似有被量產化，均以希臘字母來命名其衍生樣式。
一反其他鋼彈作品的傳統，本作的MA先於MS發明，也沒有形式編號，而且所有的機動裝甲都以「天使」來命名。
哈斯蒙（Hashmal）
于第二季登場，在火星克里斯地方的半金屬礦山試挖場與蔽魔鋼彈一同發掘到的謎樣大型人工物，在所有的MA中排名第四。同時還在周圍還挖掘到了許多像是MW的機械，當初發現時都沒有人能判斷其真面目。
然而，這架擁有巨大鳥類形狀的人造物其真面目正是在「厄祭戰爭」與人類戰鬥的敵人，也就是奪走全世界約四分之一人口性命的其中一架MA。由於在身旁伴隨大量的子機——「布魯曼」是MA基本的運用風格，人類光是要擊墜一架MA就必需要準備大規模的戰力。之後確認到這架在火星發現的機體其個體名稱是「哈斯蒙」，而且還是陸戰型的，在厄祭戰爭當時還有無數架像這樣的MA存在。
內藏於兩肩中的能源供給系統，能以投射微波的方式為布魯曼供給能源。還存有另外的小型MA生產組件，要和其合體才能量產出來；頭部下方有個能控制整個MA的中樞組件，故被證實是哈斯蒙唯一的弱點，但由於外殼是采用MS骨架的高硬度稀有合金所製作的，所以需要相當費力的暴打才能將其破壞。
第35至38話，在鐵華團一方前去視察的同時，末日號角MS部隊也前來，結果受到MS的影響而甦醒，對末日號角MS部隊全數殲滅；後和三日月·奥古斯的天狼型獵魔鋼彈交戰，最後被使劲全力的三日月和天狼型獵魔鋼彈擊毁至停止活動。
- 所屬方：無（自動兵器）
- 機體長度：35.2公尺
- 機體高度：24.9公尺
- 機體重量：49.8噸
- 武裝：

頭部光束炮
哈斯蒙的高火力射擊裝備，裝在嘴部上。
雖然威力強大，但由於奈米積層裝甲會使其造成擴散，使它難以於對MS戰爭中使用，僅做為殺戮人類用的武裝而搭載在MA身上。
為本作目前唯一出現過的光束兵器。
動能彈發射裝置
哈斯蒙的腳掌上的兩具裝置，能發射出帶有推力，而對MS構成劇烈損傷的彈頭。
超硬飛索刀
哈斯蒙的有線式刀狀裝備，裝在尾部上。
採用了即使在常溫下也會帶有微量電流而具備黏性的特殊合金、能夠自在的往各種方向可動。
這種有機性構造是不可能以現代技術重現的，這可說是來自厄祭戰爭時代高技術的恩惠。
- 名稱由來：

「哈斯蒙」一名的典故來自于「米書拿律法」之中，所屬順位第四的天使「瀚西莫爾（Hashmallim）」。
其名字首次出現在《以西結書》第一章第四節處，它與天使長之一的薩基爾是屬於同一個等級的，以愛、善良和優雅為著稱，現代希伯來語將此名翻譯成英語的「雷電」。
- 機械設定：鷲尾直廣

阿納涅爾（Ananel）
于手游登場，外形如同螃蟹般的大型MA。
此外，本機還擁有「α型」和「β型」等衍生機種，和前者比起來，本機的體型略顯加大，配色分別為黑色和橙色。
- 所屬方：無（自動兵器）
- 機體長度：
- 機體高度：
- 機體重量：
- 武裝：

巨爪×2
即阿納涅爾的雙臂，外形並非螃蟹的鉗子，而是如同怪獸般的大爪。
由於採用高硬度稀有合金所鍛造，因此造成的破壞力相當過強。
嘴部光束炮
阿納涅爾的高火力射擊裝備，安裝在嘴部外。
雖然威力強大，但由於奈米積層裝甲會使其造成擴散，使它難以於對MS戰爭中使用，僅做為殺戮人類用的武裝而搭載在MA身上。
「阿納涅爾」一名的典故來自于「以諾書」之中，所屬順位第14的看守天使「阿納涅爾（Ananiel）」。
它有「阿納尼（Anani）」、「阿納涅（Anane）」、「卡納涅爾（Khananel）」、「哈納涅爾（Hananel）」等多種別稱，因別稱諸多而有著「雨雲之神」的稱號，本來是南風三大門的看守天使的它，卻跟著阿撒兹勒及薩米亞札等天使對神揭起反旗，並成爲200個墮天使中的一部分。
- 機械設定：

梅哈伊亞（Mebaiah）
於外傳登場，在位於地球圈內「七星勢力」之一的伊舒家族所秘密管理的宇宙聖域「拉塔托斯克」內部一處沈睡著龐然大物，後由於末日號角和阿法姆設備之間的激戰，再加上圓環自行產生反應，而導致這個龐然大物徹底蘇醒過來。
這架如移動兵器一樣是超大型的人造物，和MA哈斯蒙一樣在三百多年前的「厄祭戰爭」中殘殺過無數人類，本機屬於宇宙戰型的MA，可以被推測是已故阿德尼爾·麥雅所推斷出的「對人類有敵意的MA統率者」，也就是所謂的「絕對力量」。
與其他MA相比，本機的整體外觀類似於強襲裝甲艦，但實際上它的主體身形非常單薄，除了胴體，全身部位幾乎無可動，像雙臂的節肢部件推測是擺設品的一種。
蘇醒後的本機，一開殺戒就是對戰威斯塔利歐的端白星鋼彈和其他機體，期間完全占據上風，隨後被除席克拉澤以外的「獵殺兀爾德」的參加者們合力擊毀。
- 所屬方：無（自動兵器）
- 機體長度：
- 機體高度：
- 機體重量：
- 武裝：

胸部光束炮
梅哈伊亞的高火力射擊裝備，安裝在胸部。
雖然威力強大，但由於奈米積層裝甲會使其造成擴散，使它難以於對MS戰爭中使用，僅做為殺戮人類用的武裝而搭載在MA身上。
打樁針×6
梅哈伊亞的近戰攻擊用裝備，安裝在兩肩內部。
透過線纜的連接與遠超控制，可以對敵機群構成殲滅般的攻擊。
貨裝櫃
梅哈伊亞的輔助裝備，安裝在機體背部，主要用於收納所大量製造的MA子機布魯曼。
該武裝可以在被擊破的情況下自行脫落。
- 名稱由來：

「梅哈伊亞」一名的典故來自于「以諾書」之中，所屬順位第55的看守天使「麥巴希亞（Mebahiah）」。
祂的名字有「永恆之神」的美譽，象徵靈感和清醒，同時祂也是12月22至26日出生的男女的看守天使，在祂的指引下，精神上的生活會很清澈，同時能夠清晰地分辨任何人事物。
- 機械設定：

涅瑪米亞（Nemamiah）
於手游登場，外形如龜類物種和移動炮台的中型MA。
從臉部來看和同為MA的阿納涅爾是屬於同一個類型的，而本機最大的特徵是裝設於四足底部的多個推進器，其延長的噴射和輸出力度可使本機在半空中懸浮的情況下活動。
此外，本機還擁有「α型」等衍生機種，和前者比起來，本機的體型略顯加大，配色從深綠色改為黑色。
- 所屬方：無（自動兵器）
- 機體長度：
- 機體高度：
- 機體重量：
- 武裝：

頭頂光束炮
涅瑪米亞的高火力射擊裝備，平時收納在頭頂的閥門內，必要時可展開。
雖然威力強大，但由於奈米積層裝甲會使其造成擴散，使它難以於對MS戰爭中使用，僅做為殺戮人類用的武裝而搭載在MA身上。
導彈
涅瑪米亞的輔助射擊裝備，幾乎安裝在四足的外甲內。
展開的當兒可部分或一齊發射，對地面上的敵機進行劇烈的猛攻。
- 名稱由來：

「涅瑪米亞」一名的典故來自于「以諾書」之中，所屬順位第57的看守天使「涅瑪米亞（Nemamiah）」。
祂的名字有「值得讚道之神」的美譽，性格好戰，正義凜然，能賦予人們在生活領域中的成就感和繁盛，同時祂也是1月1至5日出生的男女的看守天使。
- 機械設定：

哈拉埃爾（Harael）
於外傳登場，在位於地球圈内「七星勢力」之一的庫贊家族所管理的廢棄殖民星内部一處沉睡著龐然大物，後由於有數架格雷兹的出現，再加上威斯塔利歐和席克拉澤手上的圓環自行產生反應，而導致所屬MA子機布魯曼蘇醒般重新運作，而這龐然大物也跟著蘇醒過來。
這架如同怪物般的超大型人造物，和MA哈斯蒙一樣在三百多年前的「厄祭戰爭」中殘殺過無數人類，本機屬於宇宙戰型的MA，在一次戰役中對戰過前來挑戰的翼魔鋼彈，結果大大敗北，時隔三百年再度蘇醒之時偶遇端白星鋼彈並連同其戰鬥模式一起分析，因而聯想到和翼魔鋼彈之間的關係。
本機的六個觸爪尖端處可伸長有綫式尖爪，有助進行無死角攻擊，尖爪内部更設有高感度感應器，可藉由六個同款的感應器，大幅擴展本機的視野。
此外，本機還擁有「α型」等衍生機種，和前者比起來，本機的配色從綠色改為黑色。
- 所屬方：無（自動兵器）
- 機體長度：
- 機體高度：
- 機體重量：
- 武裝：

光束炮×7
哈拉埃爾的高火力射擊裝備，分別裝在六個觸爪和嘴部内。
雖然威力強大，但由於奈米積層裝甲會使其造成擴散，使它難以於對MS戰爭中使用，僅做為殺戮人類用的武裝而搭載在MA身上。
動能彈發射裝置
哈拉埃爾的腳掌上的兩具裝置，能發射出帶有推力，而對MS構成劇烈損傷的彈頭。
- 名稱由來：

「哈拉埃爾」一名的典故來自于「以諾書」之中，所屬順位第59的看守天使「哈拉赫爾（Harahel）」。
祂的名字有「無所不在之神」的美譽，對擁有子女的女性家長保有敬意，爲此特地改善其不孕症狀，亦可讓所有子女順從父母，偶爾也會幫忙尋找遺失的貴重物品，同時祂也是1月11至15日出生的男女的看守天使。
- 機械設定：海老川兼武

布魯曼（Pluma）
尺寸與機動工兵相近的無人、自動兵器，作為大型MA的子機行動，不僅能讓母機視野擴張更廣，也會透過MA所投射的微波供給它們活動所需的動力。
每架個體會各自蒐集周邊的情報並即時傳輸給本體，再根據母體下達的指示繼續活動，而其最大的特點是修復母機的機能，只要有材料、時間和數量，就能快速修復機體損傷。
雖然形狀像是從本體獨立出來的存在，但是從系統上來看它們仍是MA的一部分，而且造型、種類多樣化。
- 所屬方：無（自動兵器）
- 機體高度：3公尺
- 機體重量：30.8噸
- 武裝：

尾部鑽頭
MA哈斯蒙專屬子機專有的部位，用來破壞、分解機體和設施等機械物品，好將目標作成修復母機或建造子機的材料。
- 名稱由來：

「布魯曼」一名的典故取自西班牙語羽毛，似乎與以「天使」為命名的MA的姿態如出一轍。

## 戰艦
在厄祭戰爭時，這種單體式且能獨自強行出擊的戰艦不僅威力無比，又有著機動戰士和機動工兵的搭載機能。由於搭載了大型亞哈反應爐，所以速度和控制力明顯優勢，甚至還施加了納米基層裝甲，就連裝備也統一化。
可能也是因為沒有光束兵器，本作中的戰艦也稱得上是以往無數鋼彈作品中數一數二的堅硬，目前尙無戰艦或運輸艦有因為MS的攻擊而被瞬間擊毀的演画面。即使出現了可貫穿奈米鍍膜裝甲的「破滅魔劍」特殊彈頭，也是被擊中了數發後才被擊沉。
在300多年後的今天，依然有民間組織和宇宙海盜在運用著。目前僅存的戰艦和運輸艦有鐵華團的「漁火」和「螢火」、塔賓斯的「雙髻鯊」、柏瓦茲的戰艦（後歸屬鐵華團）、蓮吉部隊的戰艦、長生幫的「旅神號」、阿法姆設備的「艾爾達丸II」和未知組織的「斯基德普拉特尼」。
另外，末日號角在厄祭戰爭告一段落後，重新建造了新的戰艦，不過設計理念卻否定了過去戰艦的設計思想，而且編號以GHS為主。目前「鱵魚級」和「鰹魚級」就是其中的例子。

### 舊世代戰艦
漁火（Isaribi）
原名鬼火（Will-o'-the-wisp），原本是厄祭戰爭當時所使用的強襲裝甲艦，後來經過改修後成了鐵華團前往地球之行的母艦。
在和鎚頭鯊號一同出發前往地球之際，添加了鐵華團的標誌。
即使搭載了複數的砲台仍無法對奈米積層裝甲做出決定性的打擊，以強固的前方裝甲突擊為主要的攻擊方法。
而且該艦支持阿賴耶識系統，以進行一般人辦不到的超精密航行。
- 艦隻編號：NOA-0093
- 所屬方：鐵華團
- 艦長：澳加·伊祖卡、尤真·錫芬史達克
- 艦員：查克·查丹、但丁·摩古羅、畢斯杰特·格里芬、艾爾加、希爾梅、芙美頓·亞多莫斯
- 艦隻長度：300公尺
- 武裝：

主砲×5
高射砲×2
魚雷
艦錨×2
- 機械設定：海老川兼武

鎚頭鯊號（Hammerhead）
迪瓦茲所屬的裝甲強襲艦，同時是塔賓斯的母艦。
船首外表仿雙髻鯊（鎚頭鯊），其巨大盾牌能擋下敵方所有砲火，必要的時候也可以直接突擊。
第一季與鐵華團一同前往地球。
第二季第15集獨自駕駛鎚頭鯊號的名瀨捨命下，重重撞擊阿麗安蘿德艦隊的一艘鱵魚級戰艦而損毀，在末日號角打撈並修復後返還迪瓦茲，擔任雅芝率領的新生塔賓斯的母艦。
- 艦隻編號：TIR-0009
- 所屬方：塔賓斯（隸屬於迪瓦茲）
- 艦長：名瀨·他賓、雅芝·古魯明
- 艦員：艾歌·他賓、比露迪·他賓、歌璐兒·他賓
- 艦隻長度：380公尺
- 武裝：

火砲×5
墨格利斯號（Mercurius）
長生幫所屬的裝甲強襲艦，同時也是其母艦，除了顏色以外，基本上外形和鐵華團的漁火是同一個類型。
- 艦隻編號：
- 所屬方：長生幫
- 艦長：哲安馬高·沙雷諾
- 艦員：長生幫成員
- 武裝：

火砲
柏瓦茲戰艦（Brewers's Ship）
柏瓦茲所屬的裝甲強襲艦，除了顏色以外，基本上外形和鐵華團的漁火是同一個類型。
在殘骸區域一戰中，被鐵華團和塔賓斯擊敗，該戰艦也當作被賠償金來接收。
在鐵華團實行地球降下行動時，被充當成「盾牌」來利用，最後被敵方戰艦擊毀，而且還散開了納米鏡面箔條，成功讓漁火迅速地逃離現場。
- 艦隻編號：
- 所屬方：柏瓦茲（後歸屬鐵華團）
- 艦長：布魯克·葛巴揚
- 艦員：庫達爾·卡達爾、昌弘·亞特蘭大、亞斯頓、戴爾瑪等低等階級
- 武裝：

火砲
歐姆登戰艦（Omden Ship）
蓮吉部隊所屬的裝甲強襲艦，除了顏色以外，基本上外形和鐵華團的漁火是同一個類型。
在前往一艘被廢棄戰艦後，由於席克拉澤的作梗與叛變，而殲滅了包括MS部隊在内的所有艦員，至此就這樣被遺棄在其中。
- 艦隻編號：SOC-8039
- 所屬方：蓮吉部隊（隸屬於歐姆登殖民地公司）
- 艦長：席克拉澤·麥雅
- 艦員：蓮吉·達布利斯可、安迪、比特
- 武裝：

火砲

### 新世代戰艦
鱵魚級（Halfbeak-class）
末日號角宇宙艦隊的主力艦，總計約百艘以上，設計方面和過去的強襲裝甲艦有些異樣——是偏向平坦且流綫型，主要用於避開炮彈，而且重視火力、裝甲和機動性。
船尾專門設置電力機能和推進裝置，艦底部設有機動戰士歸航時啟用的彈射器，歸航時後面的升降口可以收容，能收容約六架機動戰士。
地球外軌道管理聯合艦隊（連同札爾姆弗特家族）共配備約20艘專屬艦（動畫中包括了革命軍），配色是白色；而阿麗安蘿德艦隊則是共約44艘，配色則是暗青色。七星勢力所屬座艦艦首都會標上專屬家徽，作爲特徵。
在地球外軌道管理聯合艦隊被歸納為「末日號角革命軍」後，無數的鱵魚級戰艦雖後被雙方運用在雙方的決戰之上，但革命軍一方因遭受敵方的「破滅魔劍」的強攻，而全軍覆没到僅一艘鱵魚級戰艦殘存下來，随後與鐵華團的漁火號和麥吉利斯的雲娜迪斯號逃向火星；而敵方的數艘鱵魚級仍然毫發無損地留在陣营裡。
- 艦隻編號：GHS-1889、GHS-2015（隸属於麥吉利斯之下）、GHS-0515（隸属於萊斯達爾之下）、GHS-0287（隸屬於伊奧克之下）
- 所屬方：地球外軌道管理聯合艦隊 → 末日號角革命軍（隸属於麥吉利斯之下）、阿麗安蘿德艦隊（隸屬於萊斯達爾和伊奧克之下）
- 艦長：
- 艦員：嘉達的親衛隊員 → 萊薩·恩扎、石動·卡密希、末日號角革命軍士兵（白色）、茱麗葉·朱里斯、伊奧克·庫贊（暗青色）
- 艦隻長度：400公尺
- 武裝：

火砲×2
導彈發射器
對空砲×4
- 機械設定：形部一平
- 名稱由來：Halfbeak （页面存档备份，存于）

斯雷普尼爾號（Sleipnir）
鮑德溫家族的專屬艦，以青紫色為主。
- 所屬方：末日號角
- 艦長：蓋里奧·巴特韋恩
- 艦員：
- 武裝：

火砲×2
導彈發射器
對空砲×4
- 名稱由來：

「八腳神馬／斯雷普尼爾」一名的典故來自於北歐神話中奧丁的座騎，它是一匹有八隻腳的天馬。
它是由洛基及斯瓦迪爾法利所生，堪稱是「最好的馬」，奧丁曾騎著它到過冥府。
- 機械設定：形部一平

雲娜迪斯號（Vanadis）
地球外軌道管理聯合艦隊的旗艦，同時也是嘉達·伊舒的座艦。
在嘉達戰死後，此戰艦由麥吉利斯·法里德管理，直到在與阿麗安蘿德艦隊一戰中敗北後，與鐵華團的漁火號逃向火星。
第49集在對萊斯達爾的艦隊特攻中，重重撞擊阿麗安蘿德艦隊的一艘鱵魚級艦艇並同歸於盡，而麥吉利斯則以主魔鋼彈脫出並繼續戰鬥。
- 艦隻編號：GHS-0205
- 所屬方：地球外軌道管理聯合艦隊 → 末日號角革命軍（隸屬於麥吉利斯之下）
- 艦長：嘉達·伊舒 → 麥吉利斯·法里德
- 艦員：嘉達的親衛隊員 → 末日號角革命軍士兵
- 武裝：

火砲×2
導彈發射器
對空砲×4
- 機械設定：形部一平

黄金賈斯里號（Golden's Jasley）
「JPT信託會」所保有的裝甲巡洋艦，同時也是賈斯里·多諾明哥的座艦，以黄金色為主。
艦橋部分的裝甲已大幅強化，同時為了維持高峰性的性能，省略了收納艙口。
在與鐵華團的軍隊大攻之際，艦橋被三日月的天狼王型獵魔鋼彈砸毀，賈斯里當場死亡。
- 艦隻編號：TIR-0102
- 所屬方：JPT信託會（隸屬於迪瓦茲）
- 艦長：賈斯里·多諾明哥
- 艦員：JPT信託會成員
- 武裝：

火砲×2
導彈發射器
對空砲×4
- 機械設定：形部一平

鰹魚級（Skipjack-class）
阿麗安蘿德艦隊的旗艦兼超大型戰艦，戰艦顏色以白色為主，已知艾里昂家族和伊舒家族擁有同樣規格的座艦。
整體形狀酷似橢圓形，並針對在外太空的運作進行了性能優化，因體型巨大如移動要塞，而被視爲末日號角的最高權威。
艦橋分上下兩層——即主艦橋和副艦橋，并且由數個區塊組成；戰艦内部設有機動戰士的格納庫，并且由裝甲覆蓋著，最大限度可容納60架機動戰士。
船身兩側設有六個機動戰士的彈射裝置，雖然尺寸短，但作用與鱵魚級的無異，而且彈射裝置與格納庫的比例大概是5 : 2。
第45話險被鐵華團的蔽魔鋼彈僅存的一個破滅魔劍的彈頭狠狠爆破，僅僅只是與艦橋右側擦身而過。
第49話麥吉利斯的主魔和蓋里奧的殘命搜魔激烈交戰後，被這兩架鋼彈骨架捲了進來。
- 艦隻編號：GHS-0032
- 所屬方：阿麗安蘿德艦隊（隸屬於末日號角）
- 艦長：萊斯達爾·艾里昂
- 艦員：茱麗葉·朱里斯、伊奧克·庫贊、雅瑪津·多卡、殘命（蓋里奥·巴特韋恩）
- 艦隻長度：800公尺
- 武裝：

連裝火砲×9
設置在船身各部。
繩錨×2
宇宙戰艦共用裝備，尤其本艦的裝備在反艦作戰中發揮著最大作用。
導彈發射器
設置在船頭。
對空砲×8
設置在船身各部。
- 機械設定：形部一平
- 名稱由來：鰹魚級核潛艇

### 運輸艦
螢火（Hotarubi）
于第二季登場，鐵華團的武裝運輸船，由民用運輸船改造而成的。最初載運智魔鋼彈和幾架獅電一同出發前往火星。
原本只是貨物用運輸船，但因為機動戰士保有數增加的關係，而在兩側增設兩組與艦一樣大的專用運輸艙，總計有8個運輸容器。
在與阿麗安蘿德艦隊的戰鬥中被「破滅魔劍」重創並失去火器管制功能，乘員移轉到漁火後拿去作為偷襲敵方旗艦作戰的掩體，最終先是彻底地被擊沉，然後為保護鐵華團脫離戰場而自爆。
- 艦隻編號：NOA-0132
- 所屬方：鐵華團
- 艦長：尤金·賽文史塔克
- 艦員：恩比
- 艦隻長度：
- 武裝：

主砲
高射砲×2
導彈發射器×8
比斯科級（Biscoe-class）
末日號角和民間企業所使用的非武裝箱型宇宙戰艇，艦體後部可收容一定的數量的機動戰士。
- 所屬方：末日號角、一般民間企業
- 艦隻長度：50公尺

維倫號（Villum）
麥吉利斯和蓋里奧前往火星支部時所搭乘的戰艇。
- 所屬方：末日號角

艾爾達丸II（Erdamaru II）
威斯塔利歐等人正式參加「獵殺兀爾德」後所搭乘的舊型船艦，自阿法姆設備成立以來就一直使用，因爲是運輸艦的規格，而未搭載過任何的武裝。
艦體後部因追加一個收納艙口，而從原本只能收納一架機動戰士變成可收納兩架。
- 所屬方：阿法姆設備（隸屬於萊德尼西亞殖民地）
- 艦長：威斯塔利歐·阿法姆
- 艦員：西尼斯提爾、迪基斯提爾
- 武裝：

機槍
本船艦所配備的射擊武裝，僅自我防衛使用，但對於連宇宙海賊都鮮少露面的金星而言，是相當足夠的裝備。
- 名稱由來：

「艾爾達」一名的典故取自北歐神話中大地女神——嬌德的別名，後于1918年被用在一顆圍著太陽公轉的小行星的名字上。
同時「艾爾達」也取自阿法姆設備的創始人——「艾爾達·阿法姆」的名字。
斯基德普拉特尼（Skidbladnir）
寶藏獵人小藏·門斗的專屬船艦，艦隻無任何火力裝備，僅僅只是作爲調查宇宙區域而用。
「獵鯊兀爾德」的參加者之一的小藏·門斗和引路人斯萊絲·黃紗，前往冰河區域去收集圓環的數據，途中遭遇到MA子機布魯曼的追擊而受到損傷。
- 所屬方：
- 艦長：小藏·門斗
- 艦員：斯萊絲·黃紗
- 名稱由來：

「斯基德普拉特尼」一名的典故取自北歐神話中的一艘船隻——斯基德普拉特尼，由豐饒之神弗爾所擁有。
據悉這艘船隻可以隨意大小變化，小至能裝進袋子裡，大至能裝載阿斯嘉特諸神和其裝備，揚帆時永遠有一陣風在鼓動著它，無論海上或陸地都能航行。

## 非亞哈反應爐搭載機
英語：Non-Ahab Reactor Equipped Machine  日語：非エイハブ・リアクター搭載機
雖然亞哈反應爐在災後世紀已經是個任何機種或戰艦都不可或缺的動力裝置，但也有些運輸艦採用了古老的燃料槽，像由迪瓦茲所研發的「庫坦參型」就是一個例子。
庫坦參型（KUTAN SANGATA / Kutan Type-III）
由「迪瓦茲」的附屬組織——「歐氏電子企業」所設計和開發的非亞哈反應爐搭載型運輸機，但缺乏「奈米積層裝甲」般的裝甲強度。
有著能將貨櫃等物資抱在懷中的可動式巨大手臂構造，同时具有高泛用性的合體機能，可和「百鍊」、「獵魔鋼彈」或其他MS合體。
初期的「庫坦壹型」是以近距離輸送為主，庫坦參型则以運送MS或貨櫃為主，收納物是用兩側和機腹的機械臂夾在中間。
為了對應長距離運輸而搭載了大型推進器及燃料槽，成功大幅延長了連續飛行距離；也能用於我方的救援任務或對敵艦的強襲任務，運用幅度很廣泛。
另外在收納MS時能從MS側操作庫坦參型，有考量到單人駕駛員運用的可能性。
- 艦隻編號：JEE-M103
- 所屬方：鐵華團（隸屬於迪瓦茲）、長生幫
- 駕駛員：拿迪·雪之丞·迦什帕、吉安馬可·沙勒諾
- 艦隻长度：32.2公尺
- 艦隻重量：12.9噸
- 武裝：

300毫米長距離砲×2
由獵魔鋼彈所装备的輕裝砲型半手持式實彈射擊兵裝，大口徑的長砲管設計使得此武裝能夠精準發射高初速且大威力的實體砲彈，能夠輕易突破一般機動戰士的奈米積層裝甲並造成破壞。
有兩台長距離砲被安裝在庫坦參型的上方作為補充裝置。
MS滑翔用飛行器（MS Use Glider）
末日號角所統一使用的耐熱飛行器，體型為太空梭般大小。
此款飛行器有著足以從軌道上突入大氣圈的強韌度，因此也能當成盾牌使用，能夠承受敵機從地面發出的砲擊。
地球外緣軌道統制統合艦隊和亞麗安蘿德艦隊都配備此款飛行器，分別載著MS降落在千禧島和火星上。
- 所屬方：末日號角

## 機動工兵(MW)
英語：Mobile Worker  日語：モビルワーカー
簡稱MW，是災後世紀裡的各個勢力所擁有的通用載具，主要動力爐為氫氣引擎。雖然體型如車輛般嬌小，且底部都是設有三個足式滾輪（前面一對，後面一個），但行動卻能因環境趨勢而進行改良，變得很敏捷。通常用在普通行業和緊急戰鬥兩方面身上，也因此能在不受亞哈波的影響下依然正常運作，雖然所擁有的火力能夠對一般的MW產生巨大的威脅，但卻難以對擁有奈米積層裝甲的MS造成破壞性傷害。
目前有六種機動工兵活躍於世間，有CGS的「CGS機動工兵」（後歸屬鐵華團）、鐵華團的「鐵華團機動工兵」、末日號角的「末日號角機動工兵」、多特公司的「聯合式機動工兵」（後歸屬鐵華團）、破曉地平線團的「HD機動工兵」和SAU的「SAU機動工兵」。其中部分的CGS機動工兵有改修處理，為了適應在宇宙狀態下的行動，而改裝成「CGS機動工兵宇宙型」。
CGS機動工兵（CGS Mobile Worker）
和稀有的機動戰士不同，是各勢力都大量配備的機動兵器，而「克里斯護衛保全」所持有的機型在機動工兵中屬於最舊式的，武裝和性能都比其它型式還要差劣。
被遺棄的少年兵們再次組織為鐵華團後，便接收了克里斯護衛保全的據點以及遺留下來的多數的機動工兵。在戰鬥以外的時間會使用於移動、物資運輸等日常用途。
一般配色為米黄色，但有些MW是根據駕駛員的需求，而更換成一些特殊配色如：三日月機（白）、昭弘機（淺藍）、諾爾巴機（粉紅／初代流星號），而指揮官型的則是濃茶色。
- 機體編號：TK-53（一般型）、TK-53/c（指揮官型）
- 所屬方：CGS（後歸屬鐵華團）
- 駕駛員：鐵華團少年兵
- 機體高度：2.5公尺
- 機體重量：2.2噸、2.4噸（指揮官型）
- 武裝：

30mm機關炮×2
本機體對應中距離下戰鬥的主要武裝，武器本身能夠切換單發或全自動模式，而彈體的部分也有多種型式可供選擇使用。
飛彈發射器×2
CGS機動工兵的輔助裝備，可發射飛彈。
60mm火炮×2
CGS機動工兵的新裝備，使本機的火力一度向上。
- 機械設定：寺岡賢司

CGS機動工兵宇宙型（CGS Mobile Worker Space Type）
與用在陸地上的「CGS機動工兵」相比，改修成「宇宙用樣式」的機動工兵裝備了燃料槽和噴嘴，能夠在宇宙空間活動。一般配色為淺藍色。
尤真·錫芬史達克首次搭乘這台宇宙用樣式的機動工兵出擊，並利用一颗資源行星做擋箭牌，成功擺脫了末日號角的追擊，為鐵華團立下了初次的戰績。
- 機體編號：TK-53/s
- 所屬方：CGS（後歸屬鐵華團）
- 駕駛員：鐵華團少年兵
- 機體高度：2.5公尺
- 機體重量：2.3噸
- 武裝：

30毫米機關炮×2
本機體對應中距離下戰鬥的主要武裝，武器本身能夠切換單發或全自動模式，而彈體的部分也有多種型式可供選擇使用。
飛彈發射器×2
CGS機動工兵的輔助裝備，可發射飛彈。
- 機械設定：寺岡賢司

鐵華團機動工兵（Tekkadan Mobile Worker）
鐵華團以過去的「CGS機動工兵」為藍本最新製造出来的機動工兵，與前者相比，在駕駛艙裡設了兩個座位，分別是主駕座（負責行走）和副駕座（負責炮撃）。
另外，為了不讓新規成員擔當身體上的負擔，而沒有安裝「阿賴耶識系統」。
- 機體編號：TK-56
- 所屬方：鐵華團
- 駕駛員：鐵華團少年兵
- 機體高度：3.9公尺
- 機體重量：2.8噸
- 武裝：

大口徑機關炮×2
本機體對應中距離下戰鬥的主要武裝，武器本身能夠切換單發或全自動模式，而彈體的部分也有多種型式可供選擇使用。
60mm機槍
設在機動工兵的底部，用於地面攻擊。
飛彈發射器×12
鐵華團機動工兵的輔助裝備，裝在後方。
兩側各設有6聯裝的發射器，總計2個。可發射飛彈。
鏈炮
設在機動工兵的底部，用於地面攻擊。
- 機械設定：寺岡賢司

末日號角機動工兵（Gjallarhorn Mobile Worker）
末日號角所用的機動兵器，有多種配色。其駕駛艙設在機動工兵的下側。通常用於對火星城市的執法工作和一些低風險的軍事行動上。
雖然靈活度比末日號角的MS還要低，但它們的生產量很高，價格很便宜。連體形和輸出力都比「CGS機動工兵」還要強大，可以使用較大口徑武器。
- 機體編號：NK-17
- 所屬方：末日號角
- 駕駛員：末日號角士兵
- 機體高度：6.3公尺
- 機體重量：3.6噸
- 武裝：

大口徑機關炮
設在機動工兵的頂部，用於後方支援。
鏈炮
設在機動工兵的底部，用於地面攻擊。
導彈發射器×4
一些末日號角機動工兵的兩個四方型的導彈發射器取代了大口徑機關炮安裝在砲塔兩側上。
通常用於火炮和火力支援。
煙霧噴射器×4
設在機動工兵的盾形突起的兩側，用於對叛亂分子進行全面鎮壓。
- 機械設定：NAOKI

聯合式機動工兵（Union Mobile Worker）
於木星設置據點的重工業製造商所開發的最新銳武裝MW。各公司為了自衛目的而採用，是個廣泛流通的型號。
迪瓦茲委託鐵華團（在不知情之下）運送到「多特殖民地」的貨物就是這種MW，但这批货物都是有各种缺陷的残次品，最後在末日號角的武裝鎮壓裡被擊毀。
後來，該機動工兵的修改型號由迪瓦茲提供給鐵華團使用，在成功護送庫德莉雅到地球後，為了補充地上戰力而於安克拉治交貨，約有20台已投入埃德蒙頓的戰役當中。
到了第二季時，鐵華團的地球分部和艾布勞防衛軍也有使用，但沒有安裝「阿賴耶識系統」。
- 機體編號：UW-33
- 所屬方：多特公司、鐵華團、艾布勞防衛軍
- 駕駛員：多特殖民星勞工、鐵華團少年兵、艾布勞防衛軍士兵
- 機體高度：4.3公尺
- 機體重量：2.8噸
- 武裝：

12.7mm大口徑機關槍
設在機動工兵頂部的可旋轉的砲塔，主要武裝，多特殖民地型使用的武裝。
40mm大口徑機關炮
同樣設在機動工兵頂部的可旋轉的砲塔，主要武裝，鐵華團和艾布勞防衛軍型使用的武裝。
HD機動工兵（HD Mobile Worker）
破曉地平線團所使用的機動工兵，通常用在地上戰。
和末日號角機動工兵一樣，其駕駛艙設在機動工兵的下側。
- 機體編號：HD-21
- 所屬方：破曉地平線團
- 駕駛員：破曉地平線團團員
- 機體高度：4.1公尺
- 機體重量：2.9噸
- 武裝：

115mm大口徑機關炮
設在機動工兵的頂部，用於後方支援。
7.62×51mm機槍
設在機動工兵的底部，用於地面攻擊。
60mm火箭炮發射器
可和以上裝備進行更換。
SAU機動工兵（SAU Mobile Worker）
SAU所使用的機動工兵，主要擅長於森林戰和地上戰。
- 機體編號：SAU-17
- 所屬方：SAU
- 駕駛員：SAU士兵
- 機體高度：4.0公尺
- 機體重量：3.1噸
- 武裝：

短身大口徑機關炮
設在機動工兵的頂部，用於後方支援。
機槍
設在機動工兵的側部，用於地面攻擊。